# 2019
Portal Geschichte | Portal Biografien | Aktuelle Ereignisse | Jahreskalender | Tagesartikel

◄ |
20. Jahrhundert |
21. Jahrhundert

◄ |
1980er |
1990er |
2000er |
2010er
| 2020er | 2030er | 2040er

◄◄ |
◄ |
2015 |
2016 |
2017 |
2018 |
2019
| 2020 | 2021 | 2022 | 2023 | ► | ►►
 Jan.
| Feb.
| Mär.
| Apr.
| Mai
| Jun.
| Jul.
| Aug.
| Sep.
| Okt.
| Nov.
| Dez.
Staatsoberhäupter · Wahlen · Nekrolog  · Literaturjahr · Musikjahr · Filmjahr · Rundfunkjahr · Sportjahr
| Januar | Januar | Januar | Januar | Januar | Januar | Januar | Januar |
| Kw     | Mo     | Di     | Mi     | Do     | Fr     | Sa     | So     |
| ------ | ------ | ------ | ------ | ------ | ------ | ------ | ------ |
| 1      |        | 1      | 2      | 3      | 4      | 5      | 6      |
| 2      | 7      | 8      | 9      | 10     | 11     | 12     | 13     |
| 3      | 14     | 15     | 16     | 17     | 18     | 19     | 20     |
| 4      | 21     | 22     | 23     | 24     | 25     | 26     | 27     |
| 5      | 28     | 29     | 30     | 31     |        |        |        |

| Februar | Februar | Februar | Februar | Februar | Februar | Februar | Februar |
| Kw      | Mo      | Di      | Mi      | Do      | Fr      | Sa      | So      |
| ------- | ------- | ------- | ------- | ------- | ------- | ------- | ------- |
| 5       |         |         |         |         | 1       | 2       | 3       |
| 6       | 4       | 5       | 6       | 7       | 8       | 9       | 10      |
| 7       | 11      | 12      | 13      | 14      | 15      | 16      | 17      |
| 8       | 18      | 19      | 20      | 21      | 22      | 23      | 24      |
| 9       | 25      | 26      | 27      | 28      |         |         |         |

| März | März | März | März | März | März | März | März |
| Kw   | Mo   | Di   | Mi   | Do   | Fr   | Sa   | So   |
| ---- | ---- | ---- | ---- | ---- | ---- | ---- | ---- |
| 9    |      |      |      |      | 1    | 2    | 3    |
| 10   | 4    | 5    | 6    | 7    | 8    | 9    | 10   |
| 11   | 11   | 12   | 13   | 14   | 15   | 16   | 17   |
| 12   | 18   | 19   | 20   | 21   | 22   | 23   | 24   |
| 13   | 25   | 26   | 27   | 28   | 29   | 30   | 31   |

| April | April | April | April | April | April | April | April |
| Kw    | Mo    | Di    | Mi    | Do    | Fr    | Sa    | So    |
| ----- | ----- | ----- | ----- | ----- | ----- | ----- | ----- |
| 14    | 1     | 2     | 3     | 4     | 5     | 6     | 7     |
| 15    | 8     | 9     | 10    | 11    | 12    | 13    | 14    |
| 16    | 15    | 16    | 17    | 18    | 19    | 20    | 21    |
| 17    | 22    | 23    | 24    | 25    | 26    | 27    | 28    |
| 18    | 29    | 30    |       |       |       |       |       |

| Mai | Mai | Mai | Mai | Mai | Mai | Mai | Mai |
| Kw  | Mo  | Di  | Mi  | Do  | Fr  | Sa  | So  |
| 18  |     |     | 1   | 2   | 3   | 4   | 5   |
| 19  | 6   | 7   | 8   | 9   | 10  | 11  | 12  |
| 20  | 13  | 14  | 15  | 16  | 17  | 18  | 19  |
| 21  | 20  | 21  | 22  | 23  | 24  | 25  | 26  |
| 22  | 27  | 28  | 29  | 30  | 31  |     |     |
| --- | --- | --- | --- | --- | --- | --- | --- |

| Juni | Juni | Juni | Juni | Juni | Juni | Juni | Juni |
| Kw   | Mo   | Di   | Mi   | Do   | Fr   | Sa   | So   |
| ---- | ---- | ---- | ---- | ---- | ---- | ---- | ---- |
| 22   |      |      |      |      |      | 1    | 2    |
| 23   | 3    | 4    | 5    | 6    | 7    | 8    | 9    |
| 24   | 10   | 11   | 12   | 13   | 14   | 15   | 16   |
| 25   | 17   | 18   | 19   | 20   | 21   | 22   | 23   |
| 26   | 24   | 25   | 26   | 27   | 28   | 29   | 30   |

| Juli | Juli | Juli | Juli | Juli | Juli | Juli | Juli |
| Kw   | Mo   | Di   | Mi   | Do   | Fr   | Sa   | So   |
| ---- | ---- | ---- | ---- | ---- | ---- | ---- | ---- |
| 27   | 1    | 2    | 3    | 4    | 5    | 6    | 7    |
| 28   | 8    | 9    | 10   | 11   | 12   | 13   | 14   |
| 29   | 15   | 16   | 17   | 18   | 19   | 20   | 21   |
| 30   | 22   | 23   | 24   | 25   | 26   | 27   | 28   |
| 31   | 29   | 30   | 31   |      |      |      |      |

| August | August | August | August | August | August | August | August |
| Kw     | Mo     | Di     | Mi     | Do     | Fr     | Sa     | So     |
| ------ | ------ | ------ | ------ | ------ | ------ | ------ | ------ |
| 31     |        |        |        | 1      | 2      | 3      | 4      |
| 32     | 5      | 6      | 7      | 8      | 9      | 10     | 11     |
| 33     | 12     | 13     | 14     | 15     | 16     | 17     | 18     |
| 34     | 19     | 20     | 21     | 22     | 23     | 24     | 25     |
| 35     | 26     | 27     | 28     | 29     | 30     | 31     |        |

| September | September | September | September | September | September | September | September |
| Kw        | Mo        | Di        | Mi        | Do        | Fr        | Sa        | So        |
| --------- | --------- | --------- | --------- | --------- | --------- | --------- | --------- |
| 35        |           |           |           |           |           |           | 1         |
| 36        | 2         | 3         | 4         | 5         | 6         | 7         | 8         |
| 37        | 9         | 10        | 11        | 12        | 13        | 14        | 15        |
| 38        | 16        | 17        | 18        | 19        | 20        | 21        | 22        |
| 39        | 23        | 24        | 25        | 26        | 27        | 28        | 29        |
| 40        | 30        |           |           |           |           |           |           |

| Oktober | Oktober | Oktober | Oktober | Oktober | Oktober | Oktober | Oktober |
| Kw      | Mo      | Di      | Mi      | Do      | Fr      | Sa      | So      |
| ------- | ------- | ------- | ------- | ------- | ------- | ------- | ------- |
| 40      |         | 1       | 2       | 3       | 4       | 5       | 6       |
| 41      | 7       | 8       | 9       | 10      | 11      | 12      | 13      |
| 42      | 14      | 15      | 16      | 17      | 18      | 19      | 20      |
| 43      | 21      | 22      | 23      | 24      | 25      | 26      | 27      |
| 44      | 28      | 29      | 30      | 31      |         |         |         |

| November | November | November | November | November | November | November | November |
| Kw       | Mo       | Di       | Mi       | Do       | Fr       | Sa       | So       |
| -------- | -------- | -------- | -------- | -------- | -------- | -------- | -------- |
| 44       |          |          |          |          | 1        | 2        | 3        |
| 45       | 4        | 5        | 6        | 7        | 8        | 9        | 10       |
| 46       | 11       | 12       | 13       | 14       | 15       | 16       | 17       |
| 47       | 18       | 19       | 20       | 21       | 22       | 23       | 24       |
| 48       | 25       | 26       | 27       | 28       | 29       | 30       |          |

| Dezember | Dezember | Dezember | Dezember | Dezember | Dezember | Dezember | Dezember |
| Kw       | Mo       | Di       | Mi       | Do       | Fr       | Sa       | So       |
| -------- | -------- | -------- | -------- | -------- | -------- | -------- | -------- |
| 48       |          |          |          |          |          |          | 1        |
| 49       | 2        | 3        | 4        | 5        | 6        | 7        | 8        |
| 50       | 9        | 10       | 11       | 12       | 13       | 14       | 15       |
| 51       | 16       | 17       | 18       | 19       | 20       | 21       | 22       |
| 52       | 23       | 24       | 25       | 26       | 27       | 28       | 29       |
| 1        | 30       | 31       |          |          |          |          |          |

| Januar | Januar | Januar | Januar | Januar | Januar | Januar | Januar |
| Kw     | Mo     | Di     | Mi     | Do     | Fr     | Sa     | So     |
| ------ | ------ | ------ | ------ | ------ | ------ | ------ | ------ |
| 1      |        | 1      | 2      | 3      | 4      | 5      | 6      |
| 2      | 7      | 8      | 9      | 10     | 11     | 12     | 13     |
| 3      | 14     | 15     | 16     | 17     | 18     | 19     | 20     |
| 4      | 21     | 22     | 23     | 24     | 25     | 26     | 27     |
| 5      | 28     | 29     | 30     | 31     |        |        |        |

| Februar | Februar | Februar | Februar | Februar | Februar | Februar | Februar |
| Kw      | Mo      | Di      | Mi      | Do      | Fr      | Sa      | So      |
| ------- | ------- | ------- | ------- | ------- | ------- | ------- | ------- |
| 5       |         |         |         |         | 1       | 2       | 3       |
| 6       | 4       | 5       | 6       | 7       | 8       | 9       | 10      |
| 7       | 11      | 12      | 13      | 14      | 15      | 16      | 17      |
| 8       | 18      | 19      | 20      | 21      | 22      | 23      | 24      |
| 9       | 25      | 26      | 27      | 28      |         |         |         |

| März | März | März | März | März | März | März | März |
| Kw   | Mo   | Di   | Mi   | Do   | Fr   | Sa   | So   |
| ---- | ---- | ---- | ---- | ---- | ---- | ---- | ---- |
| 9    |      |      |      |      | 1    | 2    | 3    |
| 10   | 4    | 5    | 6    | 7    | 8    | 9    | 10   |
| 11   | 11   | 12   | 13   | 14   | 15   | 16   | 17   |
| 12   | 18   | 19   | 20   | 21   | 22   | 23   | 24   |
| 13   | 25   | 26   | 27   | 28   | 29   | 30   | 31   |

| April | April | April | April | April | April | April | April |
| Kw    | Mo    | Di    | Mi    | Do    | Fr    | Sa    | So    |
| ----- | ----- | ----- | ----- | ----- | ----- | ----- | ----- |
| 14    | 1     | 2     | 3     | 4     | 5     | 6     | 7     |
| 15    | 8     | 9     | 10    | 11    | 12    | 13    | 14    |
| 16    | 15    | 16    | 17    | 18    | 19    | 20    | 21    |
| 17    | 22    | 23    | 24    | 25    | 26    | 27    | 28    |
| 18    | 29    | 30    |       |       |       |       |       |

| Mai | Mai | Mai | Mai | Mai | Mai | Mai | Mai |
| Kw  | Mo  | Di  | Mi  | Do  | Fr  | Sa  | So  |
| 18  |     |     | 1   | 2   | 3   | 4   | 5   |
| 19  | 6   | 7   | 8   | 9   | 10  | 11  | 12  |
| 20  | 13  | 14  | 15  | 16  | 17  | 18  | 19  |
| 21  | 20  | 21  | 22  | 23  | 24  | 25  | 26  |
| 22  | 27  | 28  | 29  | 30  | 31  |     |     |
| --- | --- | --- | --- | --- | --- | --- | --- |

| Juni | Juni | Juni | Juni | Juni | Juni | Juni | Juni |
| Kw   | Mo   | Di   | Mi   | Do   | Fr   | Sa   | So   |
| ---- | ---- | ---- | ---- | ---- | ---- | ---- | ---- |
| 22   |      |      |      |      |      | 1    | 2    |
| 23   | 3    | 4    | 5    | 6    | 7    | 8    | 9    |
| 24   | 10   | 11   | 12   | 13   | 14   | 15   | 16   |
| 25   | 17   | 18   | 19   | 20   | 21   | 22   | 23   |
| 26   | 24   | 25   | 26   | 27   | 28   | 29   | 30   |

| Juli | Juli | Juli | Juli | Juli | Juli | Juli | Juli |
| Kw   | Mo   | Di   | Mi   | Do   | Fr   | Sa   | So   |
| ---- | ---- | ---- | ---- | ---- | ---- | ---- | ---- |
| 27   | 1    | 2    | 3    | 4    | 5    | 6    | 7    |
| 28   | 8    | 9    | 10   | 11   | 12   | 13   | 14   |
| 29   | 15   | 16   | 17   | 18   | 19   | 20   | 21   |
| 30   | 22   | 23   | 24   | 25   | 26   | 27   | 28   |
| 31   | 29   | 30   | 31   |      |      |      |      |

| August | August | August | August | August | August | August | August |
| Kw     | Mo     | Di     | Mi     | Do     | Fr     | Sa     | So     |
| ------ | ------ | ------ | ------ | ------ | ------ | ------ | ------ |
| 31     |        |        |        | 1      | 2      | 3      | 4      |
| 32     | 5      | 6      | 7      | 8      | 9      | 10     | 11     |
| 33     | 12     | 13     | 14     | 15     | 16     | 17     | 18     |
| 34     | 19     | 20     | 21     | 22     | 23     | 24     | 25     |
| 35     | 26     | 27     | 28     | 29     | 30     | 31     |        |

| September | September | September | September | September | September | September | September |
| Kw        | Mo        | Di        | Mi        | Do        | Fr        | Sa        | So        |
| --------- | --------- | --------- | --------- | --------- | --------- | --------- | --------- |
| 35        |           |           |           |           |           |           | 1         |
| 36        | 2         | 3         | 4         | 5         | 6         | 7         | 8         |
| 37        | 9         | 10        | 11        | 12        | 13        | 14        | 15        |
| 38        | 16        | 17        | 18        | 19        | 20        | 21        | 22        |
| 39        | 23        | 24        | 25        | 26        | 27        | 28        | 29        |
| 40        | 30        |           |           |           |           |           |           |

| Oktober | Oktober | Oktober | Oktober | Oktober | Oktober | Oktober | Oktober |
| Kw      | Mo      | Di      | Mi      | Do      | Fr      | Sa      | So      |
| ------- | ------- | ------- | ------- | ------- | ------- | ------- | ------- |
| 40      |         | 1       | 2       | 3       | 4       | 5       | 6       |
| 41      | 7       | 8       | 9       | 10      | 11      | 12      | 13      |
| 42      | 14      | 15      | 16      | 17      | 18      | 19      | 20      |
| 43      | 21      | 22      | 23      | 24      | 25      | 26      | 27      |
| 44      | 28      | 29      | 30      | 31      |         |         |         |

| November | November | November | November | November | November | November | November |
| Kw       | Mo       | Di       | Mi       | Do       | Fr       | Sa       | So       |
| -------- | -------- | -------- | -------- | -------- | -------- | -------- | -------- |
| 44       |          |          |          |          | 1        | 2        | 3        |
| 45       | 4        | 5        | 6        | 7        | 8        | 9        | 10       |
| 46       | 11       | 12       | 13       | 14       | 15       | 16       | 17       |
| 47       | 18       | 19       | 20       | 21       | 22       | 23       | 24       |
| 48       | 25       | 26       | 27       | 28       | 29       | 30       |          |

| Dezember | Dezember | Dezember | Dezember | Dezember | Dezember | Dezember | Dezember |
| Kw       | Mo       | Di       | Mi       | Do       | Fr       | Sa       | So       |
| -------- | -------- | -------- | -------- | -------- | -------- | -------- | -------- |
| 48       |          |          |          |          |          |          | 1        |
| 49       | 2        | 3        | 4        | 5        | 6        | 7        | 8        |
| 50       | 9        | 10       | 11       | 12       | 13       | 14       | 15       |
| 51       | 16       | 17       | 18       | 19       | 20       | 21       | 22       |
| 52       | 23       | 24       | 25       | 26       | 27       | 28       | 29       |
| 1        | 30       | 31       |          |          |          |          |          |

International prägend für das Jahr war unter anderem der anhaltende Diskurs um die Klimakrise. In vielen Staaten gab es wie im Jahr 2018 zuvor lang anhaltende Hitze- und Dürrewellen, die zu neuen Rekordtemperaturen führten, darunter in Australien, Indien und Europa.

## Ereignisse

### Politik und Weltgeschehen
- 01. Januar: Belgien, Deutschland, die Dominikanische Republik, Indonesien und Südafrika werden für zwei Jahre nicht-ständige Mitglieder des UN-Sicherheitsrats.
- 01. Januar – 30. Juni: Rumänische EU-Ratspräsidentschaft
- 01. Januar: Ueli Maurer übernimmt erneut das Amt als Schweizer Bundespräsident
- 18. Januar: Konstituierende Sitzung des 20. Hessischen Landtags
- 22. – 25. Januar: 49. Weltwirtschaftsforum in Davos
- 1./2. Februar: Die USA und Russland kündigen nacheinander den INF-Vertrag mit Wirkung zum 31. Juli auf
- 12. Februar: Die ehemalige jugoslawische Republik Mazedonien wird in Republik Nordmazedonien umbenannt
- 15.–17. Februar: 55. Münchner Sicherheitskonferenz
- 19. und 20. Februar: 22. Europäischer Polizeikongress in Berlin
- 24. Februar: Volksentscheid über eine neue Verfassung in Kuba
- 11. bis 15. März: UN-Umweltkonferenz in Nairobi (Kenia)[1]
- 10. März: Gemeindevertretungs- und Bürgermeisterwahlen in Salzburg[2]
- 19. März: Der kasachische Präsident Nursultan Nasarbajew tritt zurück.
- 19. März – 12. Juni: In Mainz werden die Frequenzblöcke für den Mobilfunkstandard 5G in Deutschland durch die Bundesnetzagentur versteigert. Nach 497 Runden werden rund 6,5 Mrd. Euro erzielt.[3]
- 21. März: Komplettabschaltung der deutschsprachigen Wikipedia-Ausgabe aus Protest gegen die Urheberrechtsreform der Europäischen Union für 24 Stunden.[4]
- 23. März: Die kasachische Hauptstadt Astana wird in Nur-Sultan umbenannt.
- 01. April: Der seit 1999 bestehende Freundschaftsvertrag zwischen Russland und der Ukraine mit der Verpflichtung beider Seiten zur Wahrung der territorialen Integrität und der existierenden Grenzen läuft aus und wird von der Ukraine aufgrund der völkerrechtswidrigen Annexion der ukrainischen Halbinsel Krim durch Russland im März 2014 und dem Konflikt in der Ostukraine nicht verlängert.
- 02. April: Der algerische Präsident Abd al-Aziz Bouteflika tritt zurück.
- 04. April: Treffen der NATO-Außenminister in Washington zum 70. Jahrestag der Unterzeichnung des Nordatlantikvertrags
- 09. April: Vorgezogene Parlamentswahl in Israel
- 11. April: Der sudanesische Staatspräsident Umar al-Baschir wird vom Militär des Landes abgesetzt.[5]
- 18. April: Das nigerianische Korruptionstribunal CCT verurteilt den wenige Tage zuvor zurückgetretenen Obersten Richter Nigerias, Walter Onnoghen, zu einer Sperre von 10 Jahren für öffentliche Ämter. Onnoghen hatte Spendengelder auf fünf geheimen Bankkonten nicht deklariert und war zu zwei Anhörungsterminen des Tribunals nicht erschienen.[6]
- 21. April: Wolodymyr Selenskyj wird im zweiten Wahlgang der ukrainischen Präsidentschaftswahl gegen den bisherigen Amtsinhaber Petro Poroschenko zum neuen Präsidenten der Ukraine gewählt.
- 26. – 28. April: FDP-Bundesparteitag in der Station in Berlin
- 28. April: Vorgezogene Parlamentswahl in Spanien
- 30. April: Abdankung des japanischen Kaisers Akihito
- 01. Mai: Besteigung des japanischen Chrysanthementhrons durch Kronprinz Naruhito und Beginn einer neuen Ära (Reiwa-Zeit)[7]
- Mai: Parlamentswahl in Australien
- 12. Mai: Präsidentschaftswahl in Litauen[8]
- 12. Mai: 70. Jahrestag der Beendigung der Berliner Luftbrücke[9]
- 13./14. Mai: 10. Petersberger Klimadialog in Berlin[10]
- 16. Mai: TV-Duell zwischen Manfred Weber (CSU) und Frans Timmermans (PvdA/SPE) im ZDF-Hauptstadtstudio[11]
- 16./17. Mai: G7-Gesundheitsministertreffen in Frankreich[12]
- 18. Mai: Der Vizekanzler von Österreich und FPÖ-Chef Heinz-Christian Strache tritt nach der Ibiza-Affäre zurück. Dies führt zu vorgezogenen Neuwahlen.
- 20. Mai: Amtseinführung des neuen Präsidenten der Ukraine Wolodymyr Selenskyj
- 23. Mai: 70. Jahrestag des Grundgesetzes[13]
- 23. – 26. Mai: Wahl zum 9. Europäischen Parlament
- 24. Mai: Die Premierministerin des Vereinigten Königreichs, Theresa May, verkündet ihren Rücktritt als Vorsitzende der Conservative Party zum 7. Juni 2019.[14]
- 26. Mai: Parlamentswahl in Belgien[15]
- 26. Mai: Stichwahl um die Präsidentschaft in Litauen[16]
- 26. Mai: Bürgerschaftswahl in Bremen
- 26. Mai: Kommunalwahlen in Baden-Württemberg, Brandenburg, Mecklenburg-Vorpommern, Rheinland-Pfalz, Saarland, Sachsen, Sachsen-Anhalt und Thüringen
- 27. Mai: Erfolgreiches Misstrauensvotum gegen den Bundeskanzler von Österreich, Sebastian Kurz.[17]
- 28. Mai: R20 Austrian World Summit in Wien[18]
- 01. Juni: al-Quds-Tag mit Demonstrationen[19]
- 02. Juni: Ankündigung des Rücktritts von Andrea Nahles als Partei- und Fraktionschefin der SPD[20]
- 05. Juni: Parlamentswahl 2019 in Dänemark[21]
- 07. Juni: Rücktritt von Theresa May als Vorsitzende der Conservative Party. Als Premierministerin bleibt sie vorerst bis zur Bestimmung eines Nachfolgers im Amt.[14]
- 09. Juni: Präsidentschaftswahl in Kasachstan[22]
- 14./15. Juni: Gipfeltreffen der Shanghaier Organisation für Zusammenarbeit (SCO) in Bischkek (Kirgisistan)
- 22. Juni: Präsidentschaftswahl in Mauretanien[23]
- 28./29. Juni: G20-Gipfel in Osaka (Japan)
- 30. Juni: Austritt Japans aus dem Internationalen Übereinkommen zur Regelung des Walfangs (IWC)
- 30. Juni: Umstrittene Kommunalwahlen in Albanien
- 30. Juni bis 2. Juli: Europäischer Rat in Brüssel mit dem Vorschlag Ursula von der Leyen als Präsidentin der Europäischen Kommission[24]
- 30. Juni bis 10. Juli: 43. Tagung des Welterbekomitee der UNESCO in Baku Aserbaidschan[25][26]
- 01. Juli – 31. Dezember: Finnische EU-Ratspräsidentschaft
- 04./5. Juli: Westbalkan-Gipfel in Posen (Polen)[27]
- 04./5. Juli: G7-Treffen der G7-Bildungs- und Entwicklungsminister in Paris[28]
- 07. Juli: Parlamentswahl in Griechenland 2019[29]
- 07.–9. Juli: Dialogkonferenz zwischen den Taliban und Afghanistan in Doha (Katar)[30]
- 09. Juli: TV-Duell zwischen Boris Johnson und Jeremy Hunt[31]
- 14. Juli: Militärparade zum Französischen Nationalfeiertag[32]
- 16. Juli: Das Europäische Parlament wählt Ursula von der Leyen zur ersten Präsidentin der Europäischen Kommission.[33]
- 17./18. Juli: G7-Finanzministertreffen in Frankreich[34]
- 18./19. Juli: Petersburger Dialog in Königswinter[35]
- 19. Juli: Rücktritt des Regierungschefs von Kosovo, Ramush Haradinaj[36]
- 20. Juli: Feierliches Gelöbnis zu Ehren der Toten des Attentats auf Adolf Hitler[37]
- 21. Juli: Vorgezogene Parlamentswahl in der Ukraine. Die Partei Sluha narodu des Präsidenten Wolodymyr Selenskyj gewann die absolute Mehrheit.
- 23. Juli: Ergebnis zur Wahl eines neuen Premierministers des Vereinigten Königreiches[38]
- 24. Juli: Vereidigung von Annegret Kramp-Karrenbauer als Verteidigungsministerin[39]
- 24. Juli: Ernennung von Boris Johnson durch die Queen als Premierminister des Vereinigten Königreichs[40]
- 24. Juli: Anhörung von Robert Mueller vor dem Kongress der Vereinigten Staaten[41]
- 05./6. August: Amazonas-Gipfel in Leticia, Kolumbien. Als Ergebnis wird der Pakt von Leticia geschlossen.[42][43]
- 17./18. August: Tag der offenen Tür der Bundesregierung in Berlin[44]
- 20. August: Der Ministerpräsident von Italien, Giuseppe Conte, tritt zurück.[45]
- 21. August: 1. Nationale Luftfahrtkonferenz in Leipzig[46]
- 24. August: Offizielle Einführung von Octavian Ursu als neuer Oberbürgermeister von Görlitz[47]
- 24. – 26. August: G7-Gipfel in Biarritz (Frankreich)
- 30./31. August: Tag des offenen Schlosses beim Bundespräsidenten in Berlin[48]
- 01. September: Landtagswahl in Sachsen und Landtagswahl in Brandenburg
- 04. September: 1. Regionalkonferenz der SPD in Saarbrücken[49]
- 07. September: Rücktritt der Arbeitsministerin Amber Rudd im Vereinigten Königreich[50]
- 08. September: Tag der offenen Tür im Deutschen Bundestag in Berlin[51]
- 17. September: Eröffnung der 74. Generalversammlung der Vereinten Nationen[52] in New York City
- 17. September: Parlamentswahl in Israel 2019[53]
- 21. – 23. September: UN-Klimagipfel 2019 in New York
- 22. September: Präsidentschaftswahl in Afghanistan[54]
- 29. September: Vorgezogene Nationalratswahl in Österreich 2019[55]
- 01. Oktober: Konstituierung des Sächsischen Landtags in Dresden[56]
- 06. Oktober: US-Präsident Trump kündigt den Abzug der US-Truppen aus Syrien an, wo das Assad-Regime von 2011 bis 2024 einen Bürgerkrieg führte.
- 13. Oktober: Parlamentswahl in Polen[57]
- 20. Oktober: Parlamentswahlen in der Schweiz
- 22. Oktober: Shintoistische Inthronisationszeremonie von Kaiser Naruhito.[58]
- 27. Oktober: Landtagswahl in Thüringen
- 31. Oktober: Start der Amtsenthebungsuntersuchung gegen Donald Trump[59]
- 02. November: Landesparteitag der FDP Sachsen mit der Neuwahl des Vorstands[60]
- 15. – 17. November: Bundesdelegiertenkonferenz/Bundesparteitag von Bündnis 90/Die Grünen in Bielefeld[61]
- 22./23. November: Bundesparteitag der CDU Deutschlands in Leipzig[62]
- 23. November – 7. Dezember: Unabhängigkeitsreferendum in Bougainville
- 29. November: Die Abschaffung des Solidaritätszuschlags für den Großteil der Steuerzahler ab 2021 wird beschlossen.
- 30. November – 1. Dezember: Bundesparteitag der Alternative für Deutschland in Braunschweig[63]
- 02. – 15. Dezember: 25. UN-Klimakonferenz in Madrid (Spanien)
- 06. – 8. Dezember: SPD-Bundesparteitag in der Messe Berlin[64]
- 12. Dezember: Vorgezogene Unterhauswahlen in Großbritannien
- 31. Dezember: Abschaltung des Kernreaktors Philippsburg 2
- 31. Dezember: Chinesische Behörden informieren die WHO über „Fälle von Lungenentzündung mit unbekannter Ursache“ in Wuhan. Es handelt sich um die 27 zuerst dokumentierten COVID-19-Kranken, die sich mit SARS-CoV-2 infiziert haben.[65] Wie sich später herausstellt, trugen bereits im November Erkrankte das Virus.

#### Terroranschläge (Auswahl)
- 15. März: Terroranschlag auf zwei Moscheen in Christchurch (Neuseeland)
- 21. April: Bei einem Bombenanschlag auf Kirchen und Hotels in Sri Lanka kamen mindestens 253 Menschen ums Leben, 485 weitere wurden verletzt.
- 01. Juni: Ermordung des CDU-Politikers Walter Lübcke
- 09. Oktober: Anschlag in Halle (Saale)

### Kultur und Gesellschaft
- 06. Januar: 76. Verleihung der Golden Globe Awards in Los Angeles
- 15. – 18. Januar: Berlin Fashion Week[66]
- 17. – 27. Januar: 43. Zirkusfestival von Monte Carlo[67]
- 18. – 27. Januar: Internationale Grüne Woche Berlin
- 25. Januar: Bayerischer Filmpreis[68]
- 01. Februar: Dresdner Semperopernball[69]
- 07. – 17. Februar: 69. Internationalen Filmfestspiele Berlin
- 10. Februar: 61. Grammy Awards Verleihung im Staples Center von Los Angeles
- 18. Februar: Laureus World Sports Awards 2019 in Monaco[70]
- 24. Februar: 91. Oscarverleihung
- 28. Februar: Wiener Opernball[71]
- 06. – 10. März: 53. Internationale Tourismus-Börse Berlin
- 07. – 17. März: Genfer Autosalon[72]
- 08. März: Internationaler Frauentag – 2019 zugleich erstmals ein gesetzlicher Feiertag im Land Berlin
- 21. – 24. März: Leipziger Buchmesse
- 25. März: Deutscher Sportjournalistenpreis 2019 in Hamburg[73]
- 30. März: Verleihung Goldene Kamera 2019 der Funke Mediengruppe in Berlin[74]
- 01. – 5. April: Hannover-Messe
- 13. April: Verleihung Österreichischer Fernseh- und Filmpreis Romy 2019[75]
- 17. April: Eröffnung der Bundesgartenschau 2019 in Heilbronn
- April: Einstellung des sozialen Netzwerks Google+ des US-amerikanischen Unternehmens Google LLC
- 03. Mai: Deutscher Filmpreis in Berlin[76]
- 06. – 8. Mai: 13. re:publica
- 10. Mai: Deutscher Kamerapreis in Köln[77]
- 11. Mai – 24. November: 58. Biennale in Venedig[78]
- 12. Mai: Hamburger Hafengeburtstag[79]
- 14. – 18. Mai: Eurovision Song Contest 2019 in Tel Aviv, Israel
- 14. – 19. Mai: 7. Deutsch-Chinesisches Kulturfestival in Berlin[80]
- 14. – 25. Mai: Internationale Filmfestspiele von Cannes 2019[81]
- 24. Mai: Bayerischer Fernsehpreis 2019 im Münchner Prinzregententheater[82]
- 03. Juni: CFDA Fashion Awards 2019 in New York[83]
- 07. – 10. Juni: Karneval der Kulturen in Berlin[84]
- 08. Juni: Life Ball in Wien (letztmals 2019)[85]
- 08. Juni – 7. September: 29. Brandenburgische Sommerkonzerte[86]
- 20. – 21. Juni: Fête de la Musique 2019 in Berlin[87]
- 22. – 30. Juni: Kieler Woche 2019[88]
- 22. Juni bis 31. August: Rheingau Musik Festival[89]
- 27. Juni bis 25. August: Filmnächte am Elbufer in Dresden[90]
- 01. – 6. Juli: Berlin Fashion Week[91]
- 06. Juli – 1. September: Schleswig-Holstein Musik Festival 2019[92]
- 06. Juli – 21. September: Rhein in Flammen[93]
- 07. Juli: Christopher Street Day 2019 in Köln[94]
- 12. Juli: Eröffnung James-Simon-Galerie in Berlin[95]
- 13. Juli: Wahl zur Miss Germany in Magdeburg[96]
- 13. Juli: Verleihung Bayerischer Sportpreis in München[97]
- 18. – 21. Juli: Open Beatz Festival 2019[98]
- 18. – 21. Juli: Deichbrand Festival 2019 in Cuxhaven[99]
- 19. Juli bis 6. August: Young Euro Classic 2019 in Berlin[100]
- 20. Juli bis 31. August: Salzburger Festspiele[101]
- 25. Juli bis 28. August: Bayreuther Festspiele[102]
- 27. Juli: Christopher Street Day in Berlin[103]
- 01. – 3. August: Wacken Open Air 2019[104]
- 01. – 3. August: Pol’and’Rock Festival 2019[105]
- 03. August: Eurovision Choir 2019[106]
- 03. August: Christopher Street Day in Hamburg[107]
- 07. – 17. August: 72. Locarno Film Festival[108]
- 08. – 11. August: 29. Hanse Sail in Rostock[109]
- 20. – 24. August: Gamescom 2019 in Köln[110]
- 21. – 25. August: New Horizons Festival 2019[111]
- 23. – 27. August: Schützenfest 2019 in Neuss[112]
- 24. August Konzert der Bundespreisträger von Jugend musiziert im Roten Rathaus in Berlin[113]
- 26. August: MTV Video Music Awards 2019[114]
- 28. August – 7. September: 76. Internationale Filmfestspiele von Venedig 2019[115]
- 29. August – 2. September: Gillamoos Volksfest in Abensberg[116]
- 30. August: Konzert der Bundespreisträger von Jugend musiziert in Nord-Berlin[117]
- 30./31. August: Pyronale in Berlin[118]
- 30. August – 1. September: Messe Boot & Fun inwater in Berlin[119]
- 31. August Eröffnungsfest der Staatsoper Unter den Linden in Berlin[120]
- 04. – 8. September: Deutsch-israelische Literaturtage 2019 in Berlin[121]
- 04. – 29. September: 33. Fantasy Filmfest 2019 in Berlin, Frankfurt, Hamburg, Köln, München, Nürnberg und Stuttgart[122]
- 05. – 15. September: 44. Toronto International Film Festival 2019[123]
- 06. – 8. September: Tag der Sachsen 2019 in Riesa[124]
- 06. – 11. September IFA in der Messe Berlin[125]
- 07./8. September: Lollapalooza Festival in Berlin[126]
- 07./8. September: Tag des offenen Denkmals 2019
- 08. –7. September: Jüdisches Filmfestival in Berlin[127]
- 09. September: 20. First Steps Awards im Stage Theater in Berlin[128]
- 11. – 15. September: Art Week in Berlin[129]
- 11. – 15. September: 26. Filmfestival in Oldenburg[130]
- 11. – 21. September: 19. Internationales Literaturfestival in Berlin[131]
- 12. – 22. September: Internationale Automobil-Ausstellung in Frankfurt am Main[132]
- 13. September: Deutscher Schauspielpreis 2019 in Berlin[133]
- 13. September: Chinesisches Mondfest[134]
- 13. – 15. September: Cruise Days in Hamburg[135]
- 14. September: Lange Nacht der Kirchen in Hamburg[136]
- 17. – 23. September: Fashion Week in Mailand[137]
- 18. – 21. September: Reeperbahnfestival in Hamburg[138]
- 20. September: Verleihung der Goldenen Henne in Leipzig[139]
- 21. September bis 6. Oktober: Oktoberfest in München[140]
- 22. September: 71. Emmy-Verleihung im Microsoft Theater in Los Angeles[141]
- 23. September bis 1. Oktober: Paris Fashion Week 2019[142]
- 25. September: Deutscher Radiopreis in Hamburg[143]
- 26. September: Goldene Kamera Digital Award in Berlin[144]
- 02. Oktober: Deutscher Comedypreis in Köln[145]
- 09. – 20. Oktober: Festival of Lights in Berlin[146]
- 13. Oktober: Verleihung Opus Klassik im Konzerthaus Berlin[147]
- 14. Oktober: Preisverleihung Deutscher Buchpreis[148]
- 14. – 17. Oktober: MIPCOM in Cannes[149]
- 16. – 20. Oktober: Frankfurter Buchmesse (Gastland: Norwegen)
- 17. – 20. Oktober: 23. Erotikmesse Venus Berlin[150]
- 20. Oktober: Verleihung des Friedenspreises des Deutschen Buchhandels in Frankfurt am Main[151]
- 02. November: 26. Festliche Operngala für die Deutsche AIDS-Stiftung in der Deutschen Oper Berlin[152]
- 09. November: Deutscher Theaterpreis in Kassel[153]
- 11. November: People’s Choice Award in Santa Monica[154]
- 13. November: CMA Awards[155]
- 21. November: Bambi-Verleihung 2019 in Baden-Baden[156]
- 21. – 24. November: Messe Boot & Fun in Berlin[119]
- 22. November: International Music Award in der Verti Music Hall in Berlin[157]
- 24. November: American Music Awards 2019[158]
- 29. November: Bundespresseball im Berliner Hotel Adlon[159]
- 07. Dezember: Europäischer Filmpreis in Berlin[160]
- 07. Dezember: Gala Ein Herz für Kinder des Axel Springer Verlags in Berlin[161]
- 07. Dezember: 1 Live Krone Award in Bochum[162]
- 14. Dezember: Gala Champions 2019: Sportler des Jahres in Berlin[163]

### Sport
- 15. Dezember 2018 bis 14. Juli: FIA Formel E Meisterschaft 2018/19[164]
- 29. Dezember 2018 bis 6. Januar: 67. Vierschanzentournee
- 01. Januar: Michael van Gerwen gewinnt die PDC World Darts Championship
- 05. Januar – 1. Februar: 17. Fußball-Asienmeisterschaft in den Vereinigten Arabischen Emiraten; Asienmeister wird erstmals Katar
- 10. – 27. Januar: 26. Handball-Weltmeisterschaft der Männer in Deutschland und Dänemark; Weltmeister wird erstmals Dänemark.
- 14. – 27. Januar: 107. Australian Open in Melbourne
- 03. Februar: Super Bowl LIII im Mercedes-Benz Stadium in Atlanta
- 07. Februar – 23. Mai: 15. Premier League Darts der PDC 2019[165]
- 07. – 17. März: 50. Biathlon-Weltmeisterschaften in Östersund
- 10. März – 17. November: Austragung der 71. FIM-Motorrad-Straßenweltmeisterschaft[166]
- 17. März – 1. Dezember: Austragung der 70. Formel-1-Weltmeisterschaft[167]
- 05. April – 9. November: FIA-Weltmeisterschaft im Rallyecross[168]
- 11. April: Der deutsche NBA-Basketballprofi Dirk Nowitzki beendet seine Karriere.
- 13. April – 28. Juli: Fortnite Weltmeisterschaft mit Finale in New York[169][170]
- 18. – 26. April: Finalspiele der Deutschen Eishockey Liga[171]
- 20. April – 6. Mai: Snookerweltmeisterschaft 2019 im Crucible Theatre in Sheffield[172]
- 27. April – 12. Mai: Finals der Volleyball-Bundesliga[173]
- 01. Mai: Endspiel im DFB-Pokal der Frauen im Rheinenergiestadion
- 03. – 5. Mai: RoboCup German Open 2019 in Magdeburg[174]
- 10. – 26. Mai: 83. Eishockey-Weltmeisterschaft der Herren in der Slowakei
- 12. Mai: Letzter Spieltag der Fußball-Bundesliga der Frauen 2018/19, Meister wird der VfL Wolfsburg
- 25. Mai: Endspiel im DFB-Pokal im Berliner Olympiastadion
- 25. Mai: Finale Copa del Rey der Saison 2018/19[175]
- 26. Mai bis 9. Juni: 118. French Open in Paris
- 28. Mai bis 16. Juli: World Series of Poker 2019 in Las Vegas[176]
- 29. Mai: Finale der Europa League in Baku (Aserbaidschan)[177]
- 30. Mai bis 14. Juli: 12. Cricket World Cup in England und Wales
- 07. Juni – 7. Juli: 8. Fußball-Weltmeisterschaft der Frauen in Frankreich; Weltmeisterinnen werden die USA
- 09. Juni: Finale der UEFA Nations League 2018/19
- 14. Juni – 7. Juli: 45. Copa América in Brasilien; Südamerikameister wird Gastgeber Brasilien
- 15. Juni: Deutsche Meisterschaft im Springreiten 2019 in Balve[178]
- 15. Juni bis 7. Juli: 25. CONCACAF Gold Cup in den Vereinigten Staaten; Nordamerikameister wird Mexiko
- 16. – 30. Juni: U-21-Fußball-Europameisterschaft 2019[179]
- 21. Juni bis 19. Juli: 32. Afrika-Cup in Ägypten; Afrikameister wird Algerien
- 28. – 30. Juni: Mash 2019 in München[180]
- 28. Juni – 7. Juli: Beachvolleyball-WM 2019[181]
- 01. – 14. Juli: 133. Wimbledon Championships in London
- 02. – 7. Juli: Bogenschießen Weltcup Berlin[182]
- 05. – 7. Juli: ESL One Cologne 2019 in der Lanxess Arena in Köln[183]
- 06. – 28. Juli: 106. Tour de France mit Start in Brüssel
- 07. Juli: Triathlon Challenge Roth[184]
- 08. – 13. Juli: Sommer-Universiade (Leichtathletik) Neapel 2019[185]
- 12. – 13. Juli: PDC German Darts Masters 2019 in der Lanxess Arena Köln[186]
- 12. – 21. Juli: CHIO Aachen[187]
- 12. – 28. Juli: 18. Schwimmweltmeisterschaften in Gwangju
- 15. Juli: Vergabe der Basketball-EM für 2021 durch den Deutschen Basketball Bund[188]
- 15. – 23. Juli: Fechtweltmeisterschaften in Budapest (Ungarn)[189]
- 01. – 4. August: 131. Deutsche Schwimmmeisterschaften in Berlin
- 02. – 4. August: Deutsche Meisterschaften im Beachhandball in Berlin[190]
- 02. – 4. August: FIFA eWorld Cup 2019[191]
- 03. August: DFL-Supercup in Dortmund[192]
- 03./4. August: Die Finals – Berlin 2019 – 10 Deutsche Meisterschaften[193]
- 03./4. August: Deutsche Turnmeisterschaften in Berlin
- 04. – 11. August: International Championship 2019 im Snooker in China[194]
- 04. – 11. August: Islandpferde-WM 2019[195]
- 09. – 11. August: 2019 European Team Championships in Leichtathletik in Bydgoszcz[196]
- 16. August bis 16. Mai 2020: 57. Saison der Bundesliga 2019/2020[197]
- 19. – 28. August: 25. Badminton-Weltmeisterschaften in Münchenstein
- 26. August bis 8. September: 139. US Open in New York.
- 28. August bis 1. September: Deutschland Tour von Hannover nach Erfurt
- 31. August bis 15. September: 18. Basketball-Weltmeisterschaft der Männer in der Volksrepublik China
- 01. September: ISTAF im Olympiastadion in Berlin[198]
- 20. September bis 2. November: 9. Rugby-Union-Weltmeisterschaft in Japan
- 23. September: Wahl zum FIFA-Weltfußballer des Jahres in Mailand[199]
- 26./27. September: DFB-Bundestag in Frankfurt am Main[200]
- 27. September – 6. Oktober: 17. Leichtathletik-Weltmeisterschaften in Doha
- 06. Oktober: Marc Marquez gewinnt zum sechsten Mal die MotoGP-Weltmeisterschaft.
- 24. – 27. Oktober: European Darts Championship 2019 in Göttingen[201]
- 03. November: Lewis Hamilton gewinnt mit einem 2. Platz beim Großen Preis der USA in Austin/Texas, USA, mit Mercedes vorzeitig seinen sechsten Weltmeistertitel in der Formel 1.
- 30. November bis 15. Dezember: 24. Handball-Weltmeisterschaft der Frauen in Japan

### Religion
- 06. / 7. Januar: orthodoxe Weihnachten
- 22. – 27. Januar: XXXIV. Weltjugendtag in Panama-Stadt
- 19. April: Karfreitag
- 21. April: Ostern
- 28. April: orthodoxe Ostern
- 06. Mai – 3. Juni: Ramadan
- 19. Mai: Vesakh
- 30. Mai: Christi Himmelfahrt
- 09. Juni: Pfingsten
- 20. Juni: Fronleichnam
- 14. – 16. Juni: Kongress der Zeugen Jehovas im Olympiastadion Berlin[202]
- 19. – 23. Juni 2019: 37. Deutscher Evangelischer Kirchentag in Dortmund
- 11. August: Islamisches Opferfest
- 15. August: Mariä Himmelfahrt
- 03. Oktober: Tag der offenen Moschee
- 09. Oktober: Jom Kippur 5780
- 27. Oktober: Diwali
- 31. Oktober: Gedenktag der Reformation
- 01. November: Allerheiligen
- 20. November: Buß- und Bettag
- 23. – 30. Dezember: Chanukka
- 25. Dezember: Weihnachten

### Wissenschaft und Technik

#### Astronomie
- 01. Januar: Die Raumsonde New Horizons fliegt am Kuipergürtelobjekt (486958) 2014 MU69 vorbei und untersucht es.
- 06. Januar: Partielle Sonnenfinsternis – sichtbar in Nordost-Asien und im Nordpazifik
- 21. Januar: Totale Mondfinsternis
- 10. April: Dem Projekt Event Horizon Telescope gelingt es erstmals, ein direktes Bild der Akkretionsscheibe eines Schwarzen Lochs (Messier 87) zu erstellen.
- 02. Juli: Totale Sonnenfinsternis – sichtbar im Pazifik, Oeno, Chile und Argentinien
- 16. Juli: Partielle Mondfinsternis
- 11. November: Merkurtransit
- 26. Dezember: Ringförmige Sonnenfinsternis – sichtbar in Saudi-Arabien, Katar, den VAE, Oman, Mangalore, Sri Lanka, Singapur, Borneo und Guam

### Katastrophen
- ganzjährig: die globale Erwärmung geht ungebremst weiter. In Deutschland werden 805 Millionen Tonnen CO2 emittiert, 6,3 Prozent weniger als 2018 (vor allem deshalb, weil weniger Strom aus Kohle produziert wurde). Das sind durchschnittlich fast 10 Tonnen CO2 pro Einwohner[203] und etwa doppelt so viel, wie der durchschnittliche Erdbewohner emittiert. Die zwanzig größten Volkswirtschaften der Welt (G20, sie sind für 80 % der gesamten Emissionen verantwortlich) emittieren 2019 0,1 % weniger als 2018 (2018 waren sie noch 1,9 % gestiegen).[204]
- 15. April: Brand von Notre-Dame in Paris

#### Naturkatastrophen
- Januar: Kältewelle in den USA mit mehr als 20 Todesopfern.
- März: Nach dem Zyklon Idai und nachfolgenden Regenfällen sind in Mosambik und Simbabwe in Ostafrika Hunderttausende vom Wirbelsturm und Überschwemmungen betroffen.
- Juni: Heißester Juni weltweit seit Wetteraufzeichnung, im Durchschnitt 0,1 °C heißer als der bisherige Rekordhalter Juni 2016
- Sommer: Waldbrände in den borealen Wäldern der Nordhalbkugel sowie von Menschen herbeigeführte Waldbrände im Amazonas-Regenwald und in Südostasien
- 26. November: Erdbeben in Albanien

#### Schwere Unglücksfälle
- 25. Januar: Bei einem Dammbruch werden in der brasilianischen Kleinstadt Brumadinho zahlreiche Menschen getötet. Bis zum 21. Februar sind 171 Opfer geborgen, während 139 Personen noch vermisst werden.
- 10. März: Beim Absturz eines Passagierflugzeugs in Äthiopien sterben alle 157 Menschen an Bord. Als Reaktion darauf kommt es zur weltweiten Stilllegung (Grounding) aller Maschinen der Typen Boeing 737 MAX 8 und MAX 9.

### Wissenschaftspreise

#### Nobelpreise
Die Bekanntgabe der Nobelpreisträger des Jahres 2019 erfolgte vom 7. bis zum 14. Oktober, wobei in der Sparte Literatur zwei Preisträger gekürt wurden. Wegen einer Krise in der Schwedischen Akademie war der Literaturnobelpreis 2018 nicht verliehen worden und wurde daher 2019 rückwirkend vergeben. Die Verleihungen fanden am 10. Dezember, dem Todestag Alfred Nobels, in Stockholm und Oslo (nur Friedensnobelpreis) statt.
- Physiologie oder Medizin: William G. Kaelin, Peter J. Ratcliffe und Gregg L. Semenza
- Physik: James Peebles sowie Michel Mayor und Didier Queloz
- Chemie: John B. Goodenough, M. Stanley Whittingham und Akira Yoshino
- Literatur:

- 2018: Olga Tokarczuk
- 2019: Peter Handke

- Frieden: Abiy Ahmed
- Alfred-Nobel-Gedächtnispreis für Wirtschaftswissenschaften: Abhijit Banerjee, Esther Duflo und Michael Kremer

#### Turing Award
- Edwin Catmull und Pat Hanrahan für grundlegende Beiträge zur 3D-Computergrafik und den Einfluss dieser Techniken auf computergenerierte Bilder (CGI) beim Filmemachen und anderen Anwendungen.

### Gedenk- und Jahrestage
- 0Januar: 40. Jahrestag Ausstrahlung der Serie Holocaust – Die Geschichte der Familie Weiss im Fernsehen der Bundesrepublik Deutschland
- 6. Januar: 100. Todestag von Theodore Roosevelt, US-amerikanischer Politiker
- 12. Januar: 500. Todestag von Maximilian I., römisch-deutscher Kaiser des Heiligen Römischen Reiches
- 15. Januar: 100. Jahrestag der Ermordung von Karl Liebknecht, deutscher Politiker
- 15. Januar: 100. Jahrestag der Ermordung von Rosa Luxemburg, deutsche Politikerin und Schriftstellerin
- 19. Januar 2019: 100 Jahre Frauenwahlrecht in Deutschland
- 20. Januar: 200. Todestag von Karl IV., spanischer König
- 21. Februar: 100. Jahrestag der Ermordung von Kurt Eisner, deutscher Schriftsteller und Politiker
- 31. März: 500. Geburtstag von Heinrich II., französischer König
- 13. April: 500. Geburtstag von Caterina de’ Medici, französische Königin
- 26. April: 700. Geburtstag von Johann II., der Gute, französischer König
- 02. Mai: 500. Todestag von Leonardo da Vinci, italienischer Universalgelehrter
- 16. Mai: 100. Geburtstag von Liberace, US-amerikanischer Unterhaltungskünstler
- 24. Mai: 200. Geburtstag von Victoria, britische Königin
- 20. Juni: 200. Geburtstag von Jacques Offenbach, deutsch-französischer Komponist
- 28. Juni: 50. Jahrestag des Stonewall-Aufstands in New York City
- 08. Juli: 100. Geburtstag von Walter Scheel, deutscher Politiker
- 15. Juli: 100. Todestag von Emil Fischer, deutscher Chemiker
- 20. Juli: 100. Geburtstag von Edmund Hillary, neuseeländischer Bergsteiger
- 11. August: 100. Todestag von Andrew Carnegie, US-amerikanischer Industrieller
- 24. August: 100. Todestag von Friedrich Naumann, deutscher evangelischer Theologe und liberaler Politiker
- 25. August: 200. Todestag von James Watt, schottischer Erfinder
- 29. August: 400. Geburtstag von Jean-Baptiste Colbert, französischer Staatsmann und der Begründer des Merkantilismus (Colbertismus)
- 30. August: 100. Geburtstag von Wolfgang Wagner, langjähriger Leiter der Bayreuther Festspiele
- 13. September: 200. Geburtstag von Clara Schumann, deutsche Komponistin
- 14. September: 250. Geburtstag von Alexander von Humboldt, deutscher Naturforscher
- 18. September: 200. Geburtstag von Léon Foucault, französischer Physiker
- 25. September: 50 Jahre Organisation für Islamische Zusammenarbeit (OIC)
- 04. Oktober: 350. Todestag von Rembrandt, niederländischer Maler
- 07. Oktober: 70. Jahrestag der Gründung der DDR
- 09. November/10. November: 30. Jahrestag der Öffnung der Berliner Mauer
- 15. November: 100. Todestag von Alfred Werner, Schweizer Chemiker
- 03. Dezember: 100. Todestag von Pierre-Auguste Renoir, französischer Maler
- 100 Jahre Volkshochschule in öffentlicher Verantwortung (Verankerung der kommunalen Erwachsenenbildungseinrichtung in der Weimarer Verfassung)[205]
- 400. Todesjahr von Hans Lipperhey, deutsch-niederländischer Erfinder des Fernrohrs und Brillenmacher

## Jahreswidmungen

### Artenschutz
- Die Feldlerche (Alauda arvensis) ist Vogel des Jahres.
- Der Atlantische Lachs (Salmo salar) ist Fisch des Jahres (Deutscher Angelfischerverband DAFV).
- Der Bergmolch (Ichthyosaura alpestris) ist Lurch des Jahres.
- Das Schachbrett (Melanargia galathea) ist Schmetterling des Jahres (Bund für Umwelt und Naturschutz Deutschland Bund).
- Die Flatterulme (Ulmus laevis) ist Baum des Jahres (Kuratorium Baum des Jahres).
- Die Besenheide (Calluna vulgaris) ist Blume des Jahres (Stiftung Natur und Pflanzen).
- Der Grüne Knollenblätterpilz (Amanita phalloides) ist Pilz des Jahres (Deutsche Gesellschaft für Mykologie).

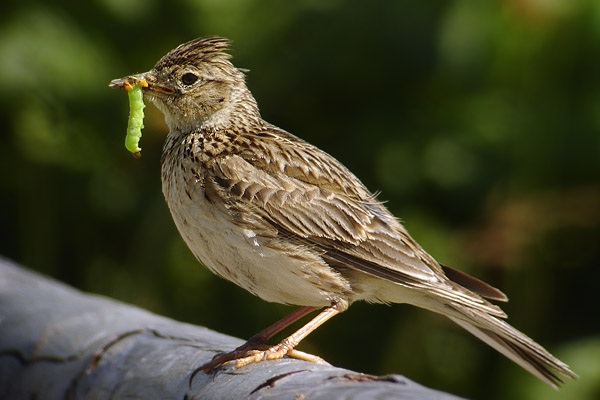
Feldlerche (Alauda arvensis)
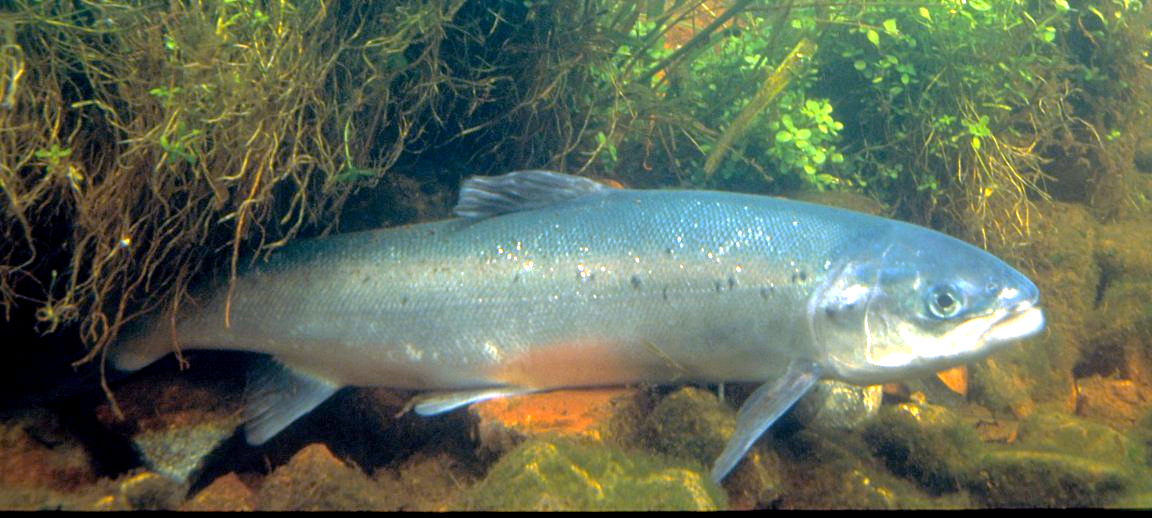
Atlantischer Lachs (Salmo salar)
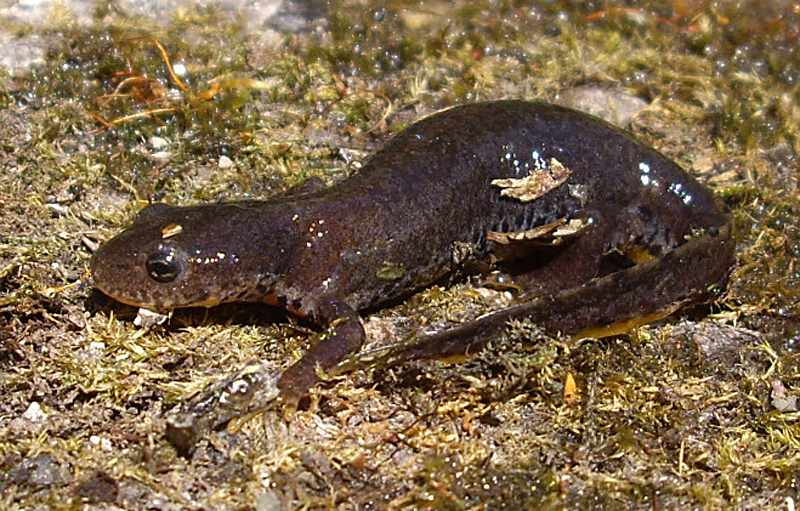
Bergmolch (Ichthyosaura alpestris)
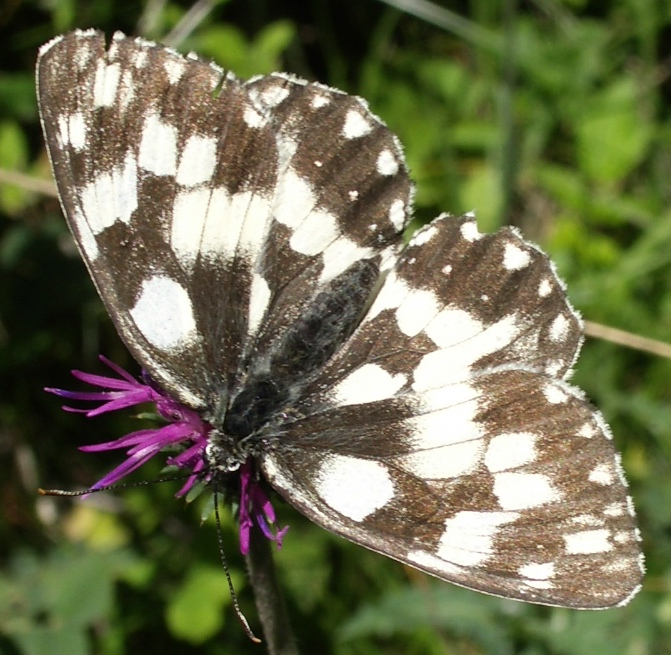
Schachbrett (Melanargia galathea)
Flatterulme (Ulmus laevis)
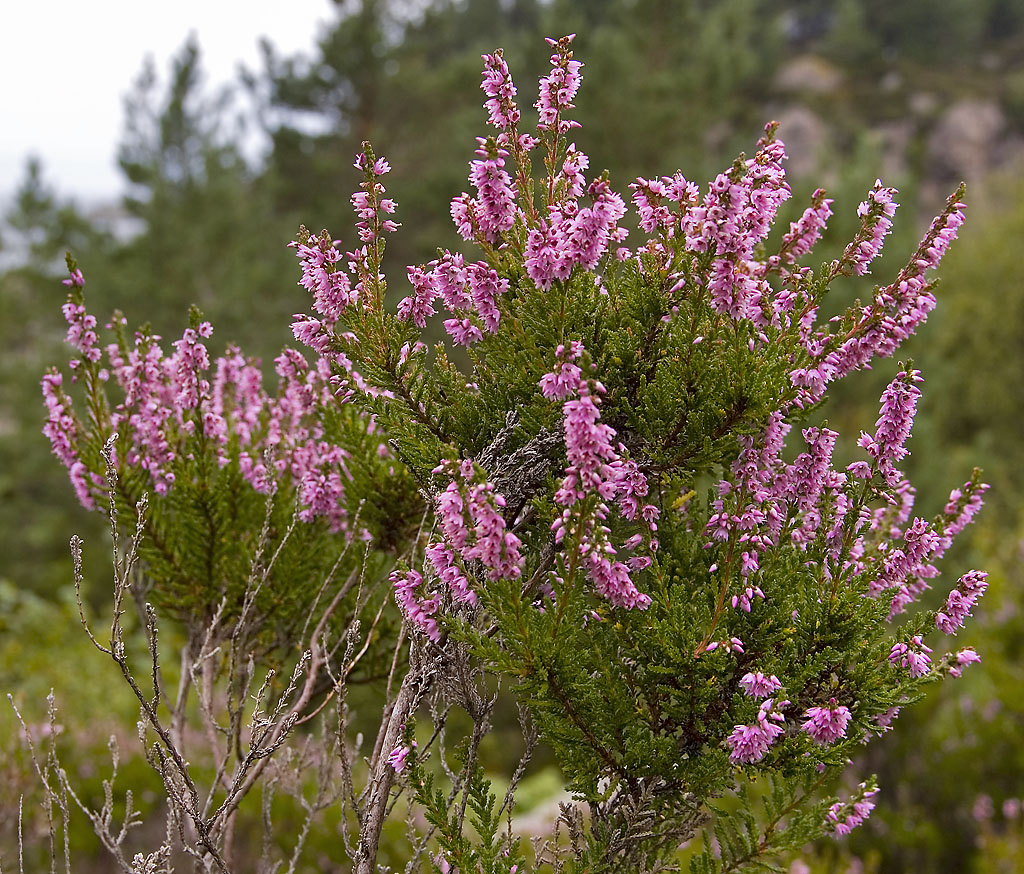
Besenheide (Calluna vulgaris)
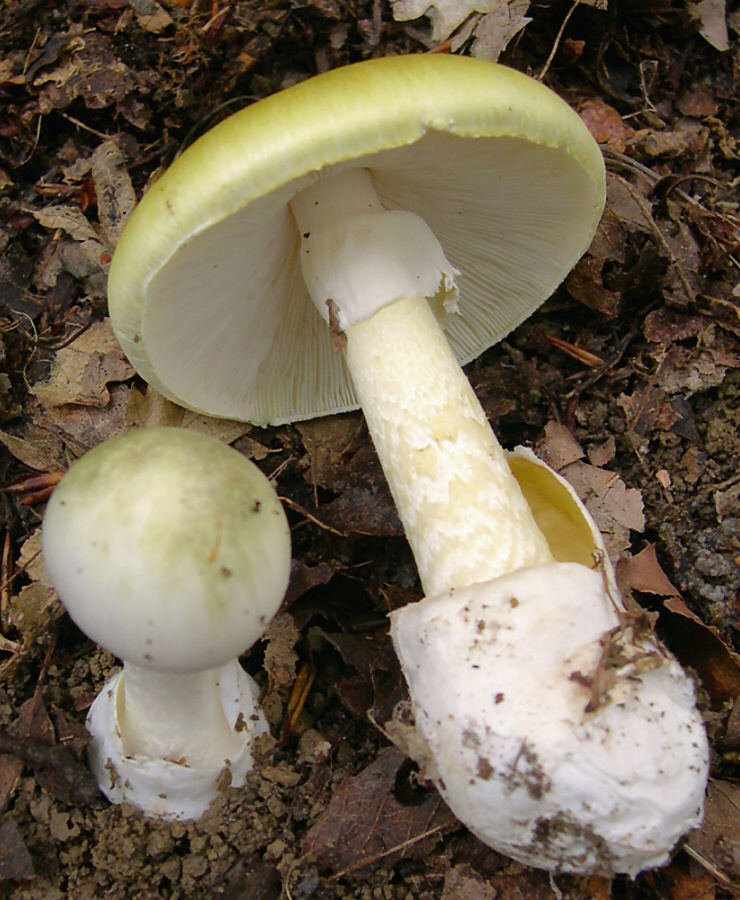
Grüner Knollenblätterpilz (Amanita phalloides)

### Wissenschaft und Technik
- Die Vereinten Nationen haben 2019 zum Internationalen Jahr des Periodensystems der chemischen Elemente (IYPT 2019) erklärt. Eine frühe Version des Periodensystem der Elemente wurde erstmals 150 Jahre zuvor, im Jahr 1869, unabhängig voneinander von den beiden Chemikern Dimitry Mendelejew und Lothar Meyer veröffentlicht.[206]

## Kulturelle Referenzen
Im Jahr 2019 spielen:
- Der Film Akira (1988).
- Der Film Blade Runner (1982), spielt im November.
- Der Film Die Insel (2005) (2005).
- Der Film Metropolis 2000 (1982).
- Die Serie Dark (2017–2020), spielt Anfang November.
- Die Serie Dark Angel (2000–2002).
- Die Storyline des Konzept-Albums Danger Days: The True Lives of the Fabulous Killjoys (2010) der Band My Chemical Romance.

## Geboren
- 6. Mai: Archie Harrison Mountbatten-Windsor, Sohn von Prinz Harry und seiner Frau Meghan

## Gestorben

### Januar
- 05. Januar: Dragoslav Šekularac, jugoslawischer Fußballspieler und -trainer (* 1937)
- 07. Januar: Mosche Arens, israelischer Politiker und Minister (* 1925)
- 09. Januar: Martin Stingl, österreichischer Kameramann (* 1959)
- 10. Januar: Theo Adam, deutscher Opernsänger und -regisseur (* 1926)
- 11. Januar: Michael Francis Atiyah, britischer Mathematiker (* 1929)
- 13. Januar: Rupert Vierlinger, österreichischer Pädagoge und Hochschullehrer (* 1932)
- 14. Januar: Paweł Adamowicz, polnischer Kommunalpolitiker (* 1965)
- 15. Januar: Carol Channing, US-amerikanische Schauspielerin (* 1921)
- 16. Januar: Mirjam Pressler, deutsche Schriftstellerin und Übersetzerin (* 1940)
- 17. Januar: Horst Stern, deutscher Wissenschaftsjournalist und Schriftsteller (* 1922)
- 17. Januar: Fumiko Yonezawa, japanische Physikerin (* 1938)
- 18. Januar: Lamia al-Gailani Werr, irakische Archäologin (* 1938)
- 19. Januar: Uwe-Detlev Jessen, deutscher Schauspieler und Regisseur (* 1931)
- 19. Januar: Tony Mendez, US-amerikanischer Geheimdienstoffizier (* 1940)
- 21. Januar: Harris Wofford, US-amerikanischer Jurist und Politiker (* 1926)
- 21. Januar: Henri d’Orléans, Prätendent des Hauses Orléans auf den französischen Thron (* 1933)
- 21. Januar: Mike Ledbetter, US-amerikanischer Bluessänger und Gitarrist (* 1985)
- 23. Januar: Jonas Mekas, litauisch-amerikanischer Filmregisseur und Autor (* 1922)
- 23. Januar: Adel Salameh, palästinensischer Oudspieler (* 1966)
- 25. Januar: Dušan Makavejev, jugoslawischer Filmregisseur (* 1932)
- 26. Januar: Michel Legrand, französischer Komponist (* 1932)
- 28. Januar: Mir Tahsin Saied Beg, Weltliches Oberhaupt der Jesiden (* 1933)
- 29. Januar: James Ingram, US-amerikanischer Soulmusiker (* 1952)

### Februar
- 01. Februar: Ursula Karusseit, deutsche Schauspielerin (* 1939)
- 03. Februar: Julie Adams, US-amerikanische Schauspielerin (* 1926)
- 03. Februar: Kristoff St. John, US-amerikanischer Schauspieler (* 1966)
- 03. Februar: Libet Werhahn, deutsche Politikerin (* 1928)
- 04. Februar: Matti Nykänen, finnischer Skispringer (* 1963)
- 04. Februar: Leonie Ossowski, deutsche Schriftstellerin (* 1925)
- 06. Februar: Rudi Assauer, deutscher Fußballspieler und -manager (* 1944)
- 06. Februar: Manfred Eigen, deutscher Chemiker und Nobelpreisträger (* 1927)
- 06. Februar: Rosamunde Pilcher, britische Schriftstellerin (* 1924)
- 07. Februar: John Dingell, US-amerikanischer Politiker (* 1926)
- 07. Februar: Albert Finney, britischer Schauspieler (* 1936)
- 07. Februar: Heidi Mohr, deutsche Fußballspielerin (* 1967)
- 07. Februar: Jan Olszewski, polnischer Politiker, Rechtsanwalt und Publizist (* 1930)
- 07. Februar: Frank Robinson, US-amerikanischer Baseballspieler und -manager (* 1935)
- 07. Februar: Jörg Schönbohm, deutscher General und Politiker (* 1937)
- 08. Februar: Sergei Jurski, sowjetischer bzw. russischer Schauspieler und Regisseur (* 1935)
- 08. Februar: Walter Munk, US-amerikanischer Ozeanograph und Geophysiker (* 1917)
- 08. Februar: Kurt Sommerlatt, deutscher Fußballspieler und -trainer (* 1928)
- 09. Februar: Maximilian Reinelt, deutscher Ruderer (* 1988)
- 09. Februar: Tomi Ungerer, französischer Illustrator und Schriftsteller (* 1931)
- 10. Februar: Carmen Argenziano, US-amerikanischer Schauspieler (* 1943)
- 10. Februar: Heinz Fütterer, deutscher Leichtathlet (* 1931)
- 10. Februar: Jan-Michael Vincent, US-amerikanischer Schauspieler (* 1944)
- 11. Februar: Sibghatullah Modschaddedi, afghanischer Politiker (* 1925)
- 12. Februar: Gordon Banks, britischer Fußballtorwart (* 1937)
- 12. Februar: Lyndon LaRouche, US-amerikanischer Politaktivist (* 1922)
- 12. Februar: Pedro Morales, Wrestling-Kommentator und ehemaliger puerto-ricanischer Wrestler (* 1942)
- 13. Februar: Christopher Knopf, US-amerikanischer Drehbuchautor (* 1927)
- 16. Februar: Bruno Ganz, Schweizer Schauspieler (* 1941)
- 19. Februar: Karl Lagerfeld, deutscher Modeschöpfer (* 1933)
- 19. Februar: Don Newcombe, US-amerikanischer Baseballspieler (* 1926)
- 20. Februar: Fabien Clain, französischer Terrorist (* 1978)
- 20. Februar: Claude Goretta, Schweizer Filmregisseur (* 1929)
- 21. Februar: Gus Backus, US-amerikanischer Schlagersänger (* 1937)
- 21. Februar: Stanley Donen, US-amerikanischer Filmregisseur und Choreograf (* 1924)
- 21. Februar: Peter Tork, US-amerikanischer Musiker und Schauspieler (* 1942)
- 21. Februar: Hilde Zadek, deutsch-österreichische Opernsängerin (* 1917)
- 22. Februar: Morgan Woodward, US-amerikanischer Schauspieler (* 1925)
- 23. Februar: Katherine Helmond, US-amerikanische Schauspielerin (* 1929)
- 23. Februar: Franziska Pigulla, deutsche Schauspielerin und Synchronsprecherin (* 1964)
- 24. Februar: Ernst-Wolfgang Böckenförde, deutscher Jurist und Rechtsphilosoph (* 1930)
- 26. Februar: Christian Bach, argentinische Schauspielerin und Fernsehproduzentin (* 1959)
- 27. Februar: France-Albert René, Präsident der Seychellen (* 1935)
- 28. Februar: André Previn, deutsch-US-amerikanischer Pianist, Komponist und Dirigent (* 1929)
- 00. Februar: Mark Hollis, britischer Musiker (* 1955)

### März
- 02. März: Arnulf Baring, deutscher Zeithistoriker und Autor (* 1932)
- 02. März: Werner Schneyder, österreichischer Kabarettist und Autor (* 1937)
- 04. März: Klaus Kinkel, deutscher Politiker (FDP) (* 1936)
- 04. März: Keith Flint, britischer Musiker (* 1969)
- 04. März: Luke Perry, US-amerikanischer Schauspieler und Synchronsprecher (* 1966)
- 04. März: Jean Starobinski, Schweizer Literaturwissenschaftler und Historiker (* 1920)
- 06. März: Carolee Schneemann, US-amerikanische Künstlerin (* 1939)
- 08. März: Michael Gielen, deutsch-österreichischer Dirigent und Komponist (* 1927)
- 08. März: David Martin, britischer Soziologe und anglikanischer Priester (* 1929)
- 11. März: Hal Blaine, US-amerikanischer Musiker (* 1929)
- 11. März: Andrea Pollack, deutsche Schwimmerin (* 1961)
- 12. März: Leopold Kozłowski-Kleinman, polnischer Pianist, Komponist und Dirigent (* 1918)
- 14. März: Charlie Whiting, britischer Motorsportfunktionär (* 1952)
- 15. März: Okwui Enwezor, nigerianischer Kurator (* 1963)
- 15. März: W. S. Merwin, US-amerikanischer Schriftsteller und Übersetzer (* 1927)
- 16. März: Dick Dale, US-amerikanischer Gitarrist (* 1937)
- 16. März: Mohamed Mahmoud Ould Louly, mauretanischer Politiker (* 1943)
- 16. März: Richard Erdman, US-amerikanischer Schauspieler und Regisseur (* 1925)
- 18. März: Olaf Böhme, deutscher Kabarettist (* 1953)
- 22. März: Scott Walker, US-amerikanischer Sänger und Komponist (* 1943)
- 23. März: Rafi Eitan, israelischer Politiker und Chef des Geheimdienstes Lakam (* 1926)
- 25. März: Michael Brennicke, deutscher Schauspieler und Synchronsprecher (* 1949)
- 27. März: Friedrich Achleitner, österreichischer Schriftsteller und Architekturkritiker (* 1930)
- 27. März: Waleri Bykowski, sowjetischer Kosmonaut (* 1934)
- 29. März: Agnès Varda, französische Filmregisseurin und Fotografin (* 1928)
- 30. März: Tania Mallet, britische Filmschauspielerin und Fotomodell (* 1941)

### April
- 01. April: Jan Buck, sorbischer Maler (* 1922)
- 01. April: Rafael Sánchez Ferlosio, spanischer Schriftsteller (* 1927)
- 04. April: Heinz Brinkmann, deutscher Dokumentarfilm-Regisseur (* 1948)
- 05. April: Sydney Brenner, südafrikanisch-britischer Biologe und Nobelpreisträger (* 1927)
- 06. April: Nadja Regin, serbische Schauspielerin (* 1931)
- 06. April: David J. Thouless, britischer Physiker (* 1934)
- 07. April: Seymour Cassel, US-amerikanischer Schauspieler (* 1935)
- 08. April: Norbert Heinen, deutscher Manager (* 1954)
- 09. April: Elwyn Berlekamp, US-amerikanischer Mathematiker und Informatiker (* 1940)
- 10. April: Werner Bardenhewer, deutscher katholischer Priester (* 1929)
- 10. April: Balduin Sulzer, österreichischer Komponist (* 1932)
- 12. April: Ivor Broadis, britischer Fußballspieler (* 1922)
- 12. April: Georgia Engel, US-amerikanische Schauspielerin (* 1948)
- 13. April: Tony Buzan, britischer Autor (* 1942)
- 13. April: Neus Català, spanische Kommunistin und Widerstandskämpferin (* 1915)
- 13. April: Paul Greengard, US-amerikanischer Neurobiologe und Nobelpreisträger (* 1925)
- 13. April: Paul Raymond, britischer Musiker (* 1945)
- 14. April: Bibi Andersson, schwedische Schauspielerin (* 1935)
- 15. April: Owen K. Garriott, US-amerikanischer Astronaut (* 1930)
- 16. April: Ignace Murwanashyaka, ruandischer Rebellenführer (* 1963)
- 17. April: Alan García, peruanischer Politiker (* 1949)
- 20. April: Martin Böttcher, deutscher Filmkomponist (* 1927)
- 21. April: Hannelore Elsner, deutsche Schauspielerin (* 1942)
- 21. April: Ken Kercheval, US-amerikanischer Schauspieler (* 1935)
- 22. April: Billy McNeill, schottischer Fußballspieler und -trainer (* 1940)
- 22. April: Lê Đức Anh, vietnamesischer General und Politiker (* 1920)
- 23. April: Jean von Nassau, luxemburgischer Großherzog (* 1921)
- 24. April: Jean-Pierre Marielle, französischer Schauspieler (* 1932)
- 25. April: John Havlicek, US-amerikanischer Basketballspieler (* 1940)
- 26. April: Ellen Schwiers, deutsche Schauspielerin (* 1930)
- 27. April: Negasso Gidada, äthiopischer Politiker (* 1943)
- 28. April: Sylvia Bretschneider, deutsche Politikerin (* 1960)
- 28. April: Richard Lugar, US-amerikanischer Politiker (* 1932)
- 28. April: John Singleton, US-amerikanischer Filmregisseur (* 1968)
- 30. April: Anémone, französische Schauspielerin (* 1950)
- 30. April: Beth Carvalho, brasilianische Samba-Sängerin und -komponistin (* 1946)
- 30. April: Peter Mayhew, britisch-amerikanischer Schauspieler (* 1944)

### Mai
- 01. Mai: Elisabeth Gössmann, deutsche Theologin (* 1928)
- 01. Mai: Beatrix Philipp, deutsche Politikerin (* 1945)
- 02. Mai: Rafael Hernández Colón, puerto-ricanischer Politiker (* 1936)
- 02. Mai: Red Kelly, kanadischer Eishockeyspieler, -trainer (* 1927)
- 03. Mai: Margret Birkenfeld, deutsche Musikerin und Komponistin (* 1926)
- 03. Mai: Gorō Shimura, japanisch-US-amerikanischer Mathematiker (* 1930)
- 06. Mai: Max Azria, tunesisch-amerikanischer Modeschöpfer (* 1949)
- 07. Mai: Jean Vanier, kanadischer katholischer Theologe und Philosoph (* 1928)
- 08. Mai: Jens Beutel, deutscher Jurist und Politiker (* 1946)
- 08. Mai: Sprent Dabwido, nauruischer Politiker (* 1972)
- 09. Mai: Freddie Starr, britischer Comedian (* 1943)
- 10. Mai: Alfredo Pérez Rubalcaba, spanischer Politiker (* 1951)
- 11. Mai: Peggy Lipton, US-amerikanische Schauspielerin (* 1946)
- 12. Mai: Machiko Kyō, japanische Schauspielerin (* 1924)
- 12. Mai: Nasrallah Boutros Sfeir, libanesischer Geistlicher und Patriarch (* 1920)
- 13. Mai: Doris Day, US-amerikanische Sängerin und Schauspielerin (* 1922)
- 14. Mai: Tim Conway, US-amerikanischer Komiker und Schauspieler (* 1933)
- 14. Mai: Grumpy Cat, US-amerikanischer Internetphänomen (* 2012)
- 14. Mai: Sven Lindqvist, schwedischer Schriftsteller und Literaturhistoriker (* 1932)
- 16. Mai: Bob Hawke, australischer Politiker (* 1929)
- 16. Mai: Ashley Massaro, US-amerikanische Wrestlerin und Model (* 1979)
- 16. Mai: Ieoh Ming Pei, chinesisch-amerikanischer Architekt (* 1917)
- 17. Mai: Herman Wouk, US-amerikanischer Schriftsteller (* 1915)
- 18. Mai: Manfred Burgsmüller, deutscher Fußballspieler (* 1949)
- 19. Mai: Jürgen Bock, deutscher Mathematiker und Biometriker (* 1943)
- 20. Mai: Niki Lauda, österreichischer Automobilrennfahrer (* 1949)
- 20. Mai: John Moore, britischer Politiker (* 1937)
- 22. Mai: Ahmad Shah, malaysischer Sultan (* 1930)
- 22. Mai: Judith Kerr, britische Schriftstellerin und Illustratorin (* 1923)
- 24. Mai: Murray Gell-Mann, US-amerikanischer Physiker und Nobelpreisträger (* 1929)
- 25. Mai: Claus von Bülow, Brite deutsch-dänischer Herkunft (* 1926)
- 26. Mai: Bart Starr, US-amerikanischer American-Football-Spieler und -Trainer (* 1934)
- 26. Mai: Prem Tinsulanonda, thailändischer Politiker (* 1920)
- 27. Mai: Bill Buckner, US-amerikanischer Baseballspieler (* 1949)
- 28. Mai: Apolo Nsibambi, ugandischer Politiker (* 1940)
- 28. Mai: Edward Seaga, jamaikanischer Politiker (* 1930)
- 29. Mai: Michael Spicer, Baron Spicer, britischer Politiker und Autor (* 1943)
- 30. Mai: Thad Cochran, US-amerikanischer Politiker (* 1937)
- 30. Mai: Frank Lucas, US-amerikanischer Gangsterboss und Drogenhändler (* 1930)
- 30. Mai: Leon Redbone, kanadischer Sänger und Gitarrist (* 1949)
- 31. Mai: Roky Erickson, US-amerikanischer Sänger und Gitarrist (* 1947)

### Juni
- 01. Juni: José Antonio Reyes, spanischer Fußballspieler (* 1983)
- 01. Juni: Michel Serres, französischer Philosoph (* 1930)
- 02. Juni: Walter Lübcke, deutscher Politiker (* 1953)
- 03. Juni: Woizlawa-Feodora Prinzessin Reuß, deutsche Adelige (* 1918)
- 04. Juni: Lennart Johansson, schwedischer Fußballfunktionär (* 1929)
- 05. Juni: Elio Sgreccia, römisch-katholischer Theologe und Bioethiker (* 1928)
- 06. Juni: Dr. John, US-amerikanischer Musiker (* 1941)
- 09. Juni: Erich Iltgen, deutscher Politiker (* 1940)
- 11. Juni: Billy McKee, nordirischer politischer Aktivist (* 1921)
- 12. Juni: Sylvia Miles, US-amerikanische Schauspielerin (* 1924)
- 12. Juni: Elfriede Ott, österreichische Schauspielerin (* 1925)
- 13. Juni: Edith González, mexikanische Schauspielerin und Tänzerin (* 1964)
- 13. Juni: Wilhelm Wieben, deutscher Fernsehmoderator, Schauspieler und Autor (* 1935)
- 15. Juni: Franco Zeffirelli, italienischer Film- und Opernregisseur (* 1923)
- 16. Juni: Jochen Pommert, deutscher Journalist (* 1929)
- 16. Juni: Rolf von Sydow, deutscher Regisseur und Autor (* 1924)
- 17. Juni: Mohammed Mursi, ägyptischer Politiker (* 1951)
- 17. Juni: Gloria Vanderbilt, US-amerikanische Künstlerin (* 1924)
- 20. Juni: Wibke Bruhns, deutsche Journalistin und Autorin (* 1938)
- 21. Juni: Dimitris Christofias, zypriotischer Politiker (* 1946)
- 21. Juni: Peter Selz, US-amerikanischer Kunsthistoriker (* 1919)
- 23. Juni: George Rosenkranz, mexikanischer Chemiker und Unternehmer (* 1916)
- 23. Juni: Dave Bartholomew, US-amerikanischer Jazzmusiker (* 1918)
- 24. Juni: Billy Drago, US-amerikanischer Schauspieler (* 1945)
- 24. Juni: Jörg Stübner, deutscher Fußballspieler (* 1965)
- 25. Juni: Henriette Cohen, französische Holocaustüberlebende (* 1917)
- 25. Juni: Kevin McKenna, nordirischer Paramilitär (* 1945)
- 25. Juni: Isabel Sarli, argentinische Schauspielerin (* 1929)
- 26. Juni: Ivan Cooper, nordirischer Politiker (* 1944)
- 26. Juni: Édith Scob, französische Schauspielerin (* 1937)
- 26. Juni: Max Wright, US-amerikanischer Schauspieler (* 1943)
- 28. Juni: Lisa Martinek, deutsche Schauspielerin (* 1972)
- 28. Juni: Elisabeth Jäger, österreichisch-deutsche Widerstandskämpferin (* 1924)
- 29. Juni: Guillermo Mordillo, argentinischer Zeichner (* 1932)
- 30. Juni: Momir Bulatović, jugoslawischer bzw. montenegrinischer Politiker (* 1956)
- 30. Juni: Mitchell Feigenbaum, US-amerikanischer Physiker (* 1944)

### Juli
- 01. Juli: Sid Ramin, US-amerikanischer Komponist und Arrangeur (* 1919)
- 01. Juli: Hans Wall, deutscher Unternehmer (* 1942)
- 02. Juli: Costa Cordalis, deutscher Schlagersänger (* 1944)
- 02. Juli: Lee Iacocca, US-amerikanischer Manager (* 1924)
- 04. Juli: Eva Mozes Kor, US-amerikanische Holocaustüberlebende und Aktivistin (* 1934)
- 04. Juli: Hagen Mueller-Stahl, deutscher Regisseur und Schauspieler (* 1926)
- 05. Juli: Eberhard Havekost, deutscher Maler (* 1967)
- 06. Juli: João Gilberto, brasilianischer Musiker (* 1931)
- 06. Juli: Cameron Boyce, US-amerikanischer Schauspieler (* 1999)
- 07. Juli: Artur Brauner, deutscher Filmproduzent (* 1918)
- 09. Juli: Rip Torn, US-amerikanischer Schauspieler (* 1931)
- 09. Juli: Fernando de la Rúa, argentinischer Politiker (* 1937)
- 11. Juli: Dengir Mir Mehmet Fırat, türkischer Politiker (* 1943)
- 12. Juli: Fernando José Corbató, US-amerikanischer Informatiker (* 1926)
- 14. Juli: Frieder Burda, deutscher Kunstsammler (* 1936)
- 14. Juli: Hossain Mohammad Ershad, bangladeschischer Militär und Politiker (* 1930)
- 14. Juli: Pernell Whitaker, US-amerikanischer Boxer (* 1964)
- 15. Juli: Werner Müller, deutscher Politiker und Manager (* 1946)
- 17. Juli: Andrea Camilleri, italienischer Schriftsteller (* 1925)
- 18. Juli: Yukiya Amano, japanischer Diplomat (* 1947)
- 19. Juli: Rutger Hauer, niederländischer Schauspieler (* 1944)
- 19. Juli: Ágnes Heller, ungarische Philosophin (* 1929)
- 19. Juli: César Pelli, argentinisch-US-amerikanischer Architekt (* 1926)
- 20. Juli: Sheila Dikshit, indische Politikerin (* 1938)
- 21. Juli: Robert M. Morgenthau, US-amerikanischer Jurist (* 1919)
- 22. Juli: Li Peng, chinesischer Politiker (* 1928)
- 22. Juli: Christopher C. Kraft, US-amerikanischer Raumfahrtingenieur (* 1924)
- 22. Juli: Brigitte Kronauer, deutsche Schriftstellerin (* 1940)
- 22. Juli: Peter Hamm, deutscher Schriftsteller (* 1937)
- 23. Juli: Ferdinand von Bismarck, deutscher Rechtsanwalt (* 1930)
- 24. Juli: Manfred Uhlig, deutscher Entertainer (* 1927)
- 25. Juli: Beji Caid Essebsi, tunesischer Politiker (* 1926)
- 25. Juli: Jesper Juul, dänischer Familientherapeut (* 1948)
- 26. Juli: Christian Stadelmann, deutscher Geiger (* 1959)
- 27. Juli: John Robert Schrieffer, US-amerikanischer Physiker und Nobelpreisträger (* 1931)
- 29. Juli: Tuvia Rübner, israelischer Schriftsteller (* 1924)

### August
- 01. August: Annemarie Huber-Hotz, Schweizer Bundeskanzlerin (* 1948)
- 02. August: Vahakn N. Dadrian, armenischer Völkermordforscher und Soziologe (* 1926)
- 04. August: Nuon Chea, kambodschanischer Politiker und Völkermörder (* 1926)
- 05. August: Toni Morrison, US-amerikanische Schriftstellerin und Nobelpreisträgerin (* 1931)
- 07. August: Kary Mullis, US-amerikanischer Biochemiker und Nobelpreisträger (* 1944)
- 10. August: Jeffrey Epstein, US-amerikanischer Investmentbanker und Sexualstraftäter (* 1953)
- 16. August: Peter Fonda, US-amerikanischer Schauspieler und Filmregisseur (* 1940)
- 16. August: Christina von Oranien-Nassau, niederländische Prinzessin (* 1947)
- 16. August: Felice Gimondi, italienischer Radrennfahrer (* 1942)
- 16. August: Richard Williams, kanadischer Trickfilmer, Regisseur und Filmproduzent (* 1933)
- 17. August: Walter Buser, Schweizer Bundeskanzler (* 1926)
- 19. August: Stefan Hecker, deutscher Handballtorwart (* 1959)
- 20. August: Rudolf Hundstorfer, österreichischer Politiker (* 1951)
- 23. August: David H. Koch, US-amerikanischer Unternehmer und Politiker (* 1940)
- 23. August: Egon Zimmermann, österreichischer Skirennläufer und Olympiasieger (* 1939)
- 25. August: Ferdinand Piëch, österreichischer Automobilmanager (* 1937)
- 26. August: Helmut Krauss, deutscher Schauspieler (* 1941)
- 27. August: Dawda Kairaba Jawara, gambischer Staatspräsident (* 1924)
- 30. August: Valerie Harper, US-amerikanische Schauspielerin (* 1939)
- 31. August: Immanuel Wallerstein, US-amerikanischer Soziologe (* 1930)
- 31. August: Marita Lorenz, deutsche Geliebte Fidel Castros (* 1939)

### September
- 01. September: Edo Zanki, deutscher Musiker, Sänger und Produzent (* 1952)
- 02. September: Tom Zickler, deutscher Filmproduzent (* 1964)
- 03. September: Halvard Hanevold, norwegischer Biathlet und Olympiasieger (* 1969)
- 03. September: Peter Lindbergh, deutscher Fotograf (* 1944)
- 04. September: Roger Etchegaray, französischer Kardinal (* 1922)
- 05. September: Francisco Toledo, mexikanischer Maler (* 1940)
- 06. September: Robert Mugabe, simbabwischer Politiker (* 1924)
- 09. September: Robert Frank, schweizerisch-amerikanischer Fotograf (* 1924)
- 10. September: Daniel Johnston, US-amerikanischer Musiker und Künstler (* 1961)
- 11. September: Bacharuddin Jusuf Habibie, indonesischer Politiker (* 1936)
- 13. September: Rudi Gutendorf, deutscher Fußballspieler und -trainer (* 1926)
- 13. September: György Konrád, ungarischer Schriftsteller (* 1933)
- 13. September: Eddie Money, US-amerikanischer Rocksänger (* 1949)
- 15. September: Lol Mohammed Chawa, tschadischer Politiker (* 1939)
- 15. September: Ric Ocasek, US-amerikanischer Musiker (* 1944)
- 16. September: Luigi Colani, deutscher Designer (* 1928)
- 16. September: Davo Karničar, slowenischer Bergsteiger (* 1962)
- 16. September: Konrad Schellbach, deutscher Politiker (* 1953)
- 19. September: Zine el-Abidine Ben Ali, tunesischer Politiker (* 1936)
- 21. September: Sigmund Jähn, deutscher Raumfahrer (* 1937)
- 21. September: Günter Kunert, deutscher Schriftsteller (* 1929)
- 23. September: Elaine Feinstein, britische Schriftstellerin (* 1930)
- 25. September: Paul Badura-Skoda, österreichischer Pianist (* 1927)
- 26. September: Jacques Chirac, französischer Politiker (* 1932)
- 26. September: William Joseph Levada, US-amerikanischer Kardinal (* 1936)
- 26. September: Malwine Moeller, deutsche Opernsängerin und Schauspielerin (* 1924)
- 28. September: Mark Anatoljewitsch Sacharow, russischer Film- und Theaterregisseur (* 1933)
- 30. September: Jessye Norman, US-amerikanische Sängerin (* 1945)
- 30. September: Kornel Morawiecki, polnischer Physiker und Politiker (* 1941)

### Oktober
- 01. Oktober: Karel Gott, tschechischer Sänger (* 1939)
- 01. Oktober: Günter Hannstein, deutscher Brigadegeneral (* 1936)
- 01. Oktober: Eric Pleskow, österreichisch-US-amerikanischer Filmproduzent (* 1924)
- 01. Oktober: Bernd Rumpf, deutscher Synchronsprecher (* 1947)
- 02. Oktober: Detlef Bartvogt, deutscher Brigadegeneral (* 1944)
- 02. Oktober: Gija Kantscheli, georgischer Komponist (* 1935)
- 03. Oktober: Diogo Freitas do Amaral, portugiesischer Politiker (* 1941)
- 03. Oktober: Peter M. Bode, deutscher Architekturkritiker, Journalist und Autor (* 1937)
- 03. Oktober: Dieter Salevsky, deutscher Endurosportler (* 1944)
- 04. Oktober: Diahann Carroll, US-amerikanische Schauspielerin (* 1935)
- 06. Oktober: Ginger Baker, britischer Musiker (* 1939)
- 06. Oktober: Martin Lauer, deutscher Leichtathlet und Schlagersänger (* 1937)
- 07. Oktober: Ella Vogelaar, niederländische Politikerin (* 1949)
- 09. Oktober: Dorothea Buck, deutsche Autorin und Bildhauerin (* 1917)
- 09. Oktober: Andrés Gimeno, spanischer Tennisspieler (* 1937)
- 11. Oktober: Robert Forster, US-amerikanischer Schauspieler (* 1941)
- 11. Oktober: Alexei Leonow, sowjetischer Kosmonaut (* 1934)
- 12. Oktober: Sara Danius, schwedische Literaturwissenschaftlerin (* 1962)
- 12. Oktober: Alphonso Williams, US-amerikanischer Sänger (* 1962)
- 13. Oktober: Charles Jencks, US-amerikanischer Architekturtheoretiker (* 1939)
- 13. Oktober: Ulrich Luz, Schweizer evangelisch-reformierter Theologe, Neutestamentler und Autor (* 1938)
- 14. Oktober: Harold Bloom, US-amerikanischer Literaturwissenschaftler (* 1930)
- 14. Oktober: Anke Fuchs, deutsche Politikerin (* 1937)
- 16. Oktober: Bernard Fisher, US-amerikanischer Mediziner (* 1918)
- 16. Oktober: John T. Tate, US-amerikanischer Mathematiker (* 1925)
- 17. Oktober: Alicia Alonso, kubanische Tänzerin (* 1920)
- 17. Oktober: Elijah Cummings, US-amerikanischer Politiker (* 1951)
- 17. Oktober: Guy Lash, deutsch-kanadischer Eishockeyspieler (* 1957)
- 18. Oktober: Luiz Olavo Baptista, brasilianisches Mitglied des WTO Appellate Body (* 1938)
- 19. Oktober: Erhard Eppler, deutscher Politiker (* 1926)
- 19. Oktober: Lotte Tobisch, österreichische Schauspielerin (* 1926)
- 21. Oktober: Ingo Maurer, deutscher Industriedesigner (* 1932)
- 21. Oktober: Camille Zaidan, libanesischer Geistlicher (* 1944)
- 22. Oktober: Manfred Bruns, deutscher Jurist und LGBT-Aktivist (* 1934)
- 22. Oktober: Sadako Ogata, japanische Hochschullehrerin und UN-Diplomatin (* 1927)
- 22. Oktober: Marieke Vervoort, belgische Rollstuhlleichtathletin im Behindertensport (* 1979)
- 22. Oktober: Hanni Lévy, deutsch-französische Holocaustüberlebende (* 1924)
- 26. Oktober: Robert Evans, US-amerikanischer Filmproduzent, Schauspieler und Moderator (* 1930)
- 27. Oktober: Abu Bakr al-Baghdadi, irakischer Terrorist (* 1971)
- 27. Oktober: Wladimir Bukowski, sowjetischer Dissident und russischer Publizist (* 1942)
- 27. Oktober: John Conyers, US-amerikanischer Politiker (* 1929)
- 28. Oktober: Kay Hagan, US-amerikanischer Politiker (* 1953)
- 29. Oktober: John Witherspoon, US-amerikanischer Schauspieler (* 1942)

### November
- 01. November: Pierre Gabaye, französischer Komponist (* 1930)
- 01. November: Johannes Schaaf, deutscher Regisseur und Schauspieler (* 1933)
- 02. November: Norbert Eder, deutscher Fußballspieler (* 1955)
- 02. November: Marie Laforêt, französisch-schweizerische Sängerin und Schauspielerin (* 1939)
- 03. November: Helmut Richter, deutscher Lyriker und Textdichter (* 1933)
- 06. November: Jan Stráský, tschechischer Politiker (* 1940)
- 07. November: Regine Heinecke, deutsche Malerin, Grafikerin und Illustratorin (* 1936)
- 07. November: Margarita Salas, spanische Biochemikerin und Molekulargenetikerin (* 1938)
- 11. November: Götz Steinle, deutscher Brigadegeneral (* 1944)
- 13. November: Raymond Poulidor, französischer Radrennfahrer (* 1936)
- 14. November: Branko Lustig, kroatischer Filmproduzent und Schauspieler (* 1932)
- 14. November: Friedhelm Werremeier, deutscher Schriftsteller und Drehbuchautor (* 1930)
- 15. November: Harrison Dillard, US-amerikanischer Leichtathlet (* 1923)
- 16. November: Walter Freiwald, deutscher Moderator (* 1954)
- 17. November: Susan Cernyak-Spatz, US-amerikanische Germanistin und Historikerin (* 1922)
- 19. November: D. M. Jayaratne, sri-lankischer Politiker (* 1931)
- 19. November: Fritz von Weizsäcker, deutscher Mediziner (* 1960)
- 26. November: Köbi Kuhn, Schweizer Fußballspieler und -trainer (* 1943)
- 29. November: Nakasone Yasuhiro, japanischer Politiker (* 1918)

### Dezember
- 01. Dezember: Mariss Jansons, lettischer Dirigent (* 1943)
- 02. Dezember: Mutaib ibn Abd al-Aziz, saudi-arabischer Prinz und Politiker (* 1931)
- 02. Dezember: Johann Baptist Metz, deutscher katholischer Theologe (* 1928)
- 04. Dezember: Thomas Elsaesser, deutscher Filmwissenschaftler (* 1943)
- 05. Dezember: Wolfgang Winkler, deutscher Schauspieler (* 1943)
- 06. Dezember: Ron Leibman, US-amerikanischer Schauspieler (* 1937)
- 07. Dezember: Reinhard Bonnke, deutscher Evangelist der Pfingstbewegung (* 1940)
- 08. Dezember: René Auberjonois, US-amerikanischer Schauspieler (* 1940)
- 08. Dezember: Juice Wrld, US-amerikanischer Rapper (* 1998)
- 08. Dezember: Caroll Spinney, US-amerikanischer Puppenspieler (* 1933)
- 08. Dezember: Paul Volcker, US-amerikanischer Ökonom (* 1927)
- 09. Dezember: Marie Fredriksson, schwedische Sängerin (* 1958)
- 10. Dezember: Gershon Kingsley, deutsch-US-amerikanischer Komponist (* 1922)
- 10. Dezember: Juri Luschkow, russischer Politiker (* 1936)
- 12. Dezember: Danny Aiello, US-amerikanischer Schauspieler (* 1933)
- 12. Dezember: Peter Snell, neuseeländischer Leichtathlet (* 1938)
- 13. Dezember: Gerd Baltus, deutscher Schauspieler (* 1932)
- 14. Dezember: Anna Karina, dänisch-französische Schauspielerin (* 1940)
- 15. Dezember: Chuck Peddle, US-amerikanischer Elektronik-Ingenieur (* 1937)
- 17. Dezember: Karin Balzer, deutsche Leichtathletin (* 1938)
- 18. Dezember: Claudine Auger, französische Schauspielerin und Model (* 1941)
- 18. Dezember: Alain Barrière, französischer Sänger (* 1935)
- 20. Dezember: Hermann L. Gremliza, deutscher Journalist, Herausgeber, Schriftsteller und Sprachkritiker (* 1940)
- 20. Dezember: Roland Matthes, deutscher Schwimmer (* 1950)
- 21. Dezember: Emanuel Ungaro, französischer Modedesigner (* 1933)
- 22. Dezember: Fritz Künzli, Schweizer Fußballspieler (* 1946)
- 22. Dezember: Marie-Claire Barth-Frommel, Schweizer evangelisch-reformierte Theologin und Alttestamentlerin (* 1927)
- 23. Dezember: Werner Wolf, Musikwissenschaftler (* 1925)
- 25. Dezember: Peter Schreier, deutscher Sänger und Dirigent (* 1935)
- 26. Dezember: Hans-Jörg Criens, deutscher Fußballspieler (* 1960)
- 26. Dezember: Jerry Herman, US-amerikanischer Komponist (* 1931)
- 28. Dezember: Jurij Grós, sorbischer Funktionär und Politiker (* 1931)
- 29. Dezember: Alasdair Gray, britischer Schriftsteller und Künstler (* 1934)
- 29. Dezember: Neil Innes, britischer Musiker und Komponist (* 1944)
- 29. Dezember: Manfred Stolpe, deutscher Politiker der SPD (* 1936)
- 30. Dezember: Jan Fedder, deutscher Schauspieler (* 1955)
- 30. Dezember: Myron Levoy, US-amerikanischer Schriftsteller (* 1930)
- 30. Dezember: Harry Kupfer, deutscher Opernregisseur (* 1935)
- 30. Dezember: Elizabeth Sellars, britische Film- und Theaterschauspielerin (* 1921)

### Galerie der Verstorbenen

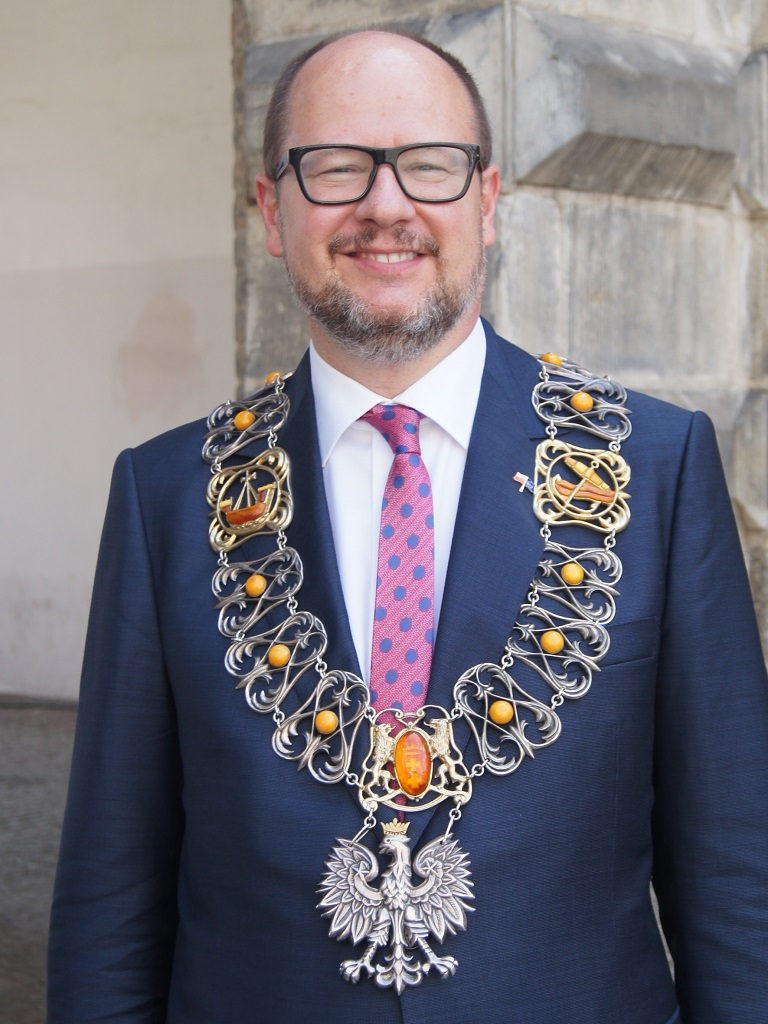
14. Januar: Paweł Adamowicz (2018)
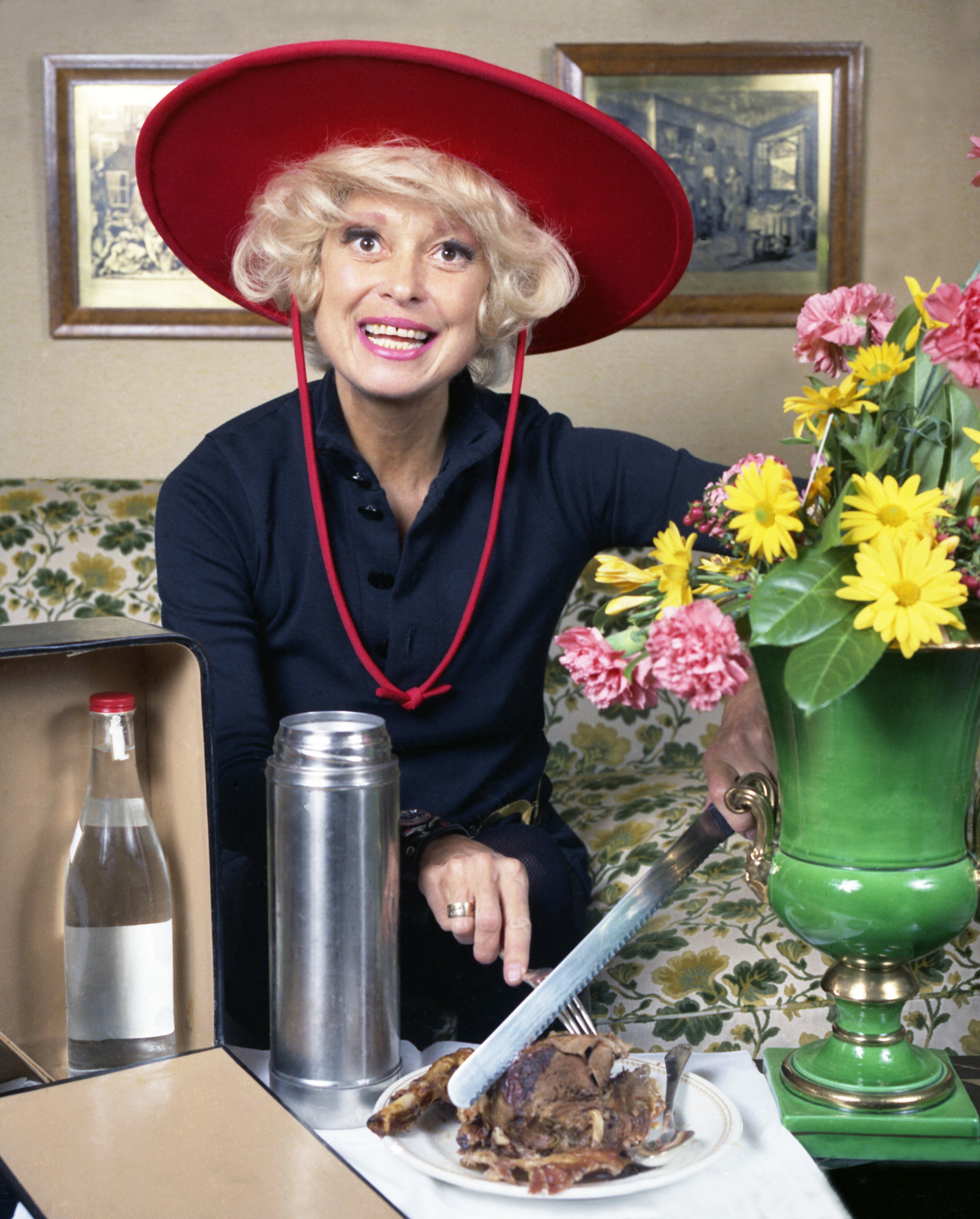
15. Januar: Carol Channing (1973)
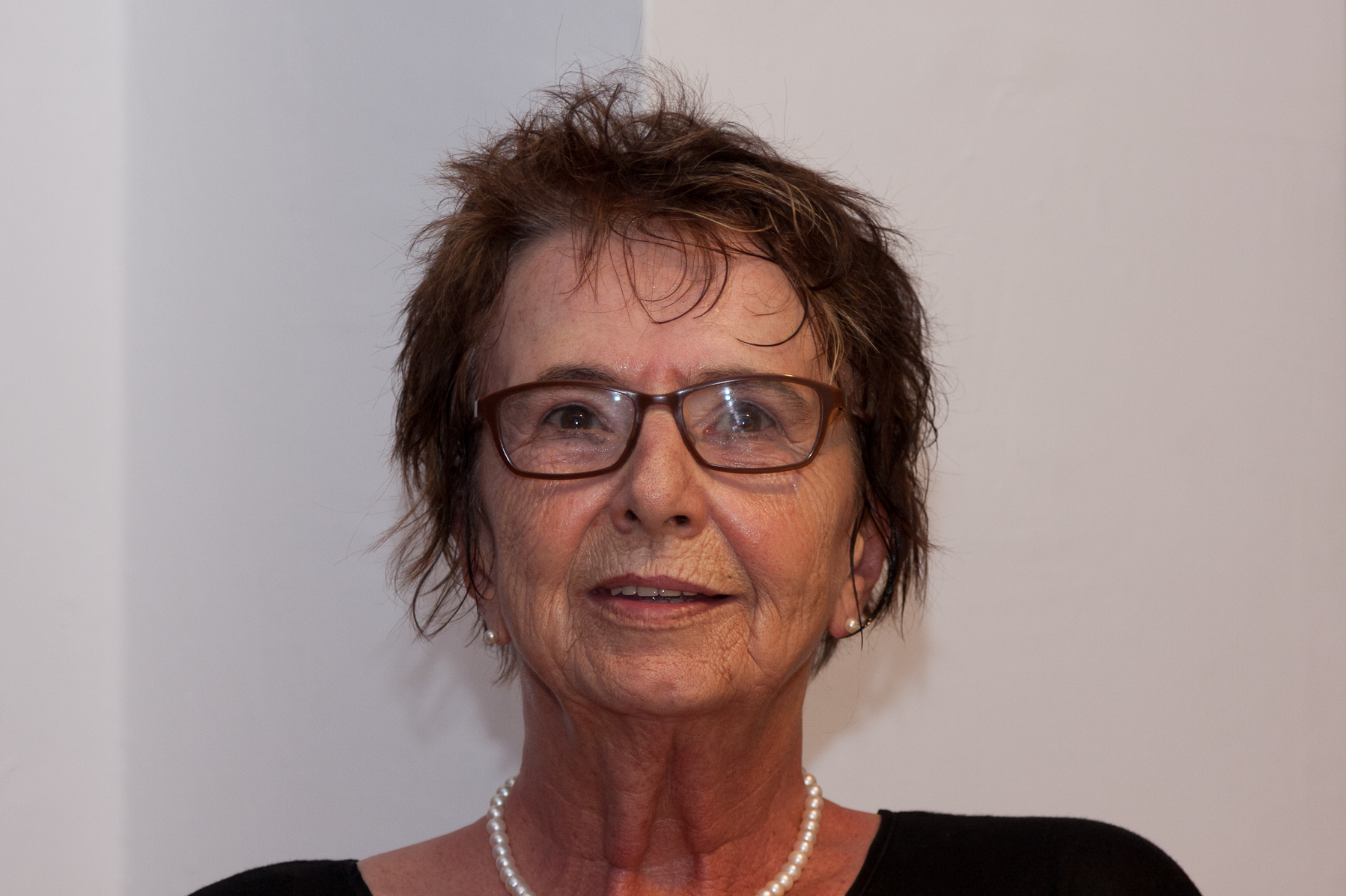
16. Januar: Mirjam Pressler (2012)
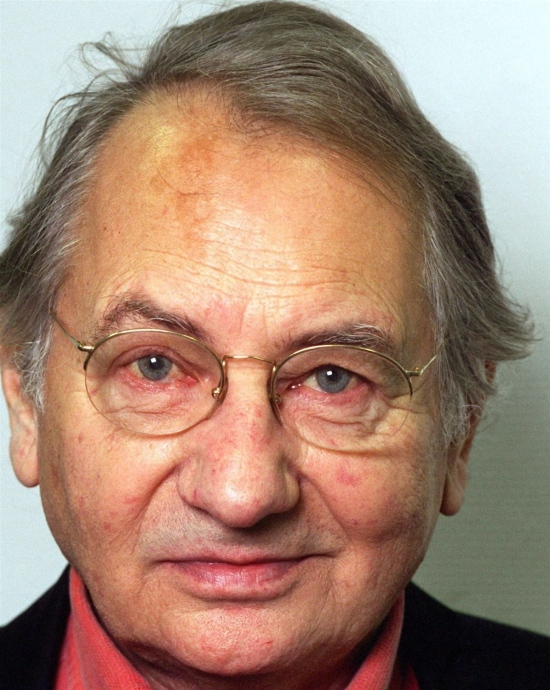
17. Januar: Horst Stern (1997)
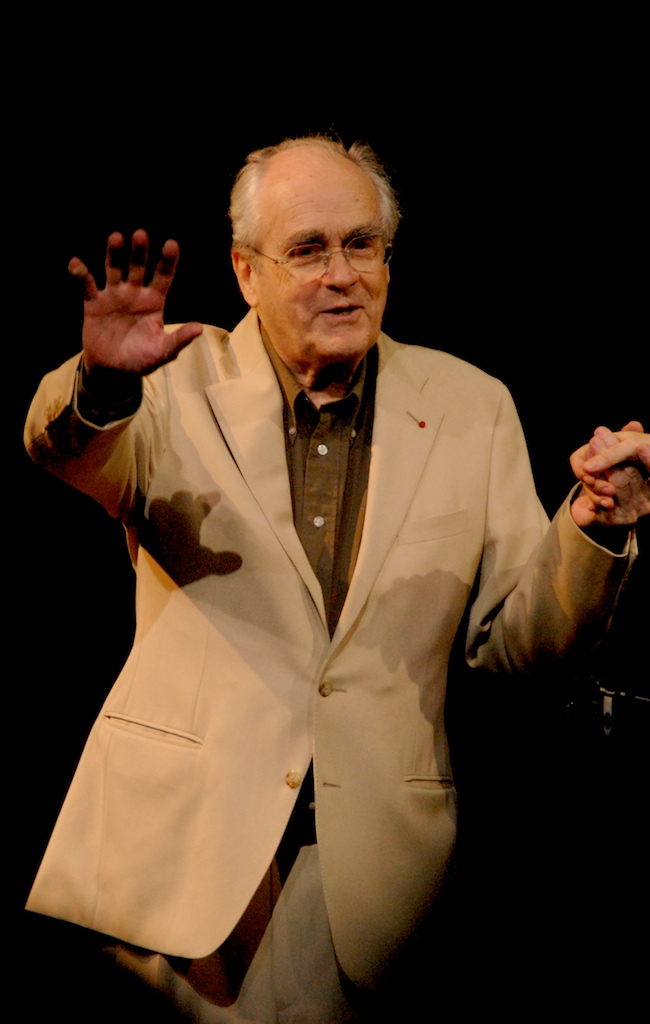
26. Januar: Michel Legrand (2008)
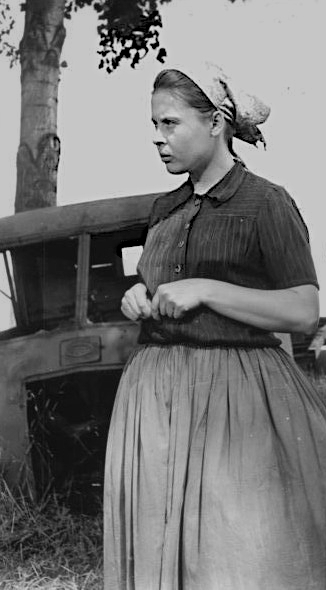
1. Februar: Ursula Karusseit (1968)
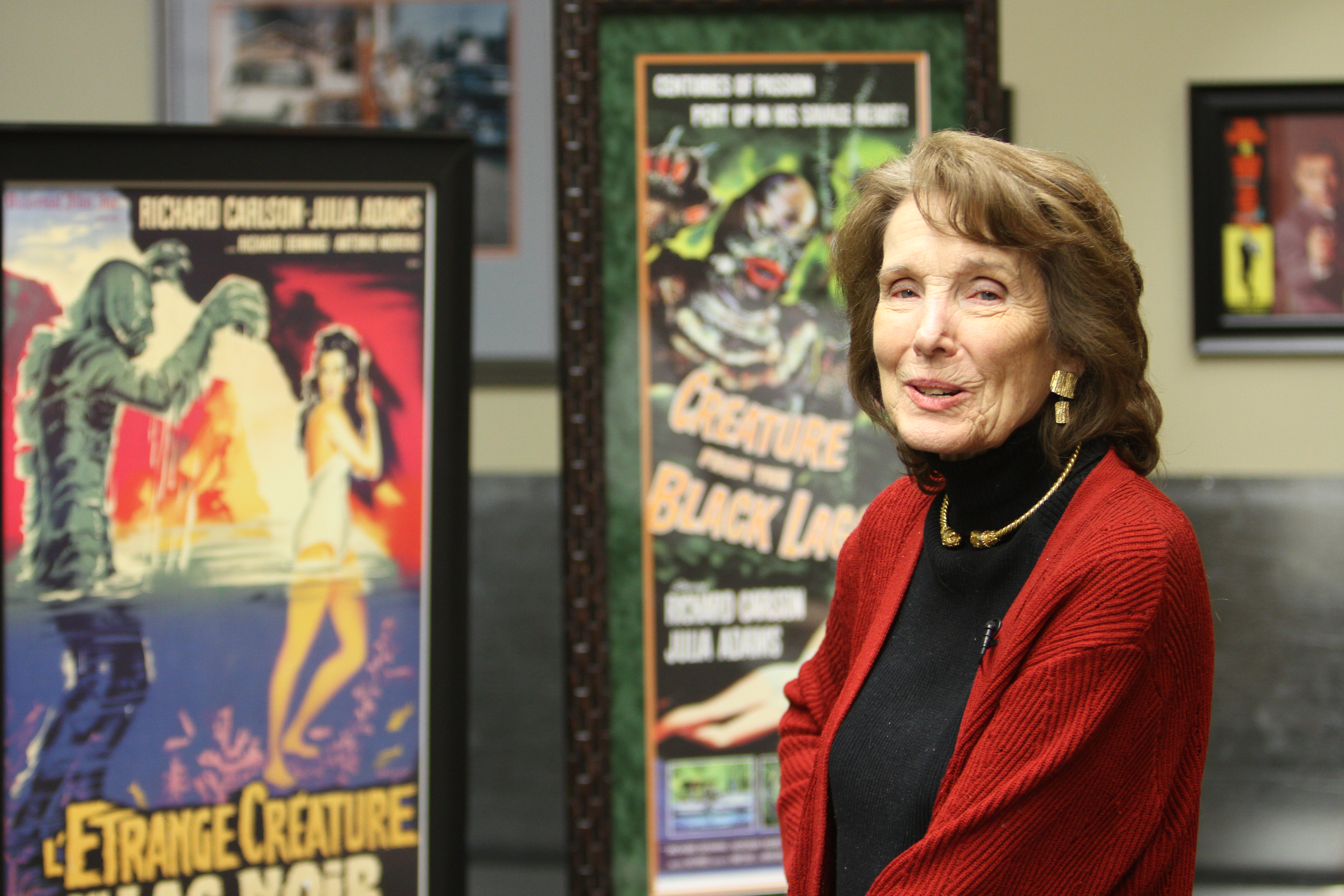
3. Februar: Julie Adams (2011)
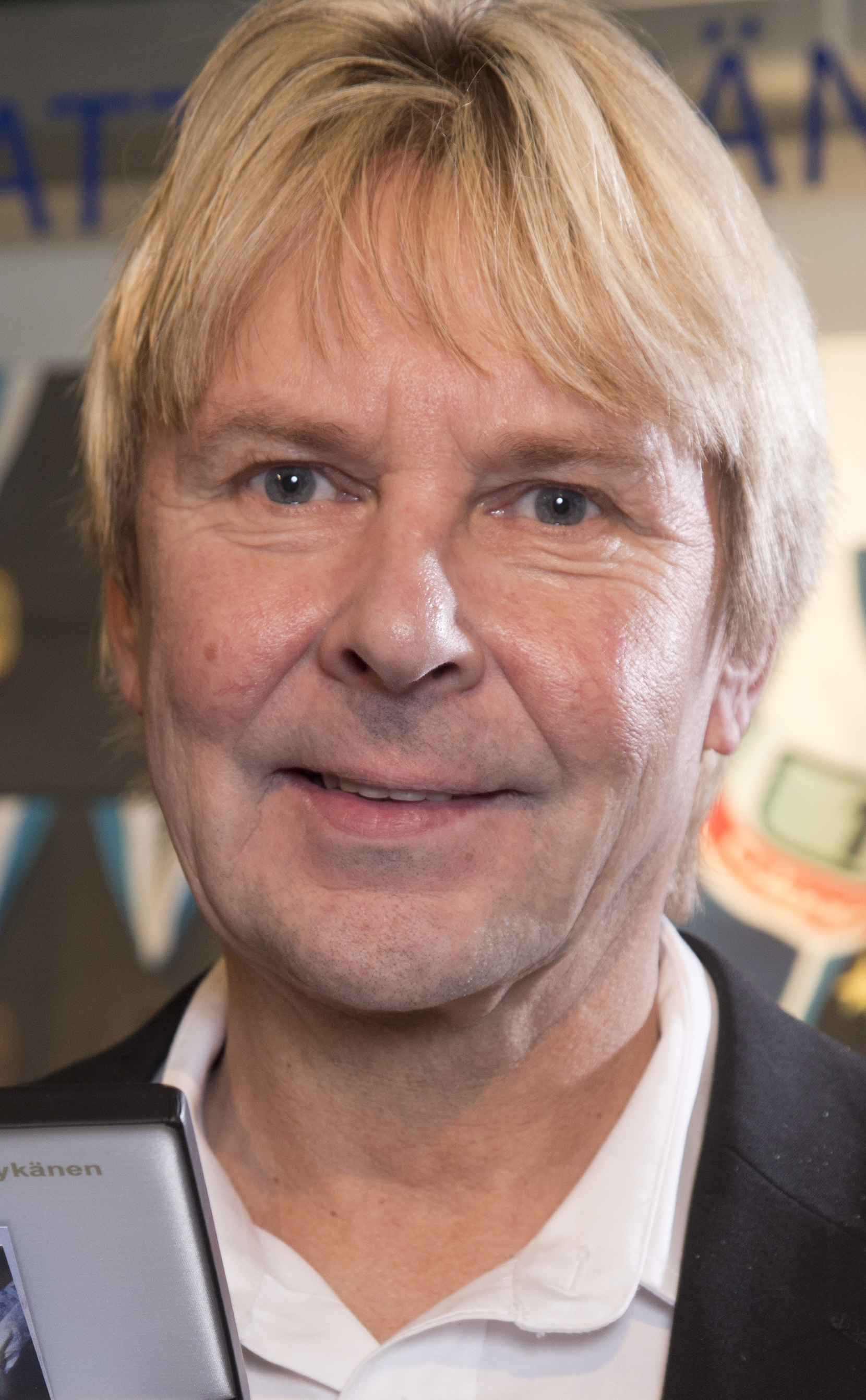
4. Februar: Matti Nykänen (2014)
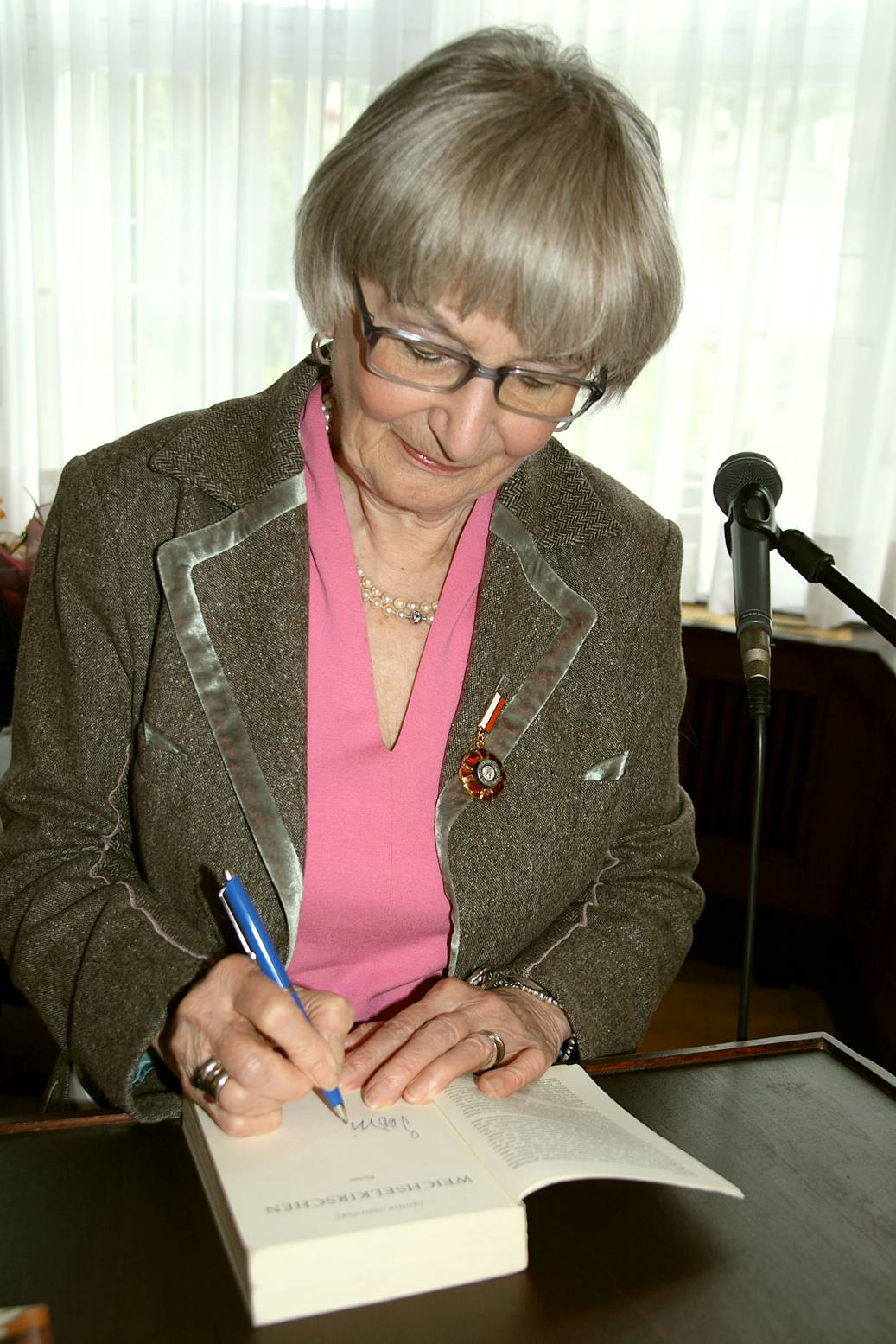
4. Februar: Leonie Ossowski (2007)
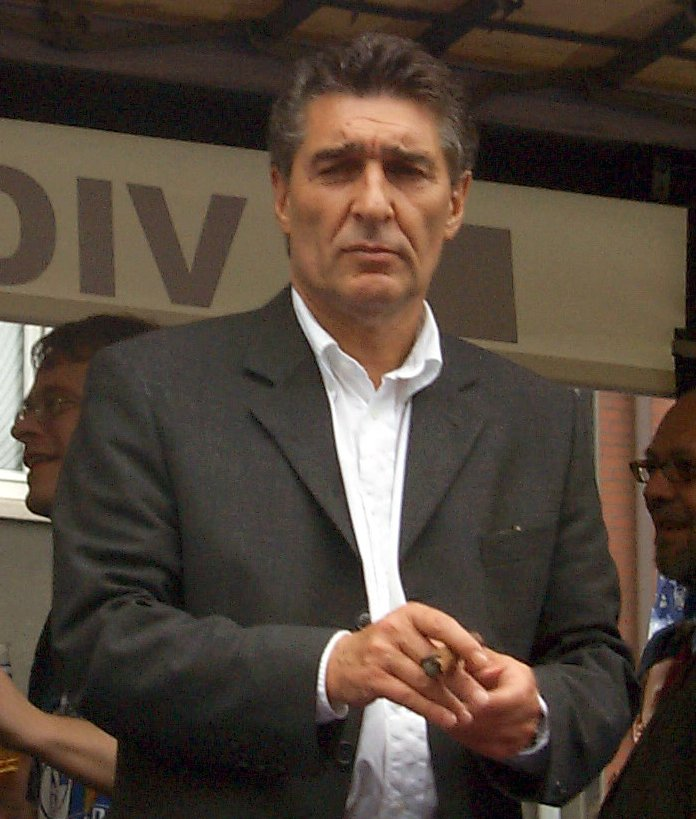
6. Februar: Rudi Assauer (2002)
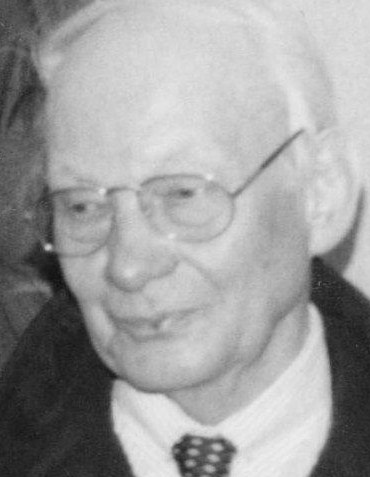
6. Februar: Manfred Eigen (1996)
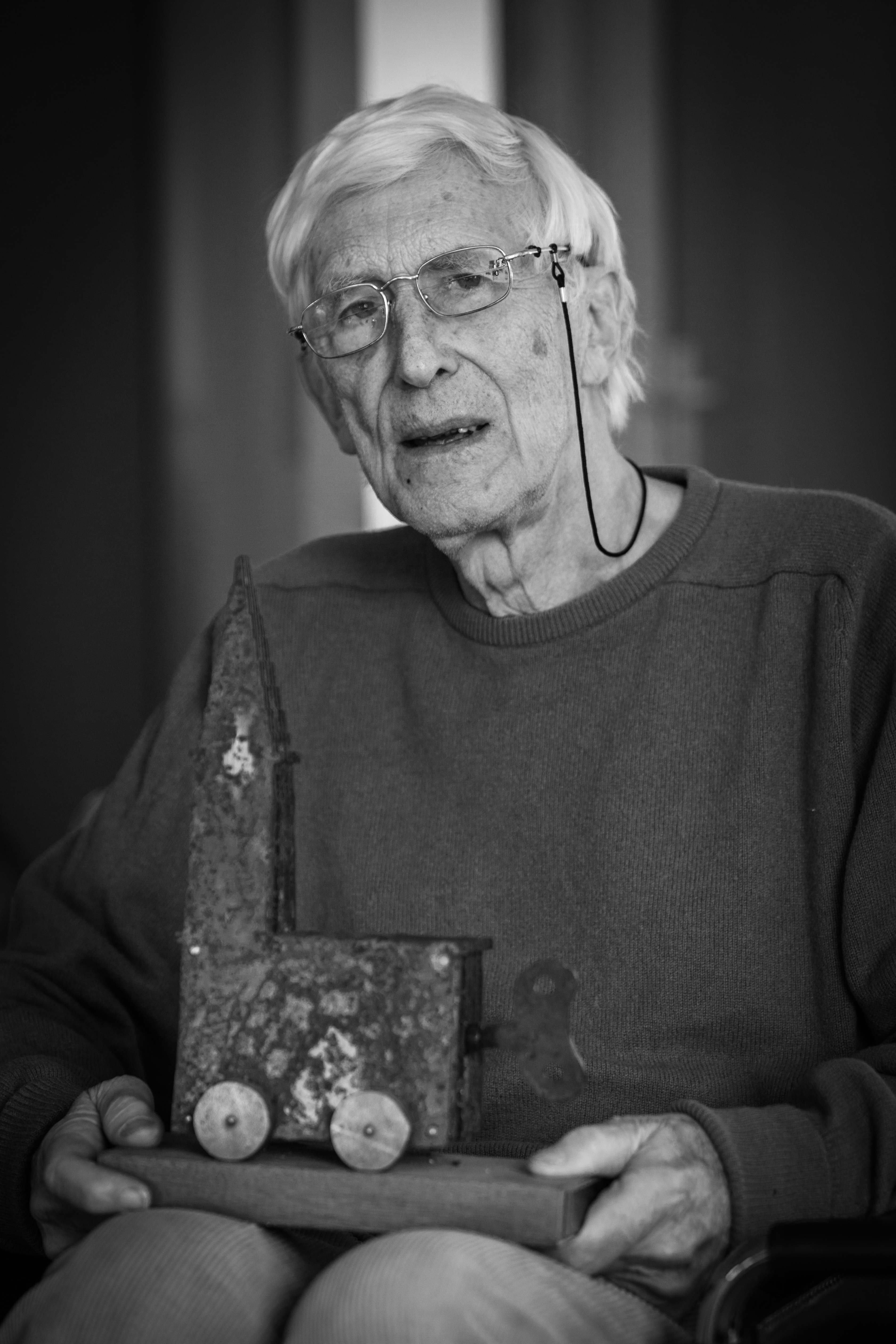
9. Februar: Tomi Ungerer (2014)
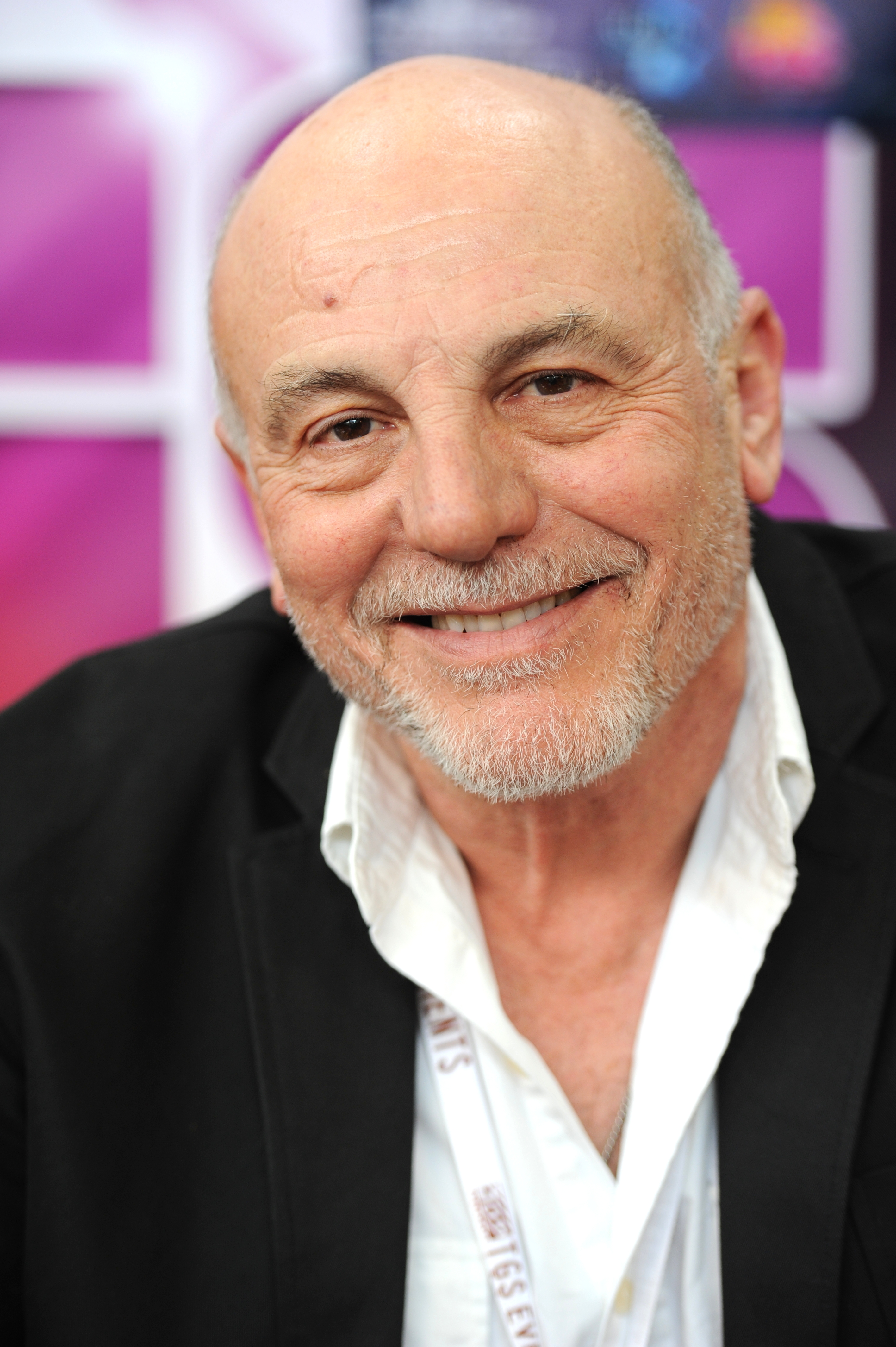
10. Februar: Carmen Argenziano (2012)
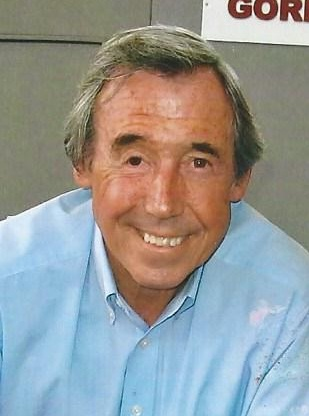
12. Februar: Gordon Banks (2007)
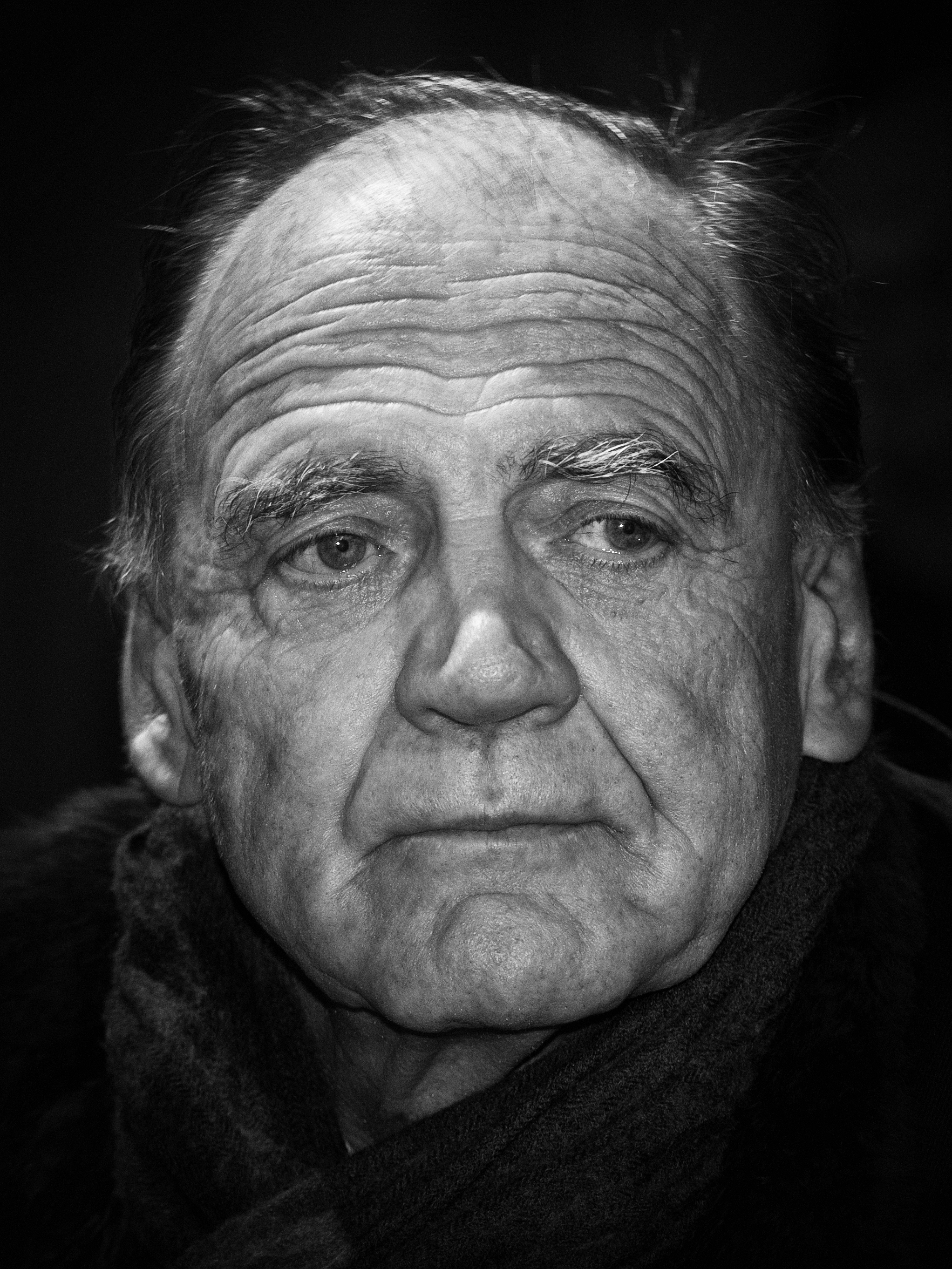
16. Februar: Bruno Ganz (2011)
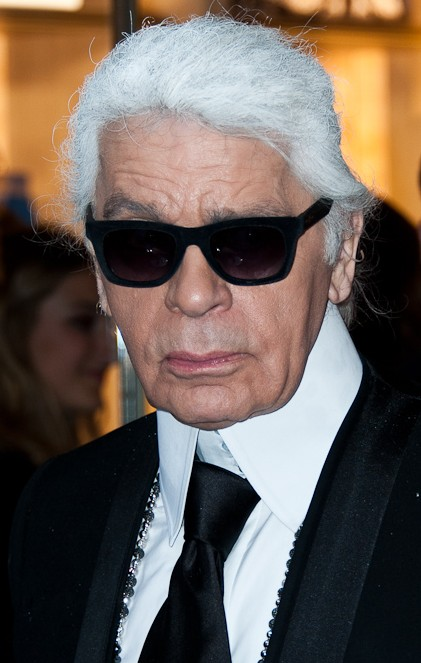
19. Februar: Karl Lagerfeld (2014)
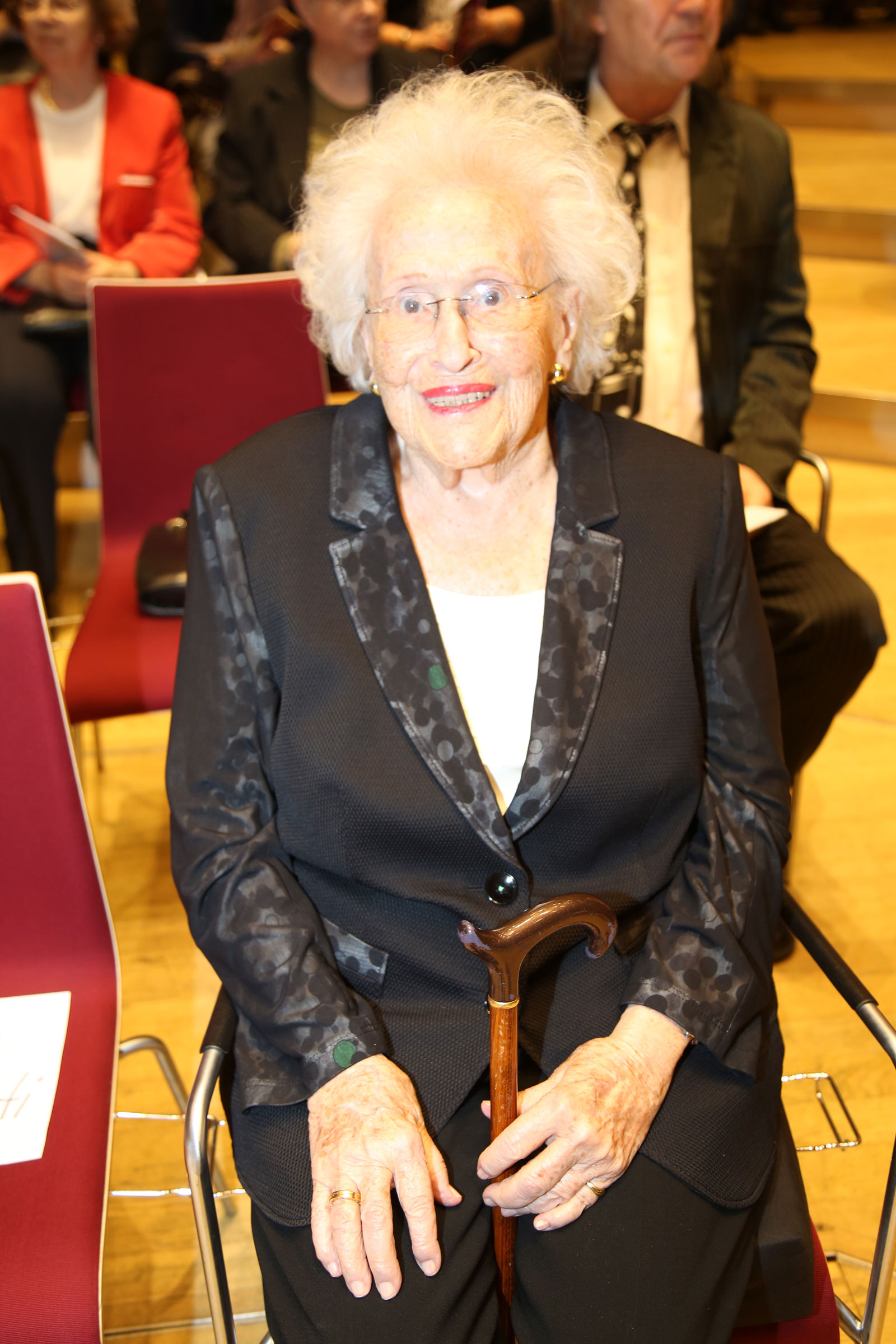
21. Februar: Hilde Zadek (2015)
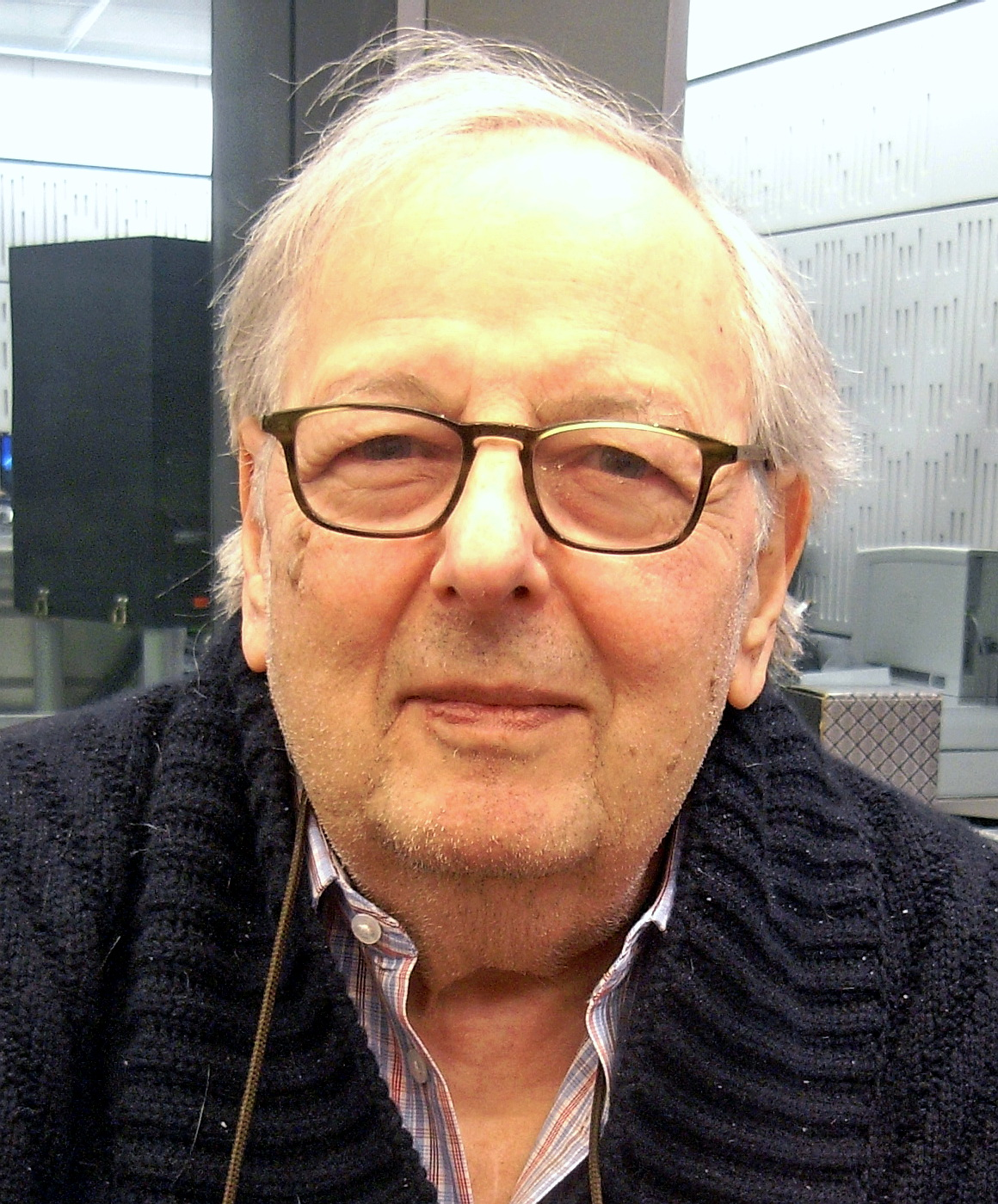
28. Februar: André Previn (2012)
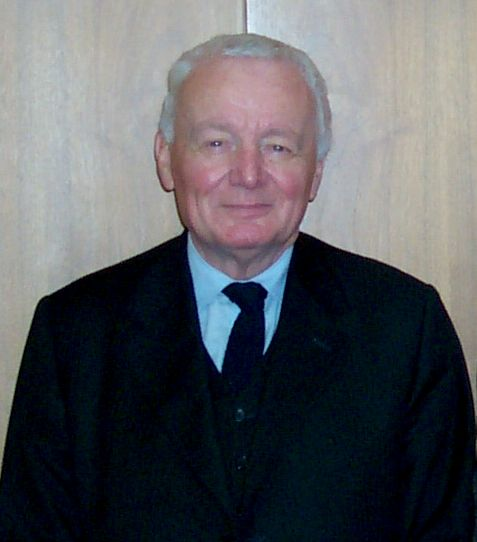
2. März: Arnulf Baring (2002)
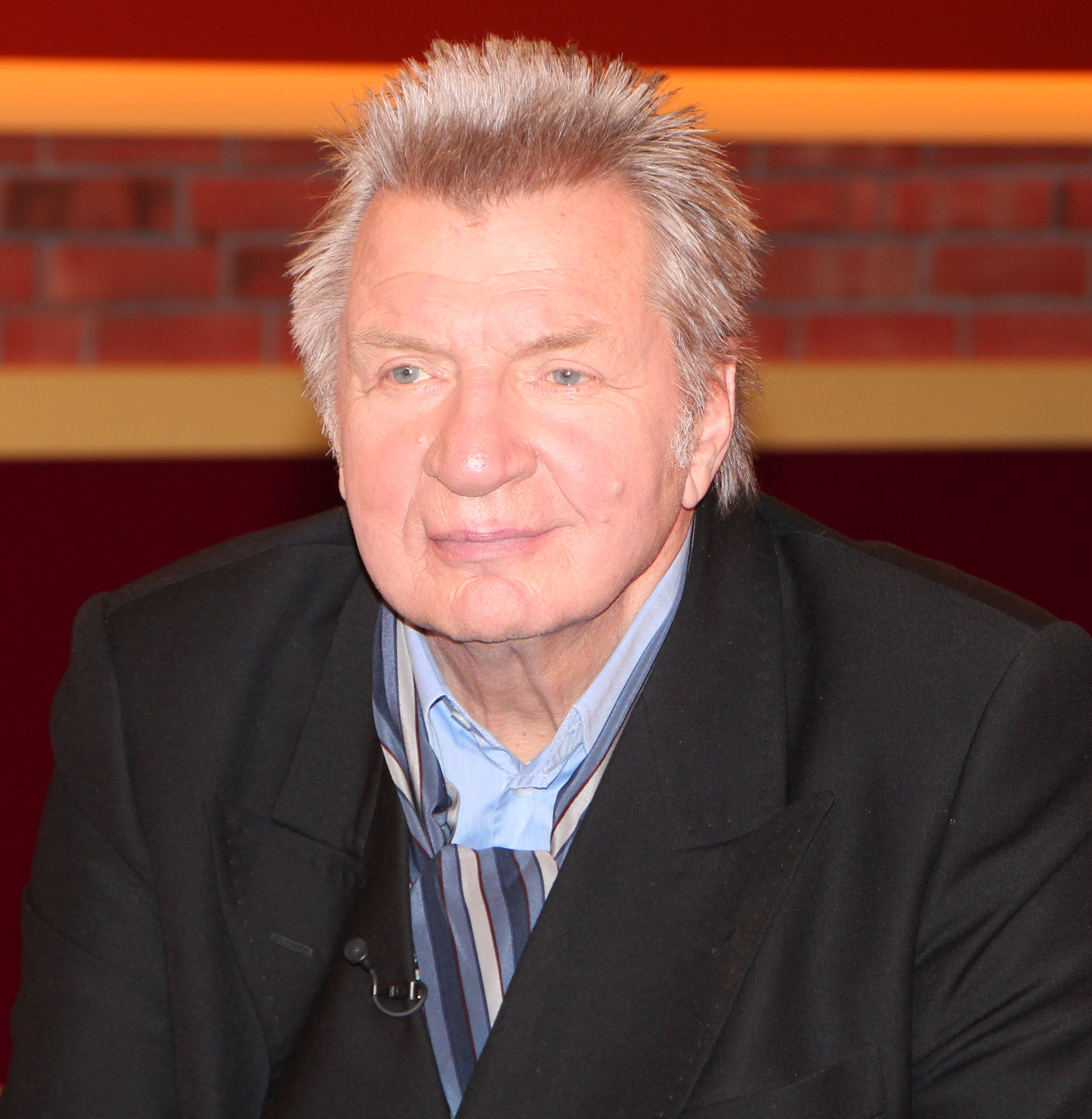
2. März: Werner Schneyder (2011)
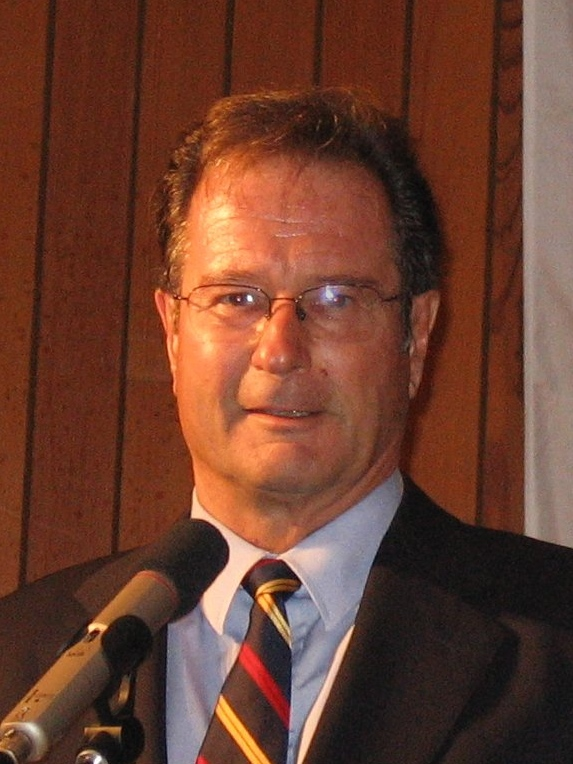
4. März: Klaus Kinkel (2005)
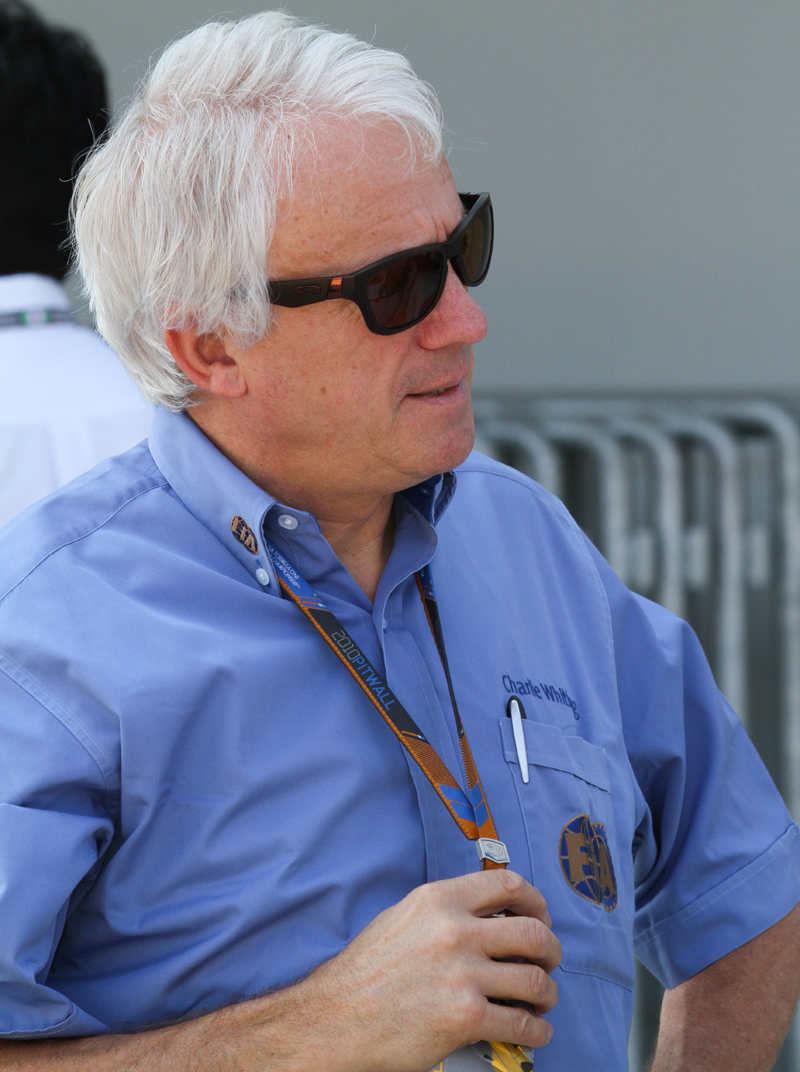
14. März: Charlie Whiting (2010)
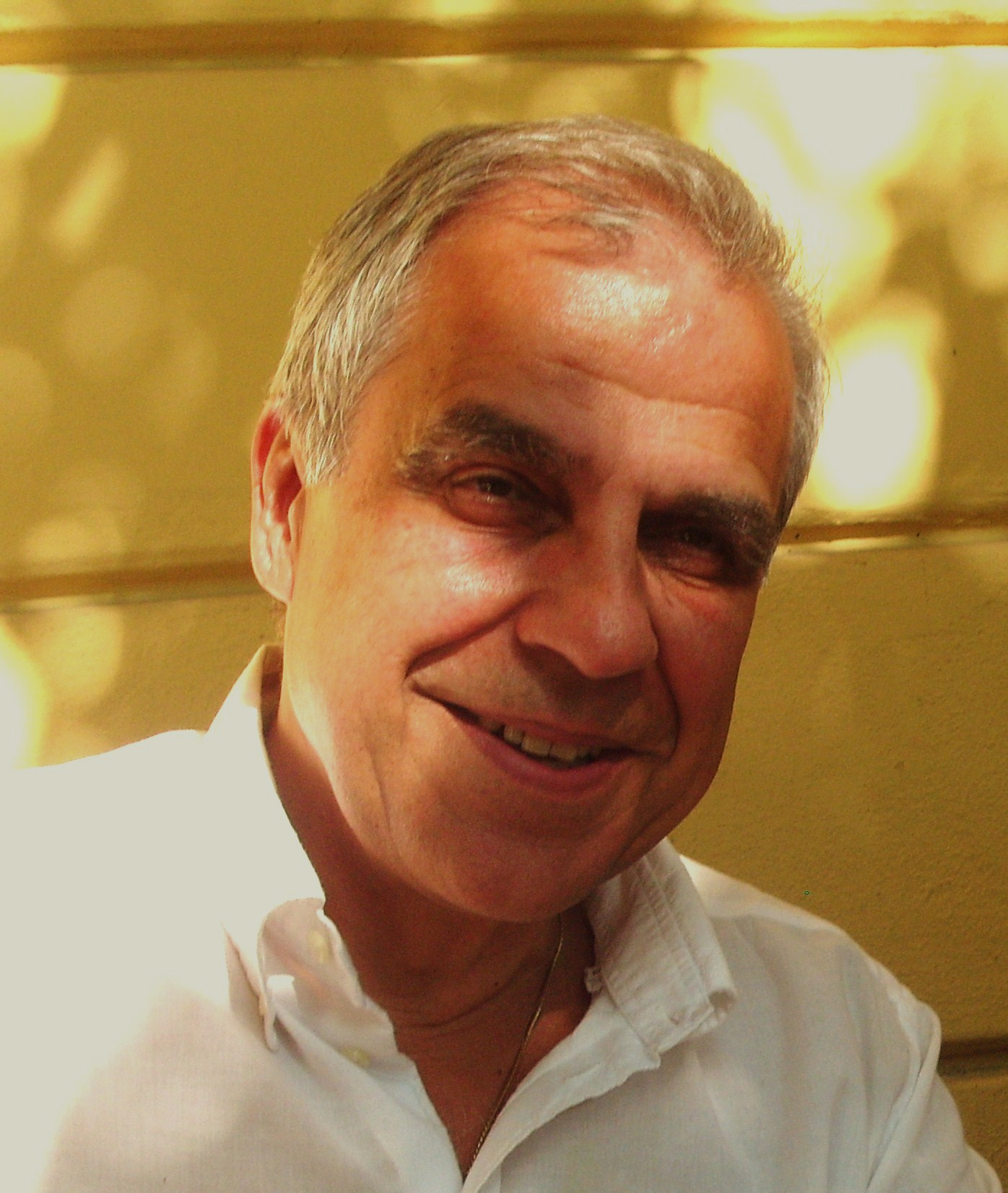
25. März: Michael Brennicke (2009)
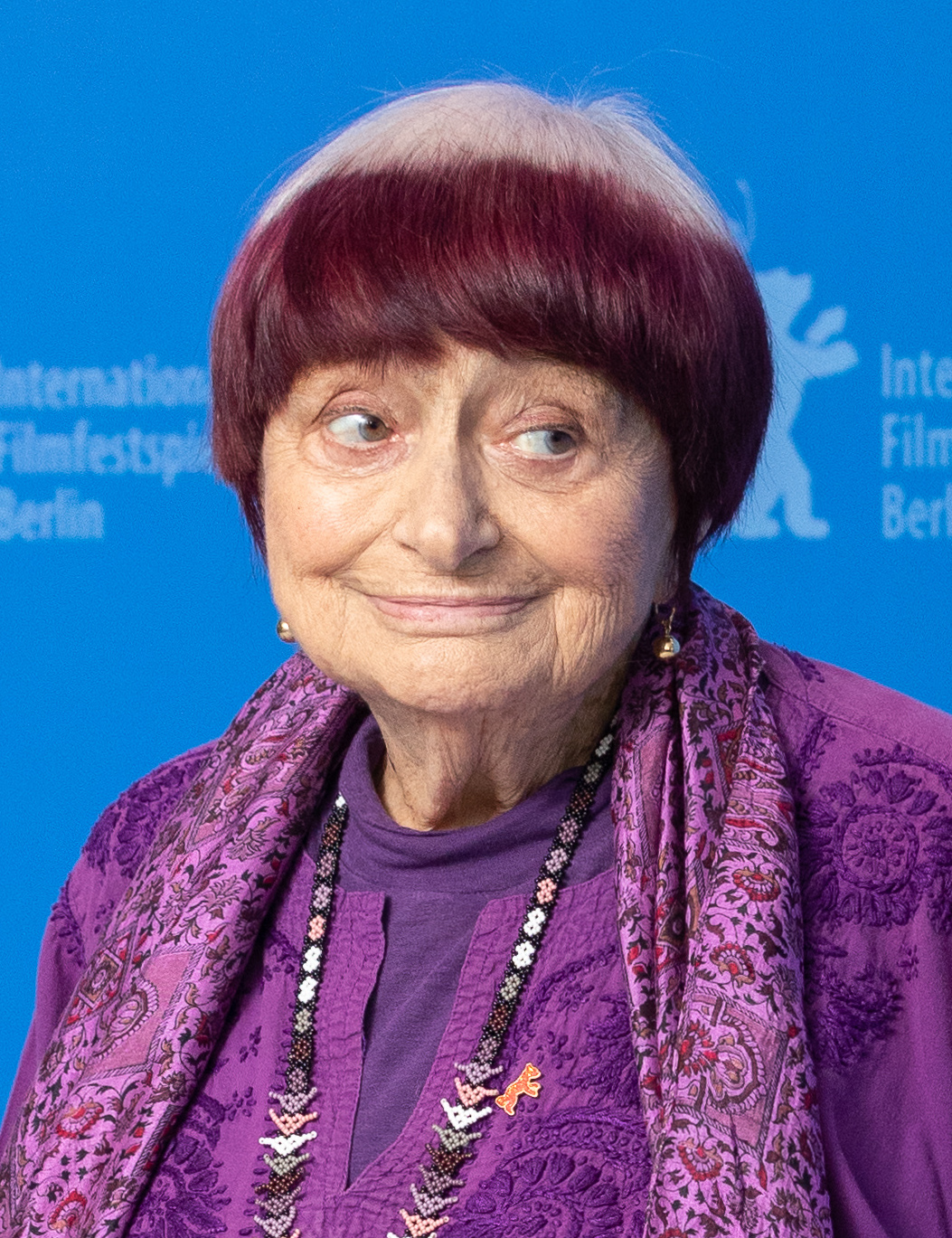
29. März: Agnès Varda (2019)
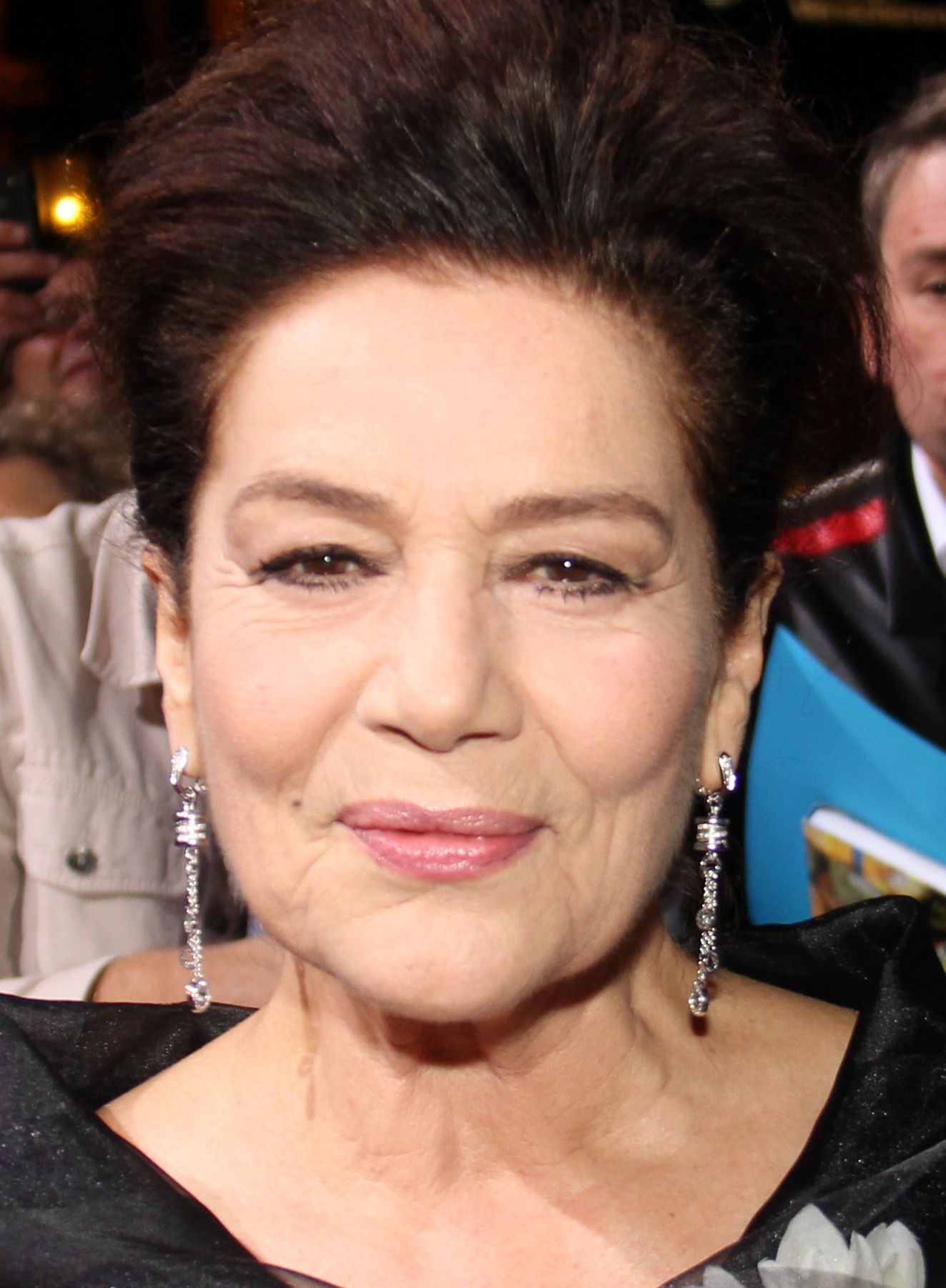
21. April: Hannelore Elsner (2012)
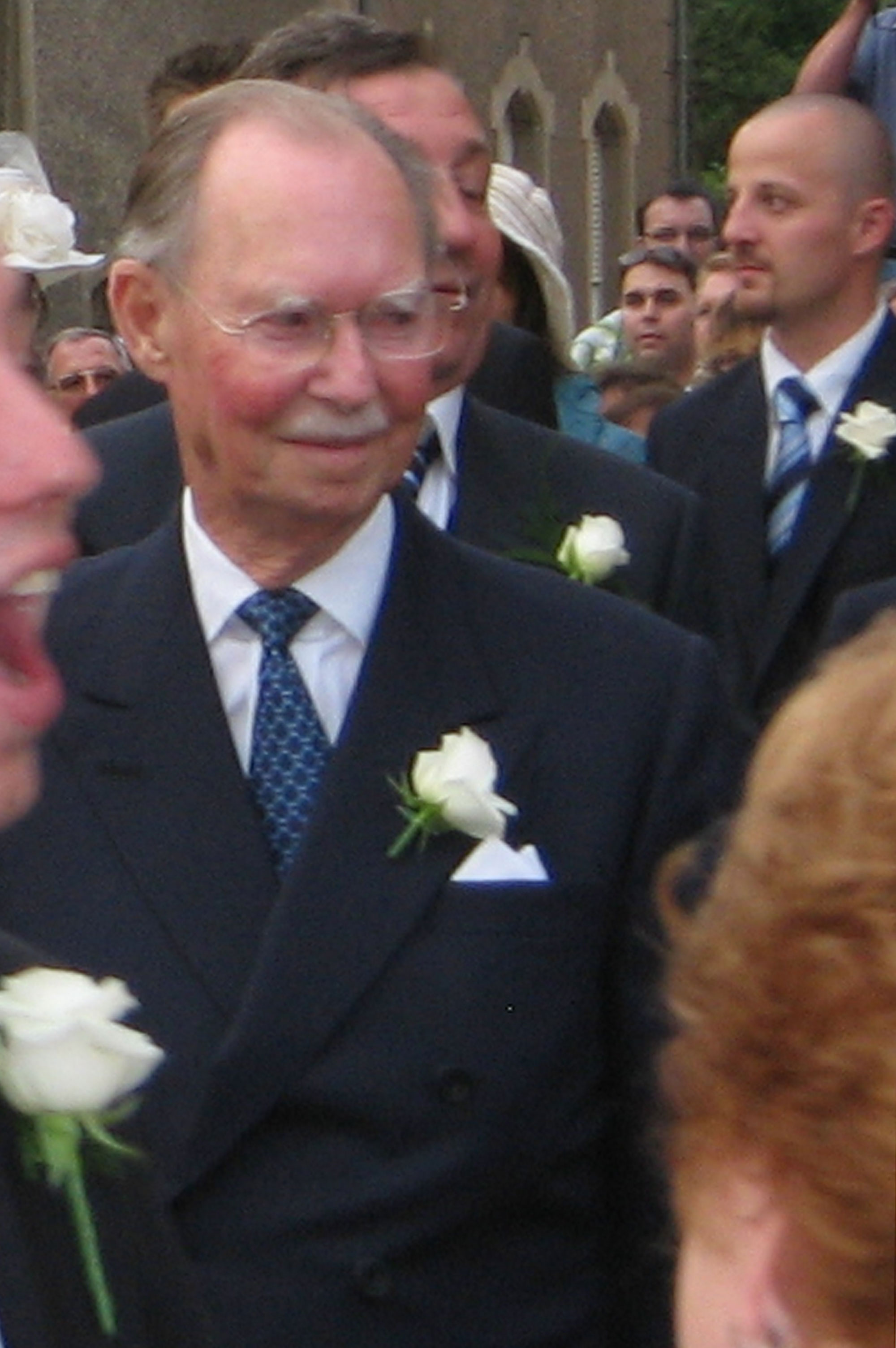
23. April: Jean von Nassau (2006)
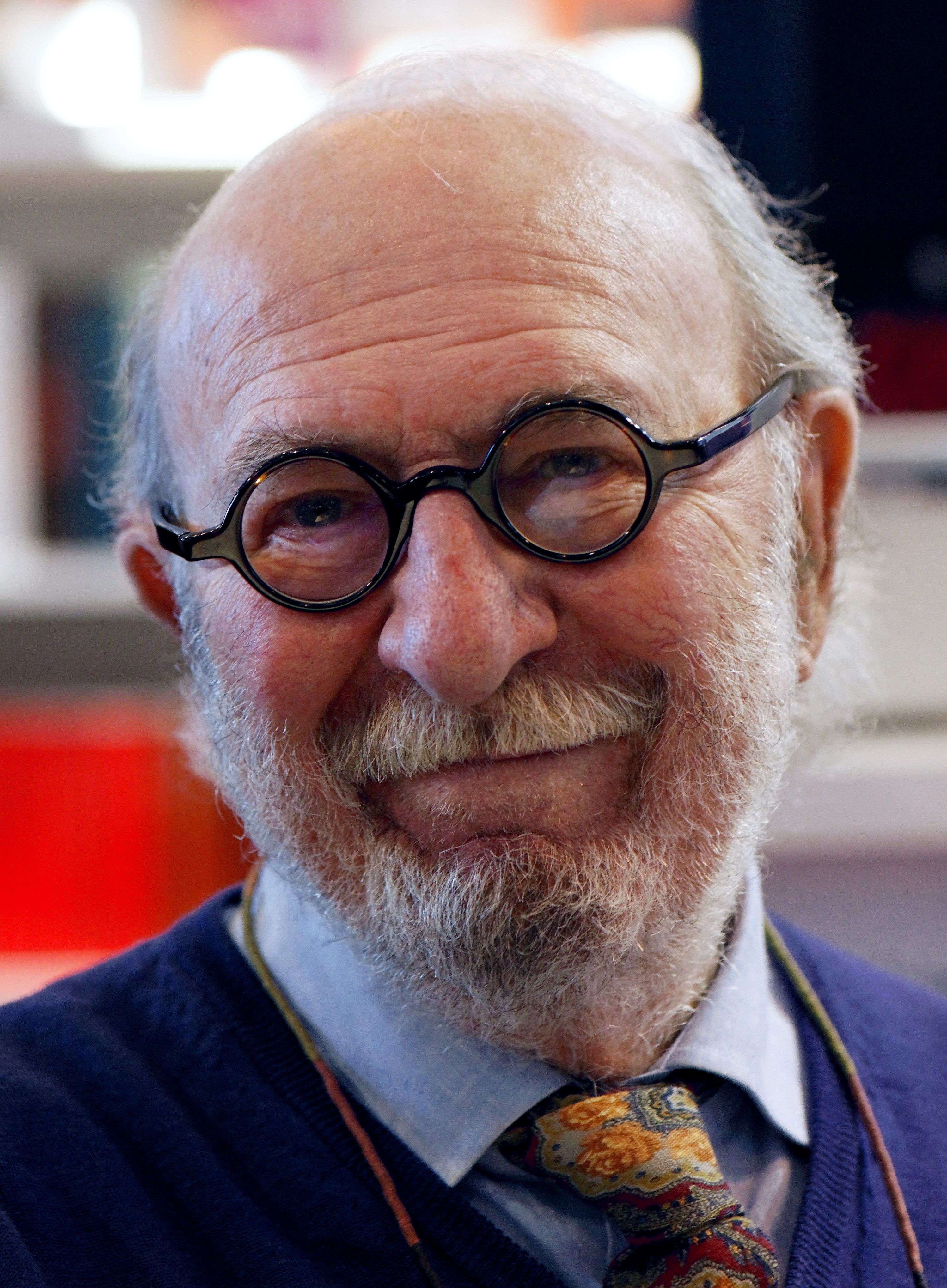
24. April: Jean-Pierre Marielle (2011)
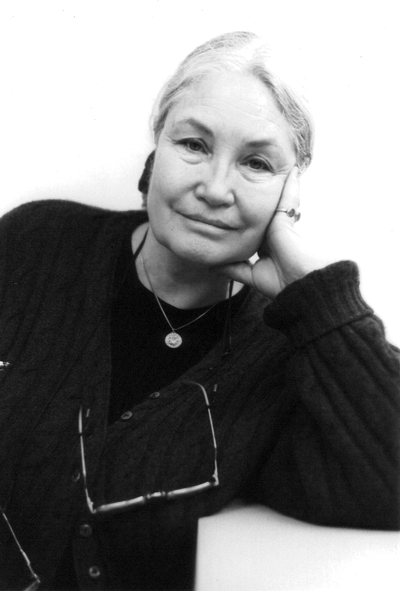
26. April: Ellen Schwiers (2008)
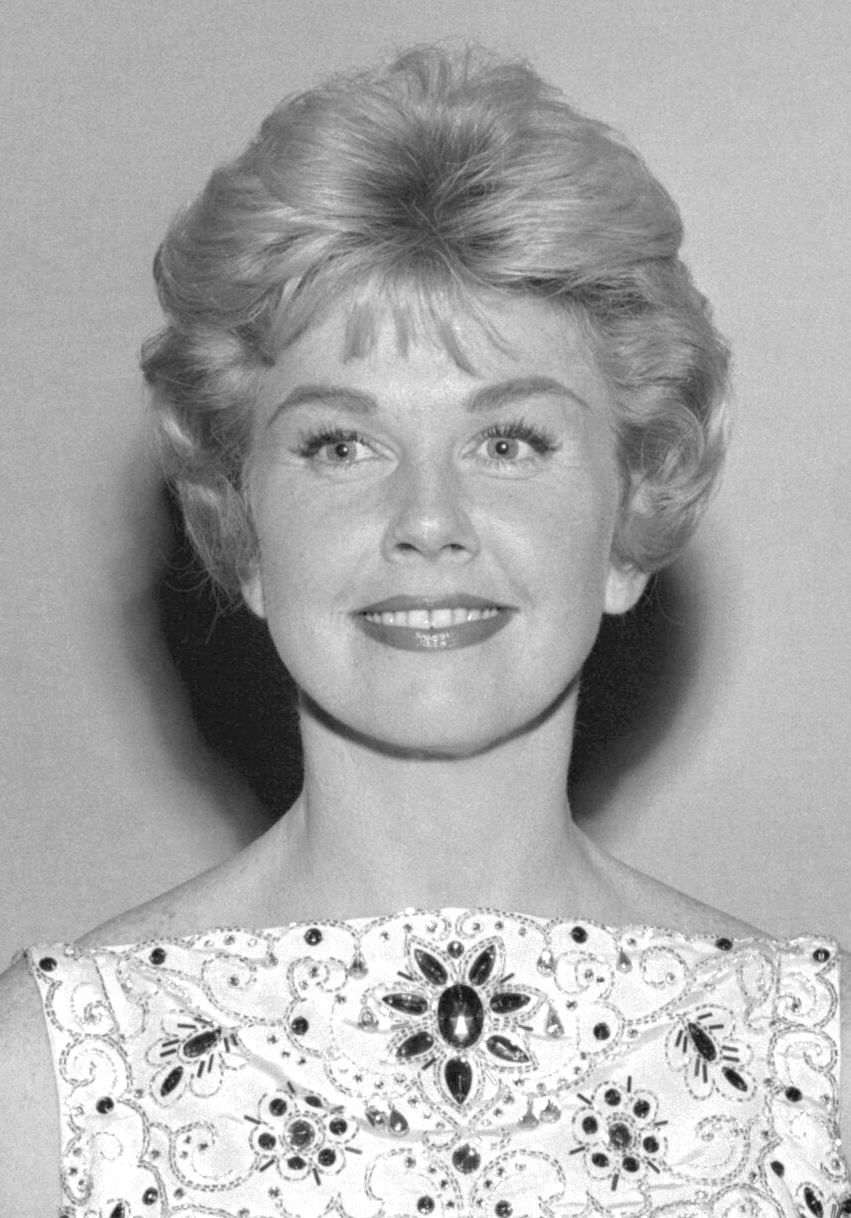
13. Mai: Doris Day (1958)
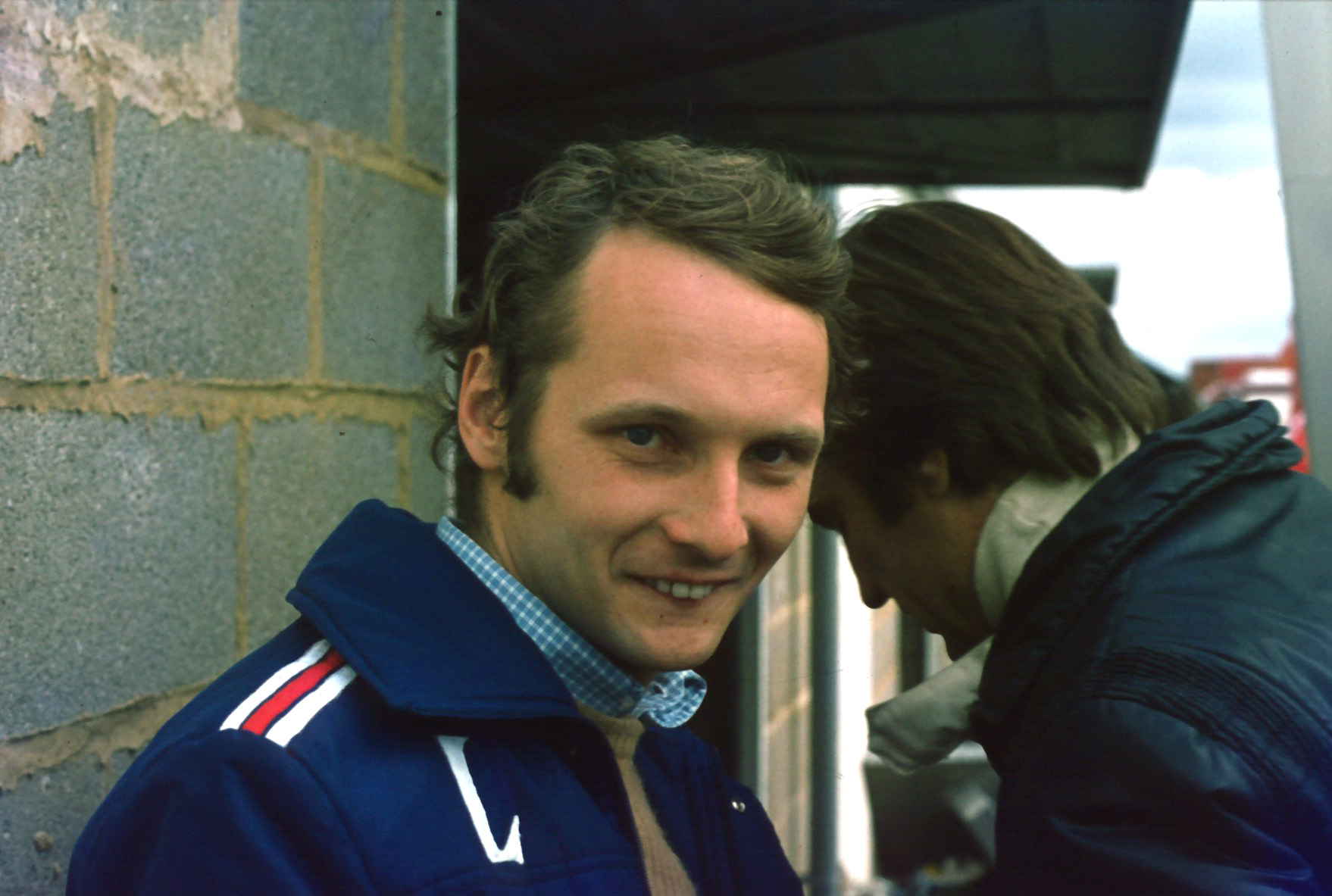
20. Mai: Niki Lauda (1975)
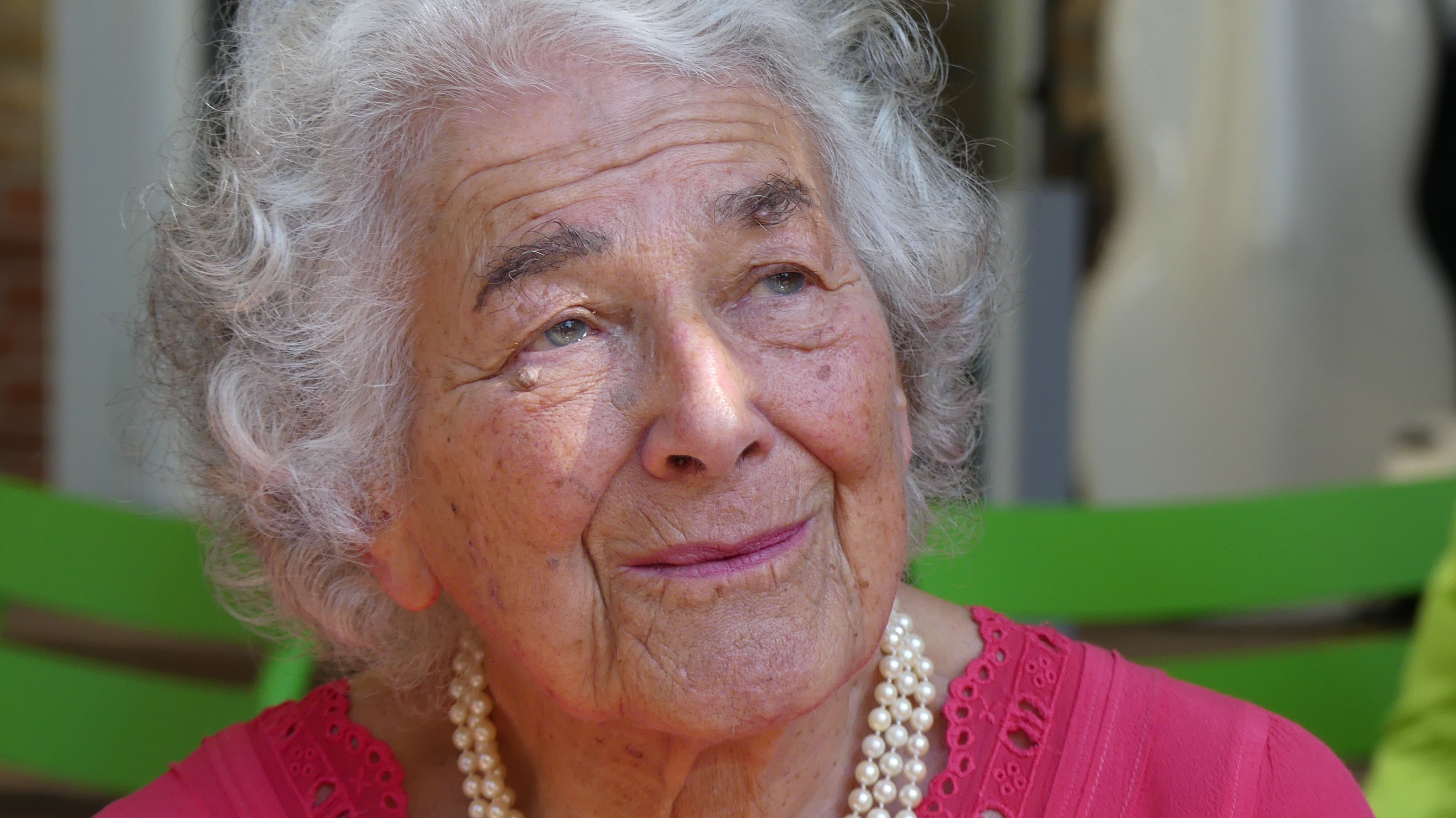
22. Mai: Judith Kerr (2016)
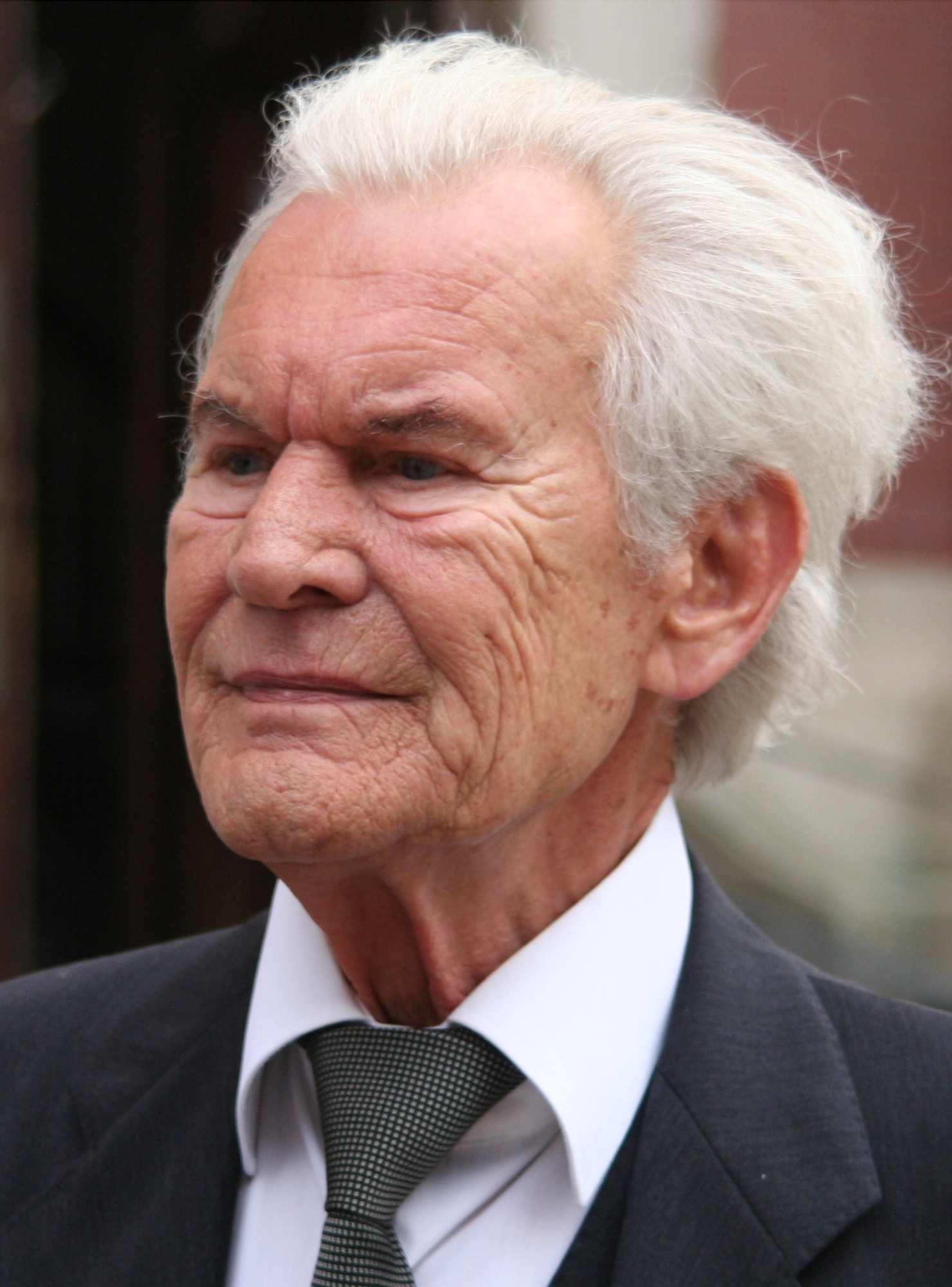
13. Juni: Wilhelm Wieben (2010)
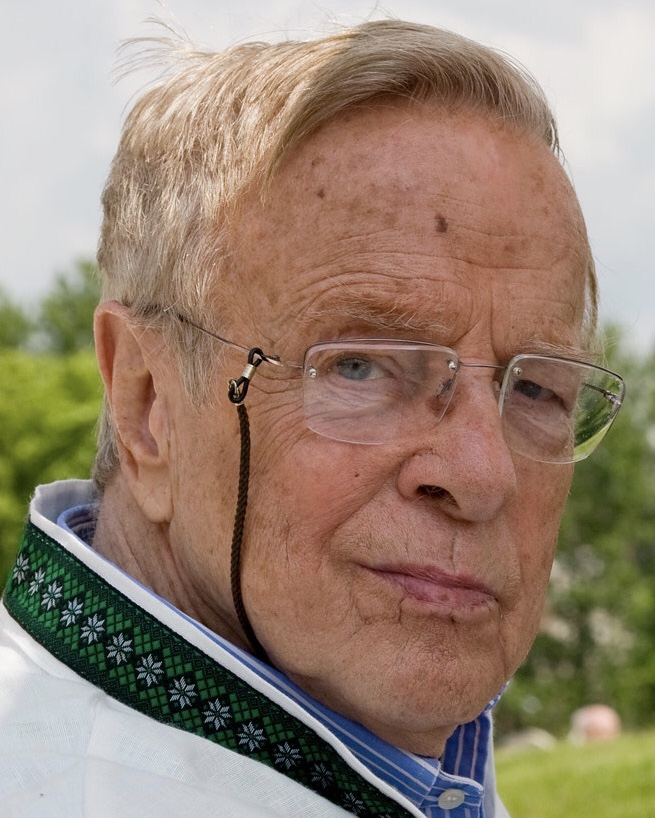
15. Juni: Franco Zeffirelli (2008)
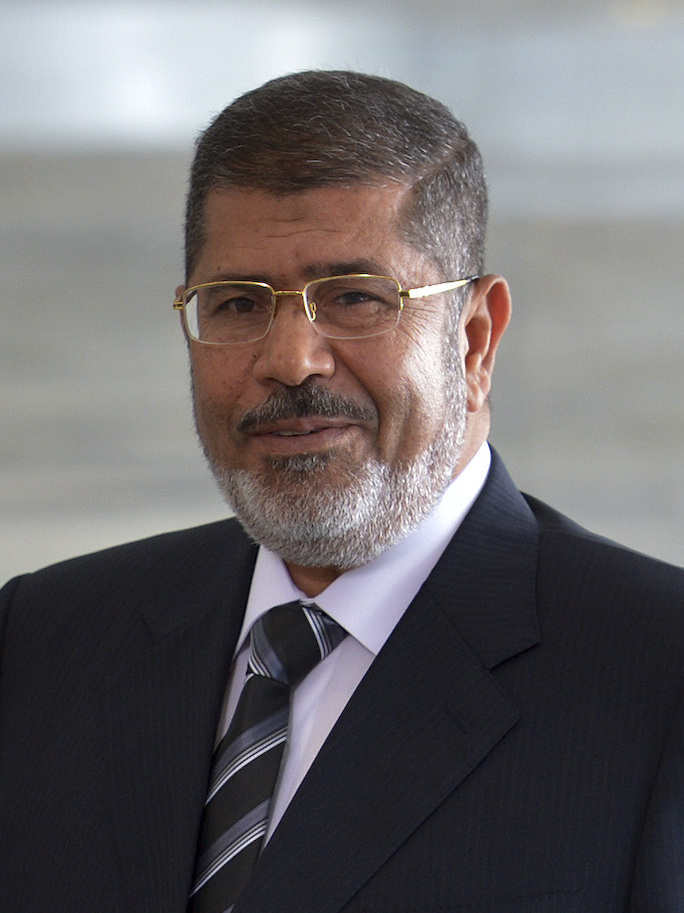
17. Juni: Mohammed Mursi (2013)
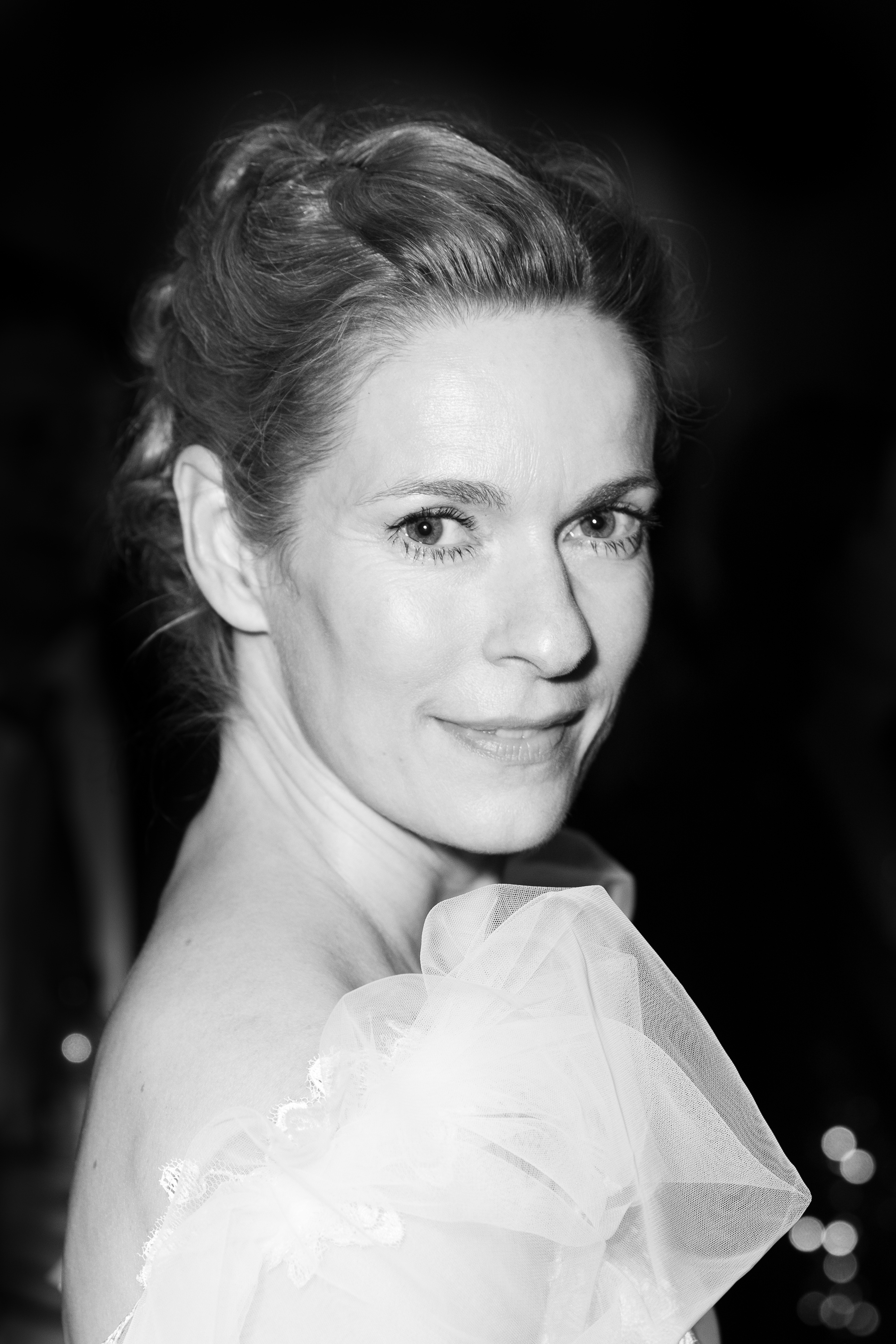
28. Juni: Lisa Martinek (2019)
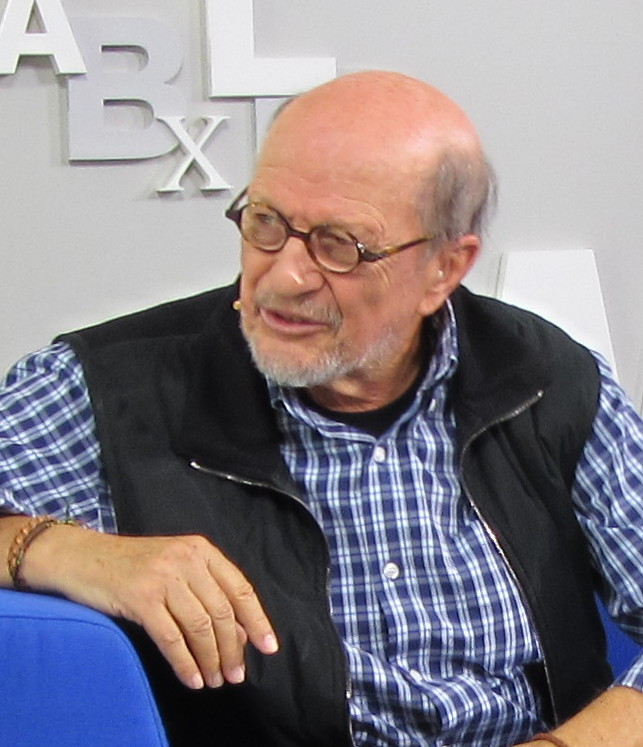
29. Juni: Guillermo Mordillo (2012)
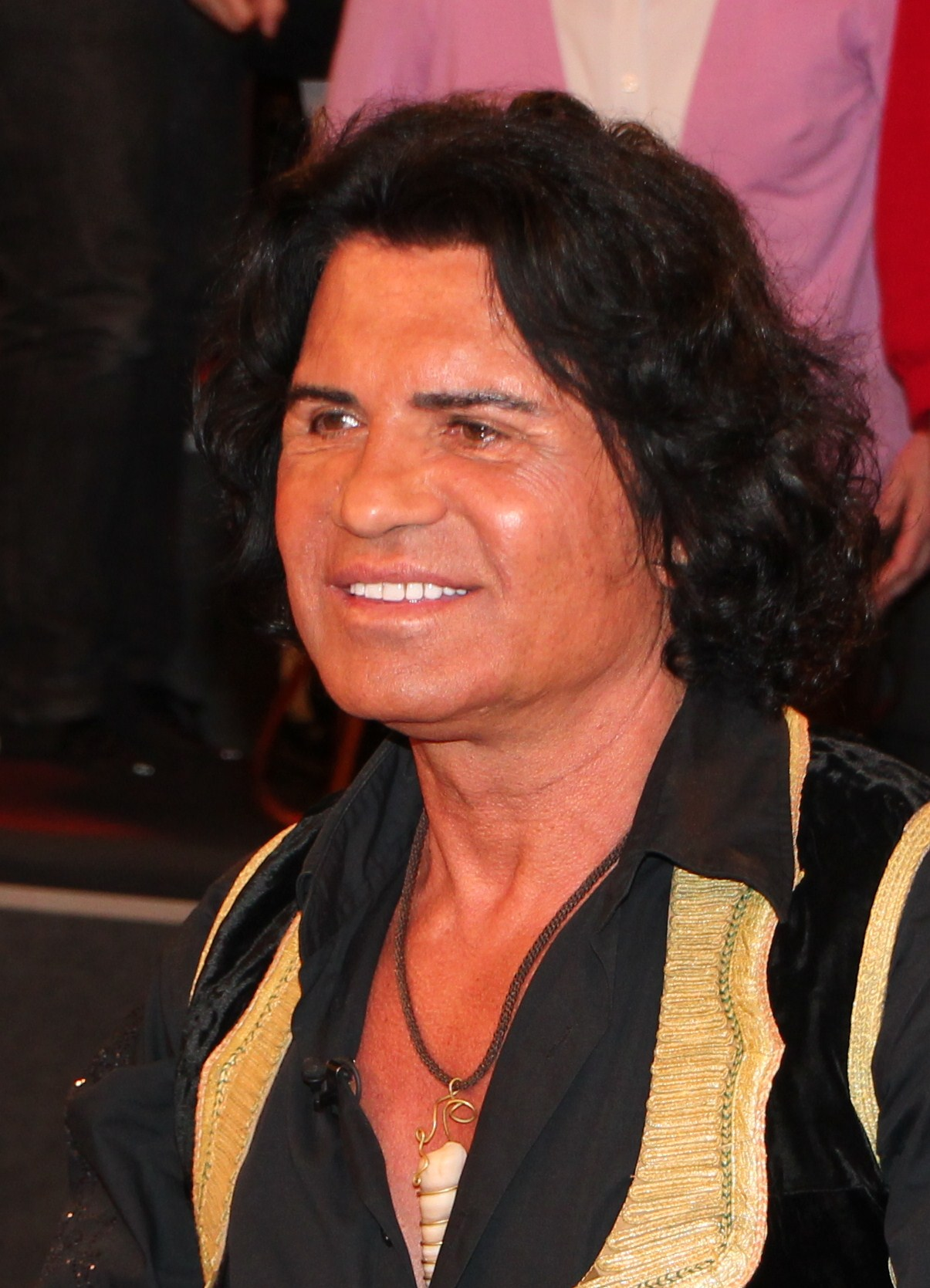
2. Juli: Costa Cordalis (2011)
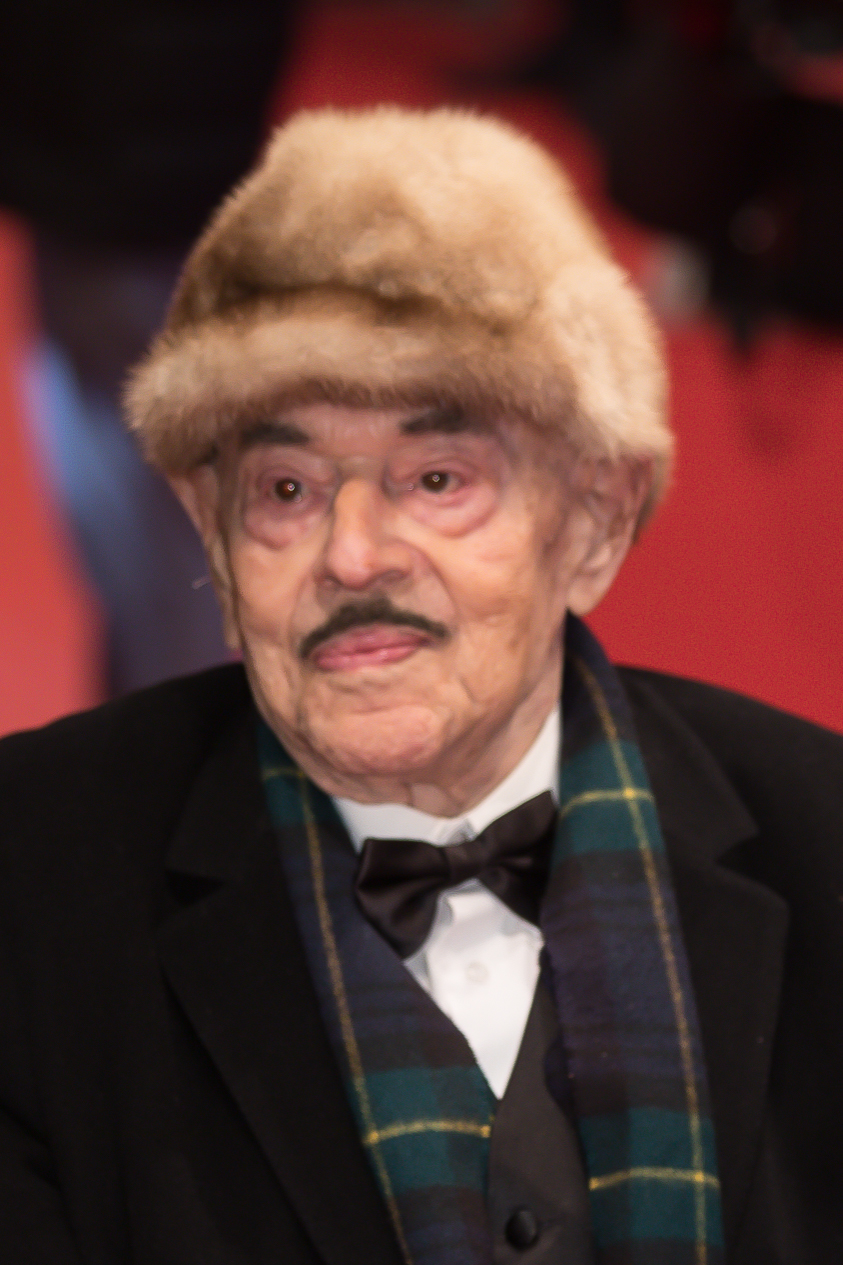
7. Juli: Artur Brauner (2018)
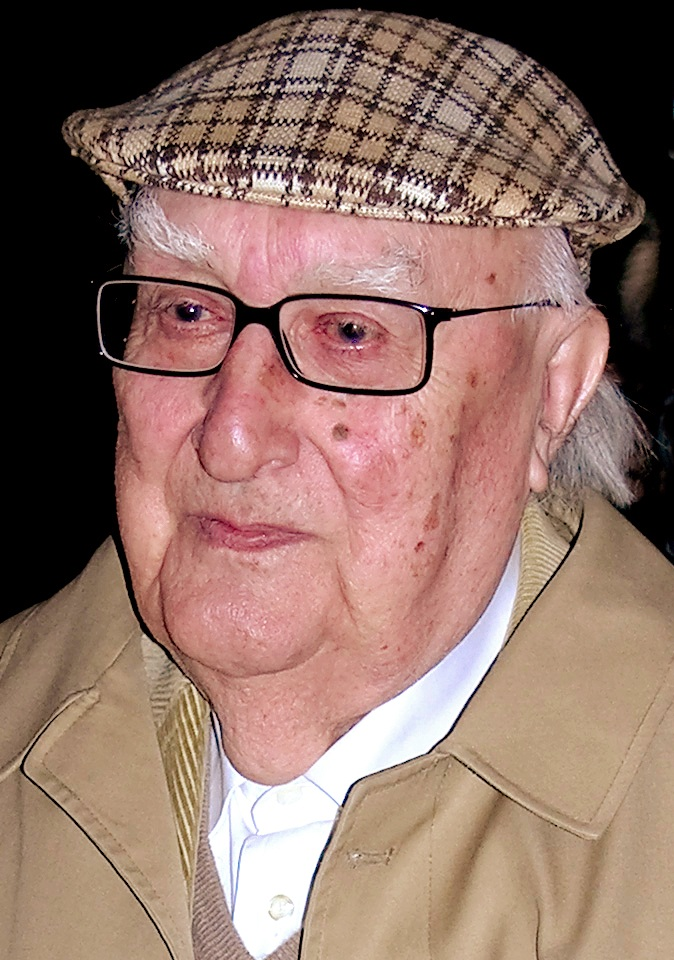
17. Juli: Andrea Camilleri (2010)
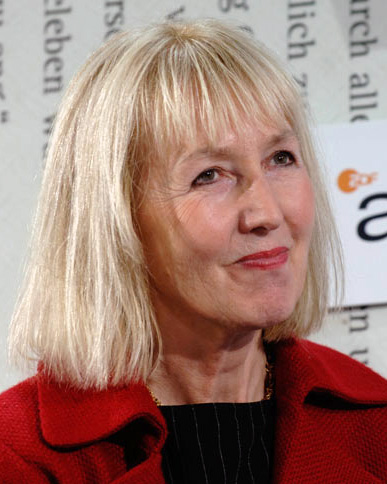
22. Juli: Brigitte Kronauer (2005)
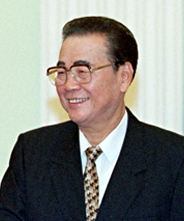
22. Juli: Li Peng (2000)
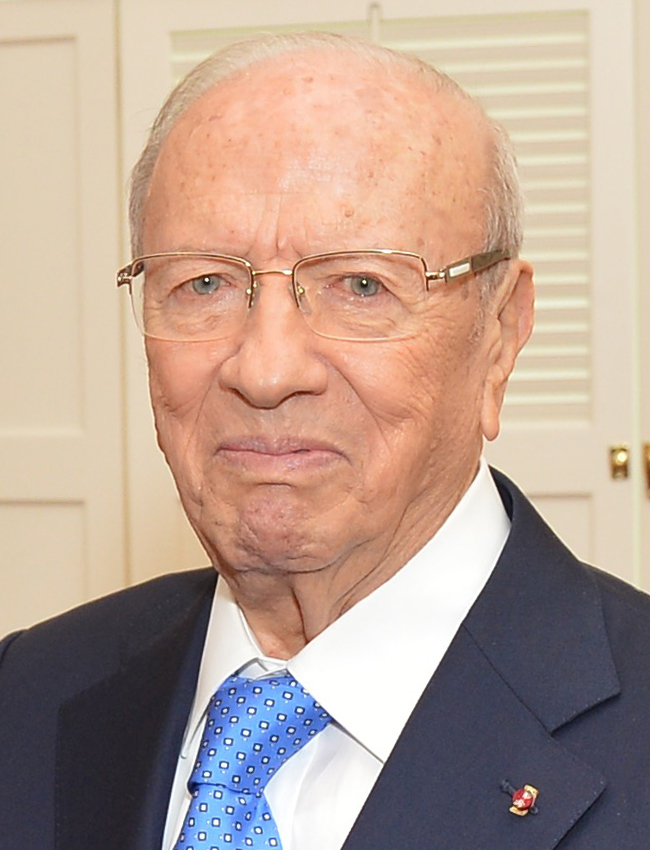
25. Juli: Beji Caid Essebsi (2015)
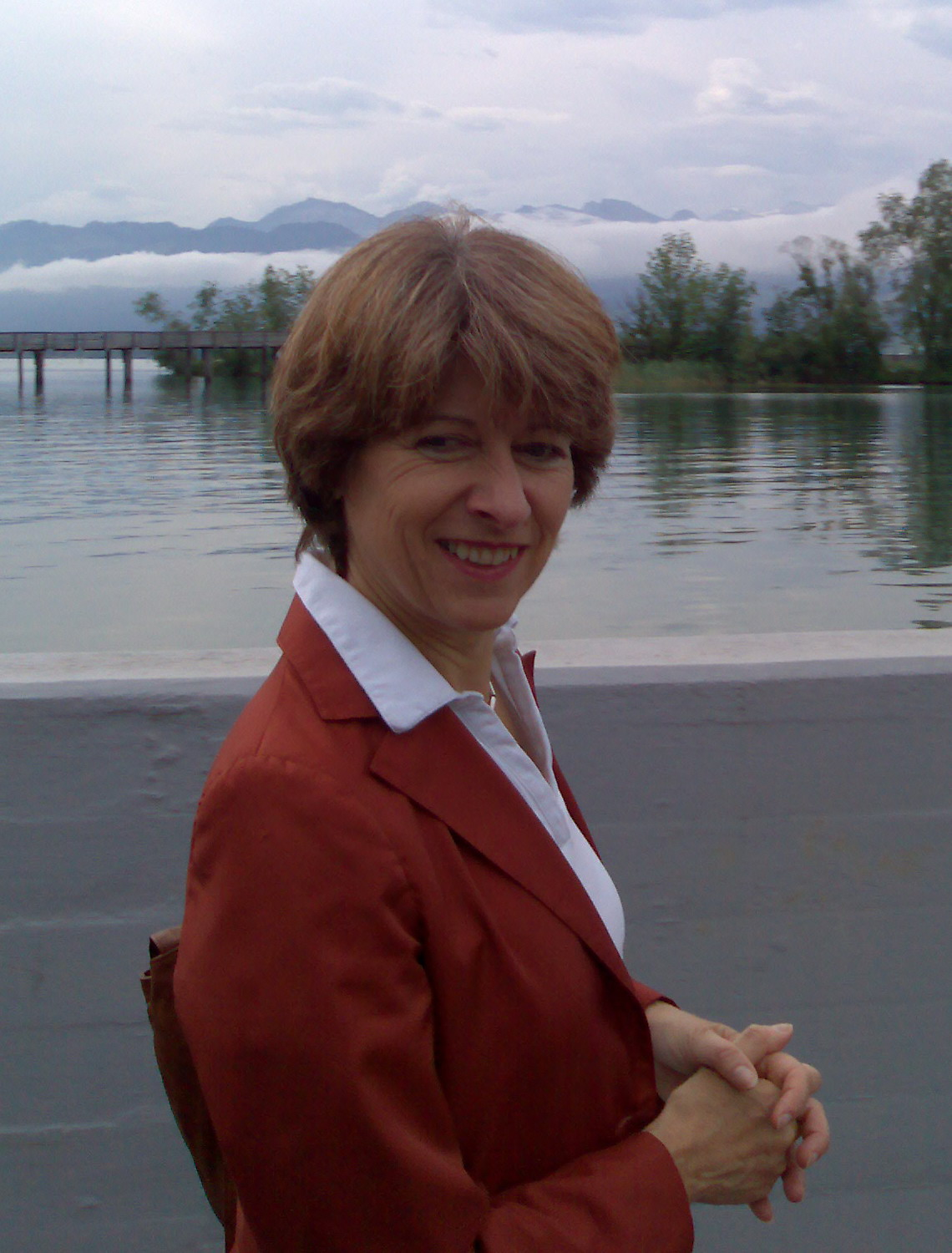
1. August: Annemarie Huber-Hotz (2006)
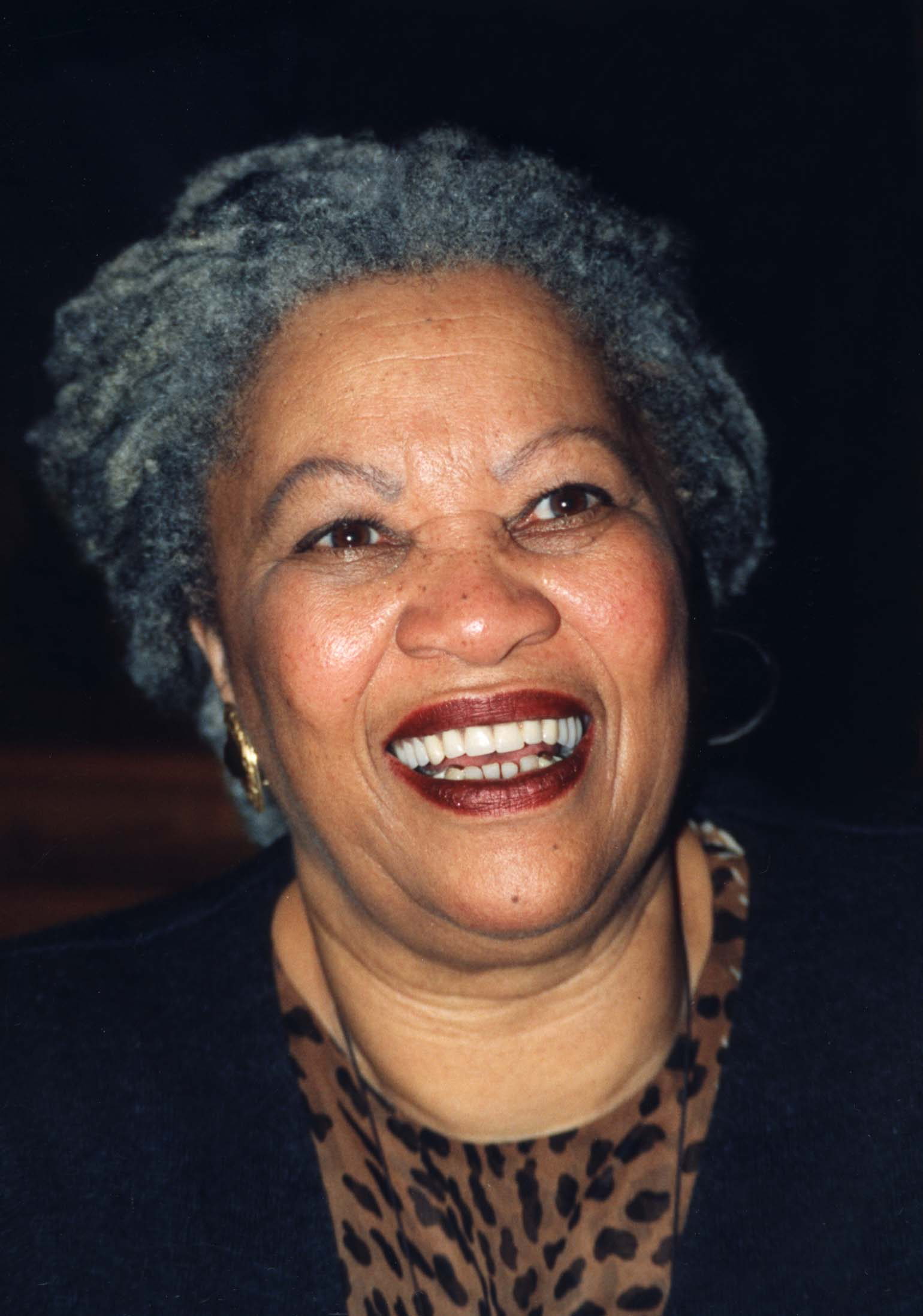
5. August: Toni Morrison (1998)
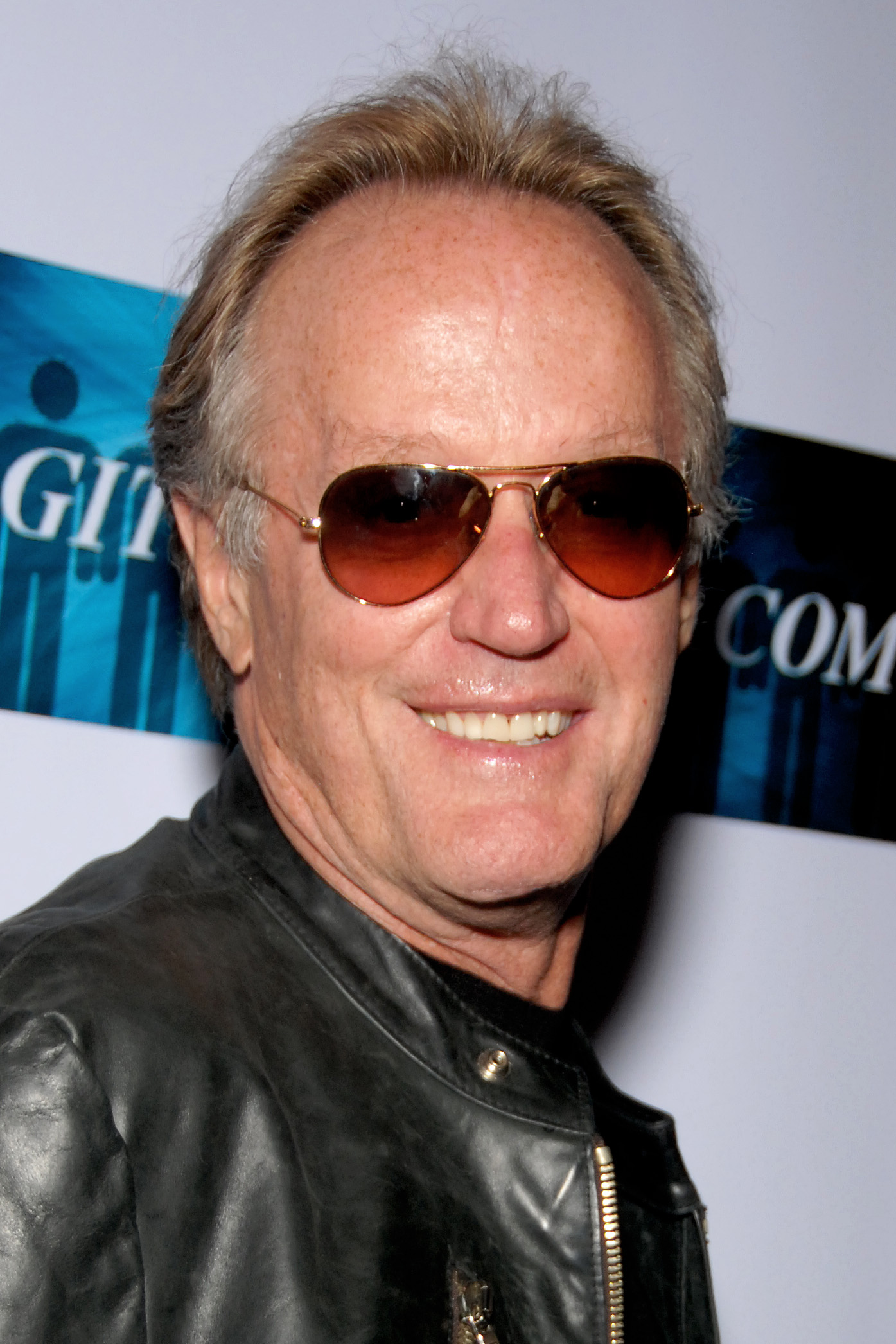
16. August: Peter Fonda (2009)
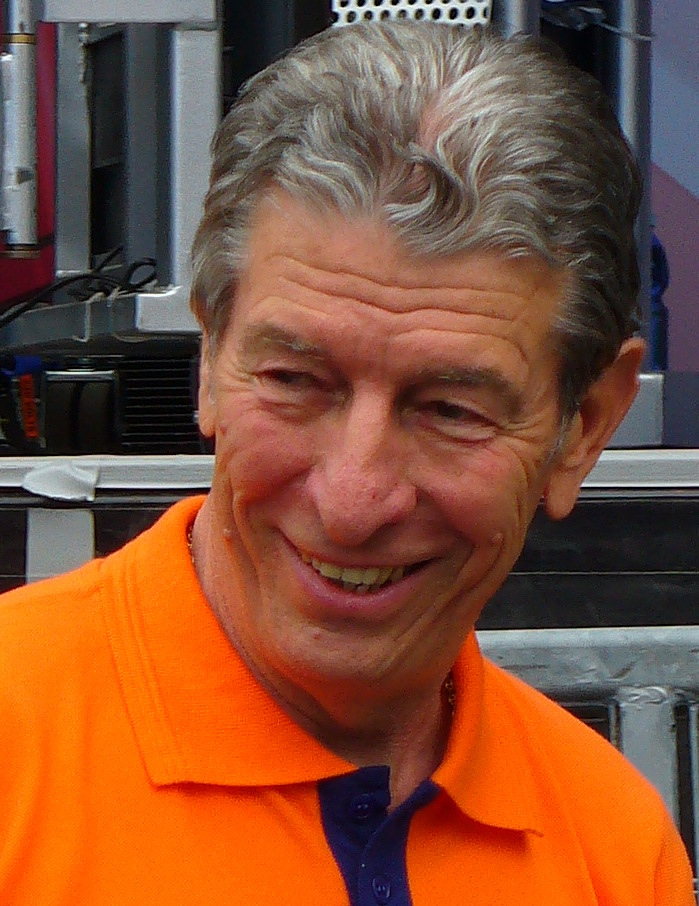
16. August: Felice Gimondi (2009)
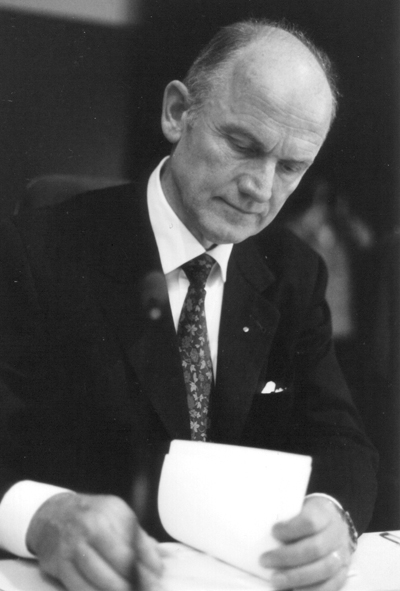
25. August: Ferdinand Piëch (2008)
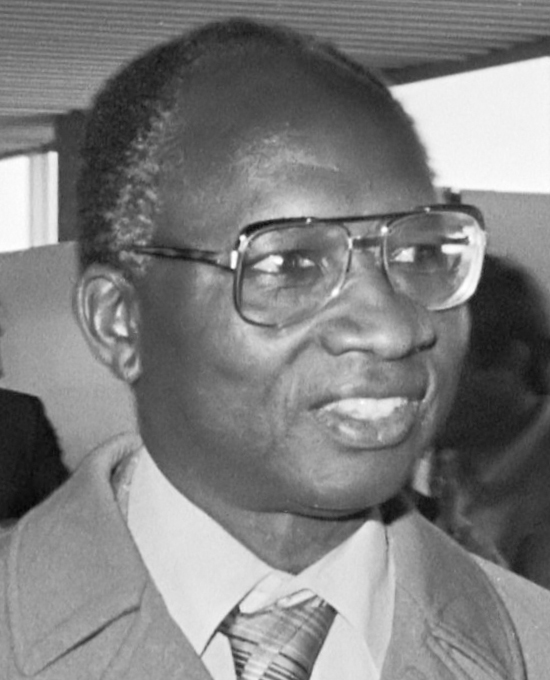
27. August: Dawda Kairaba Jawara (1979)
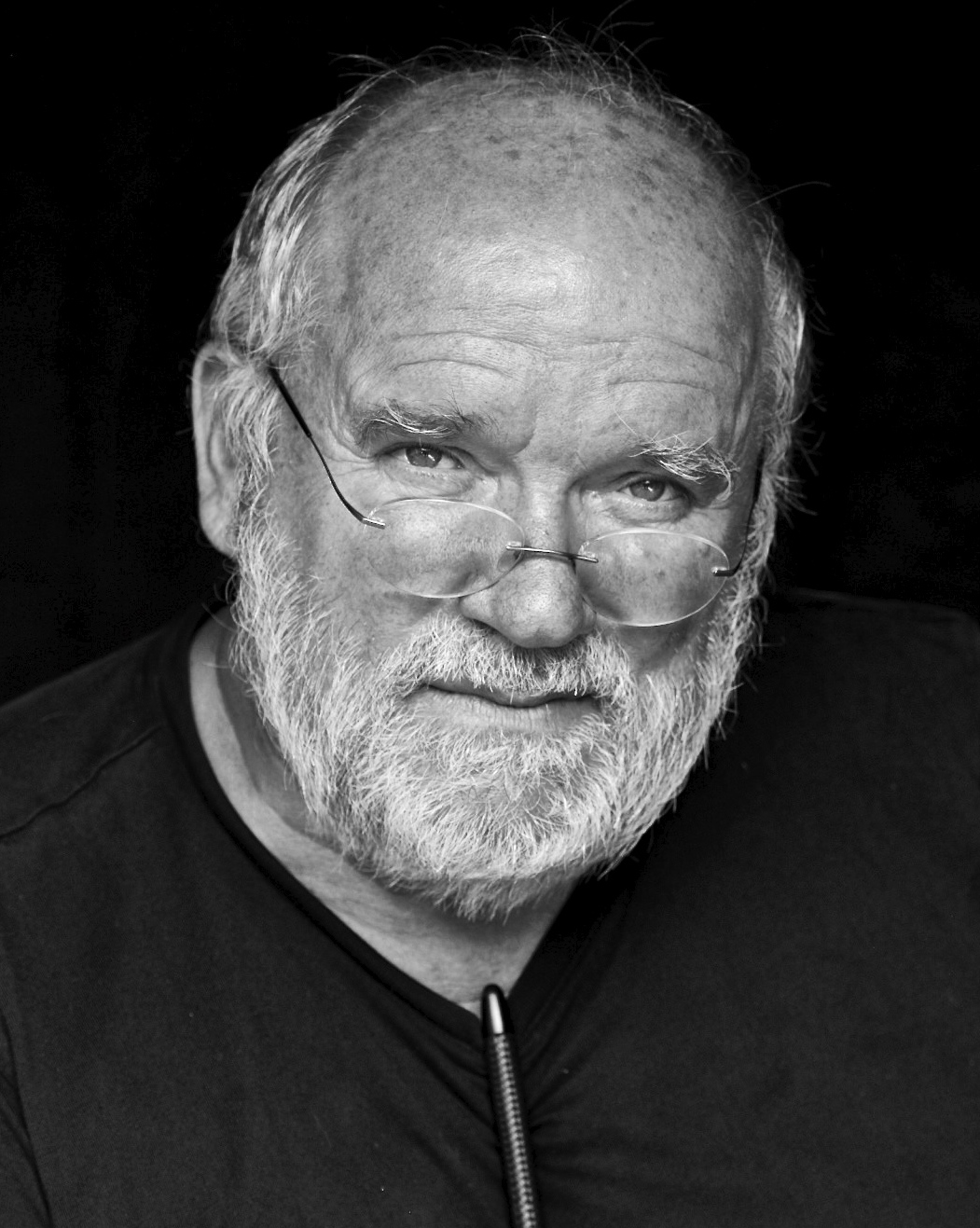
3. September: Peter Lindbergh (2015)
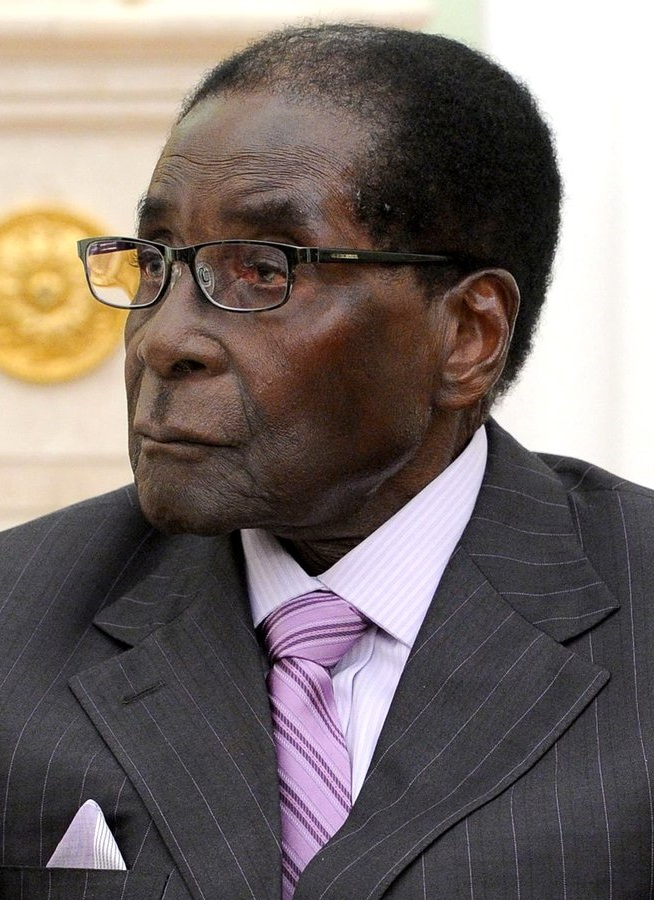
6. September: Robert Mugabe (2015)
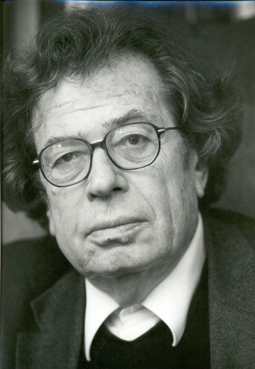
13. September: György Konrád (2009)
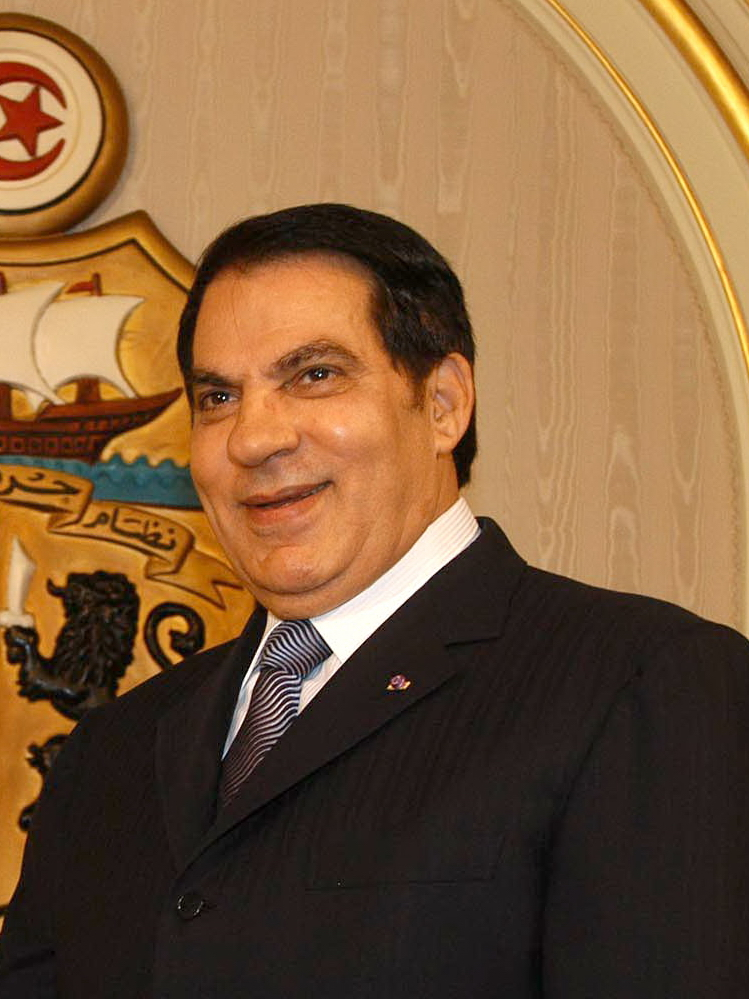
19. September: Zine el-Abidine Ben Ali (2008)
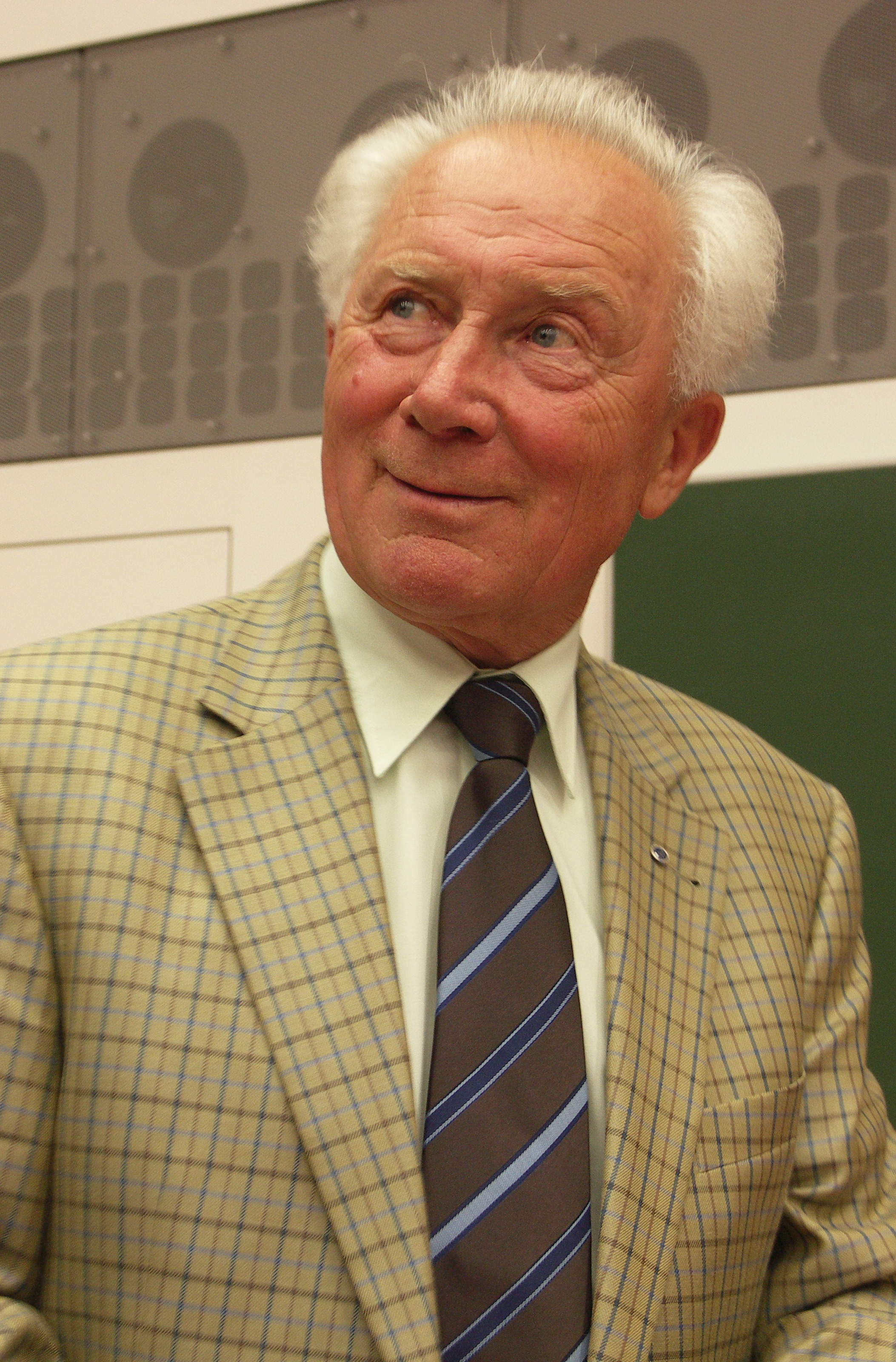
21. September: Sigmund Jähn (2009)
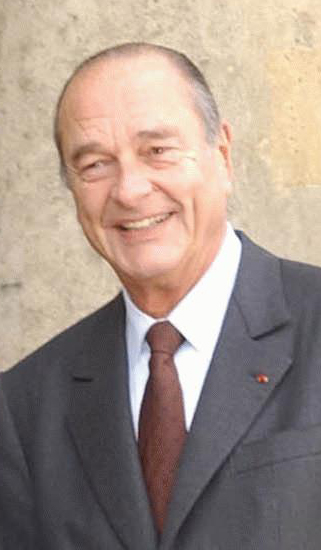
26. September: Jacques Chirac (2003)
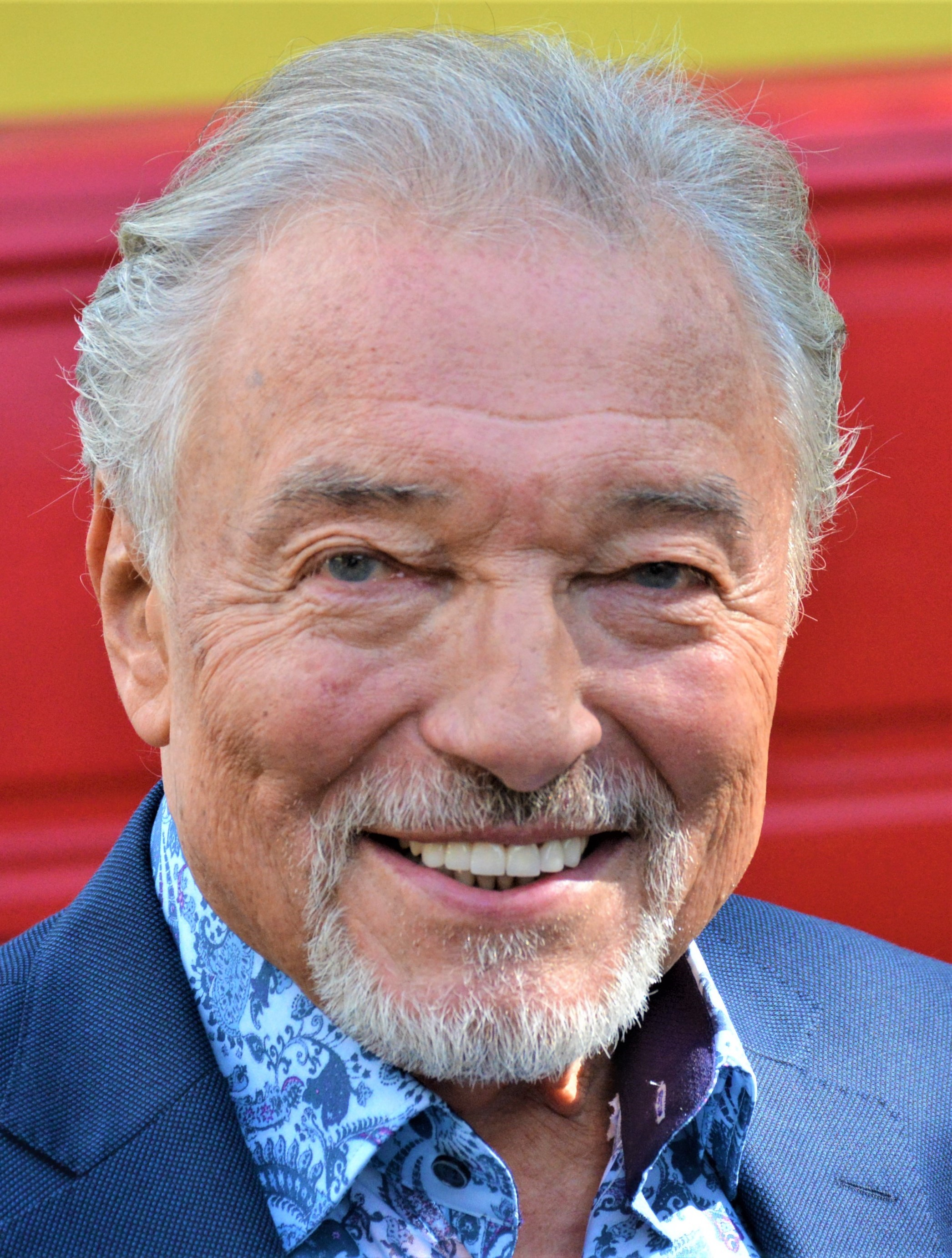
1. Oktober: Karel Gott (2018)
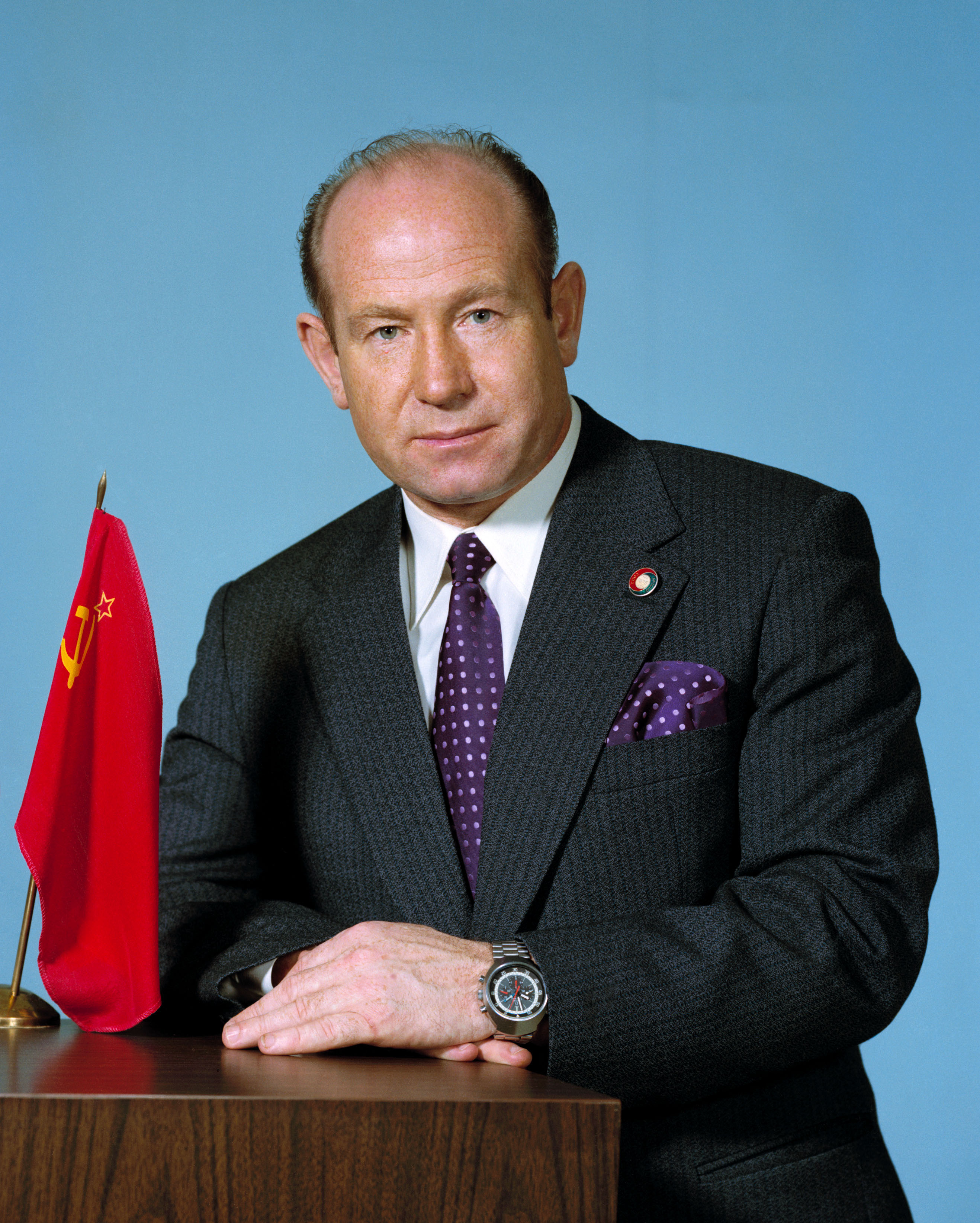
11. Oktober: Alexei Archipowitsch Leonow (1974)
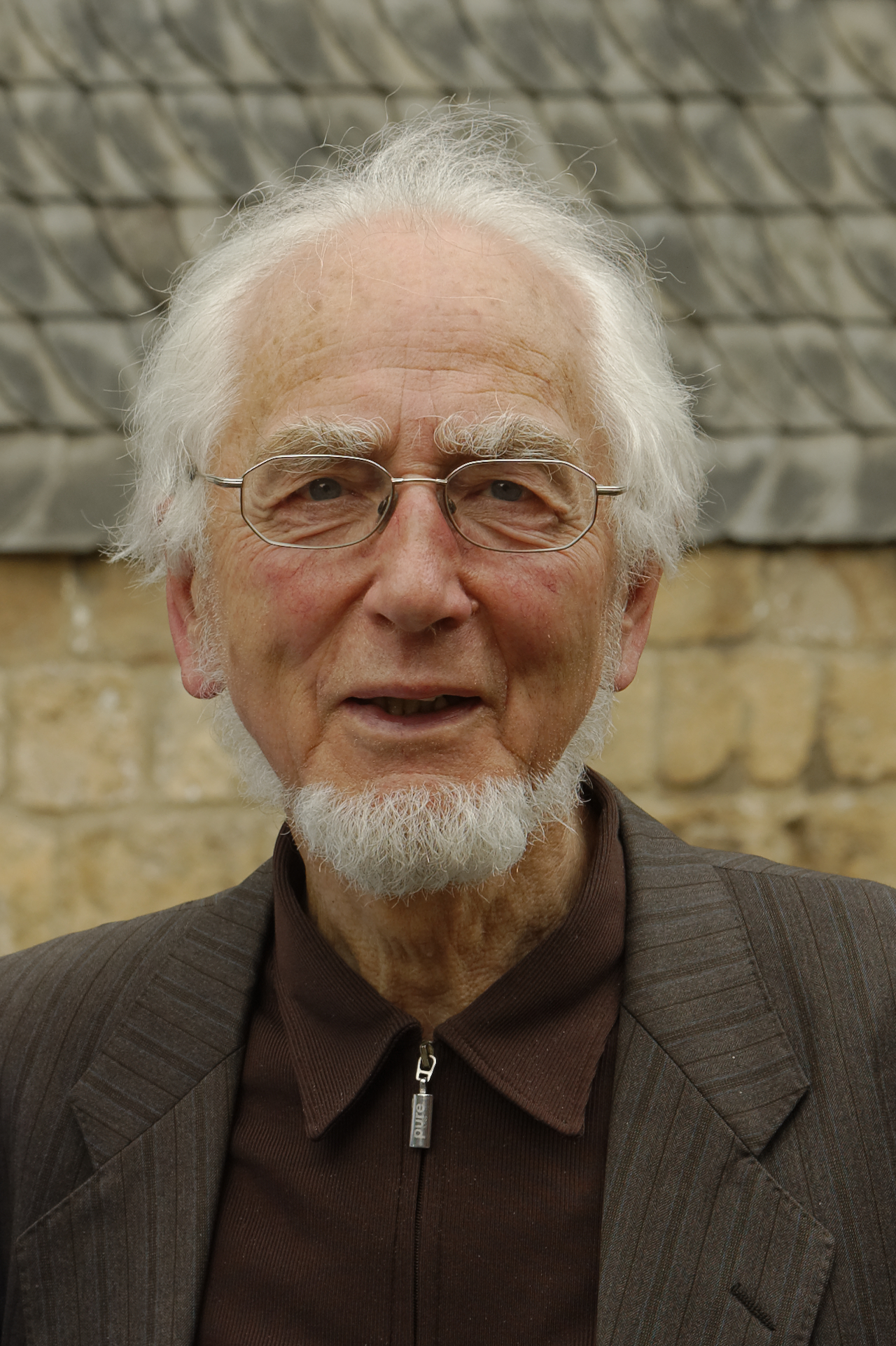
19. Oktober: Erhard Eppler (2013)
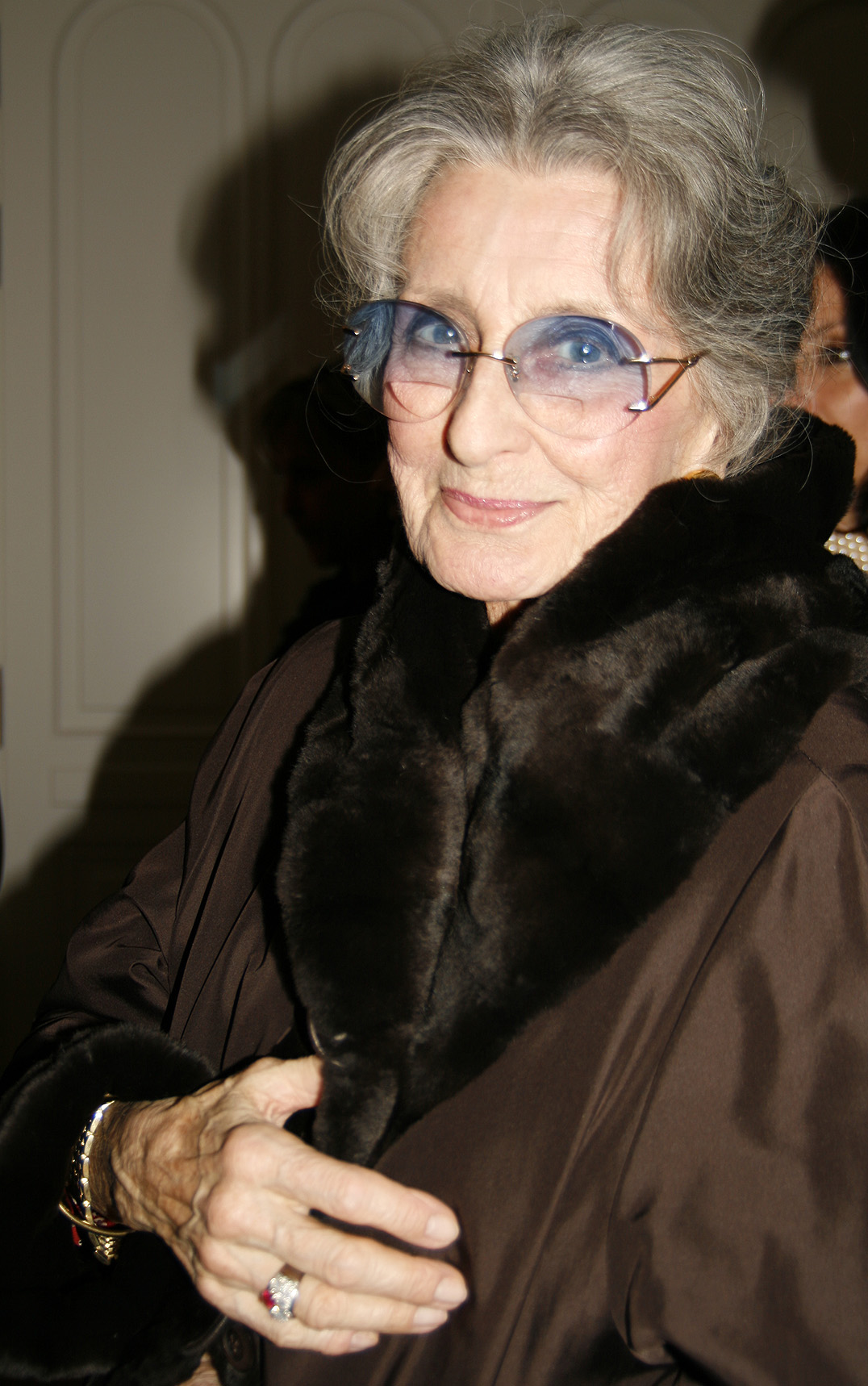
19. Oktober: Lotte Tobisch (2008)
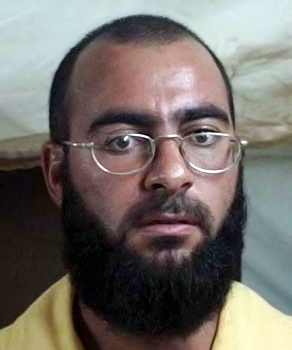
26. Oktober: Abu Bakr al-Baghdadi (2004)
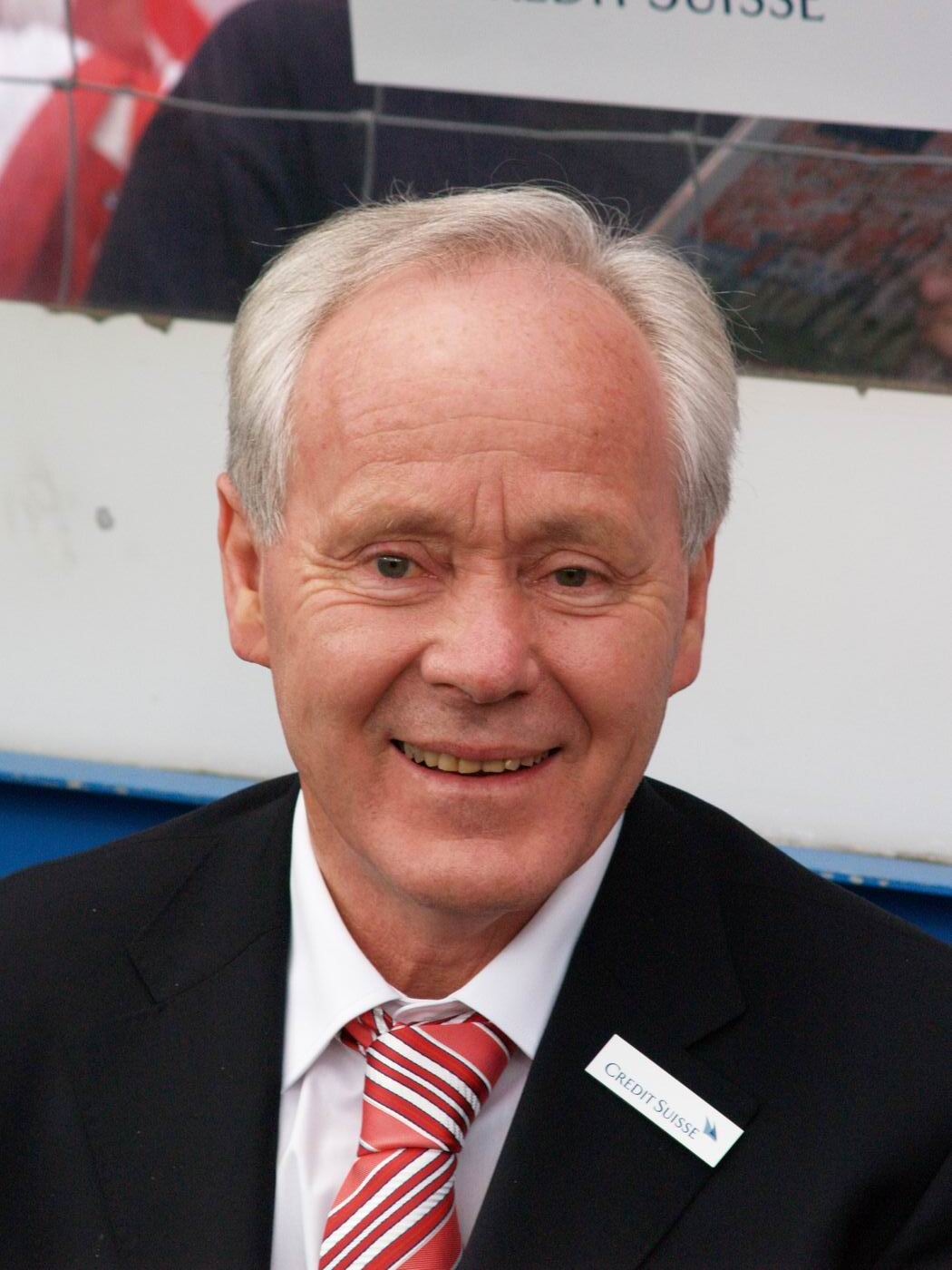
26. November: Köbi Kuhn (2006)
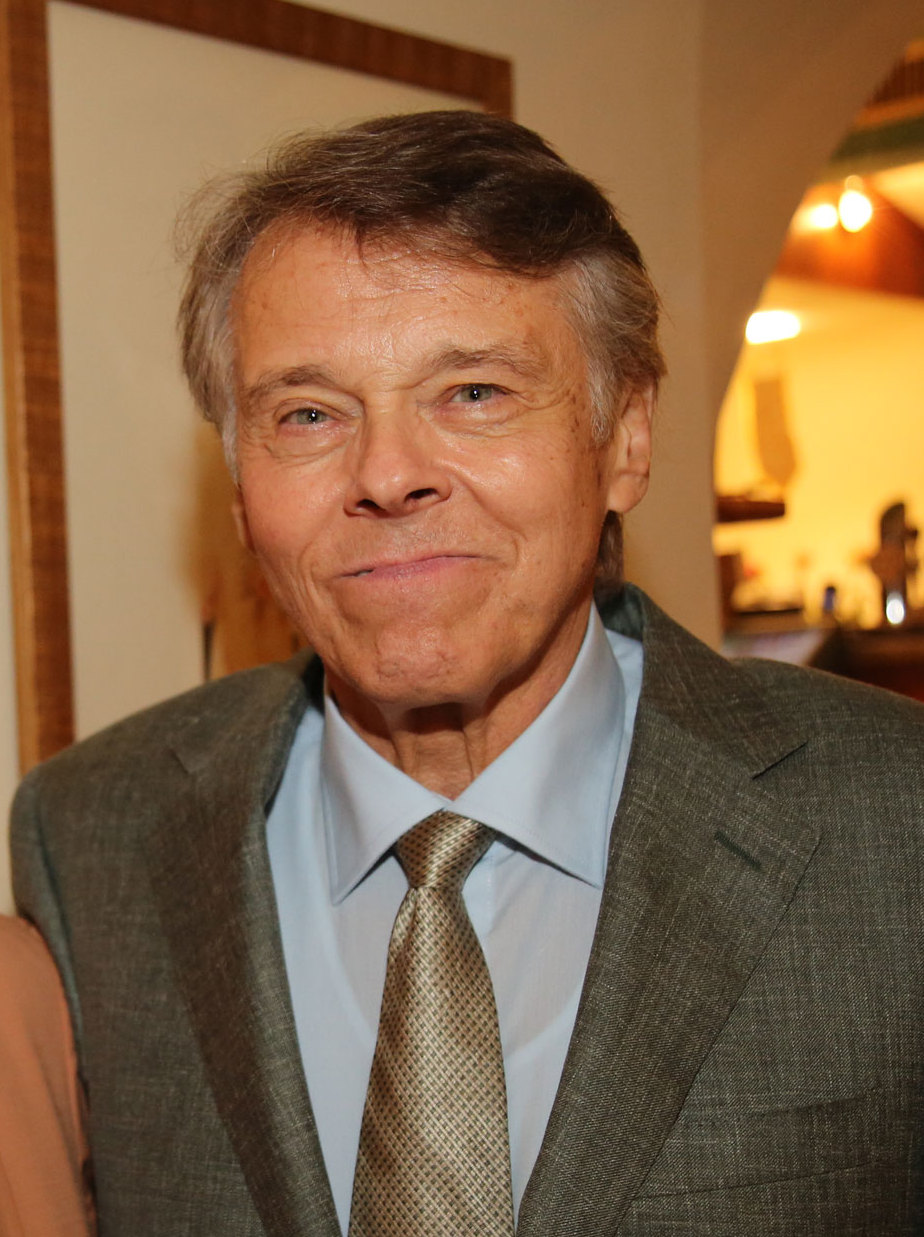
1. Dezember: Mariss Jansons (2015)
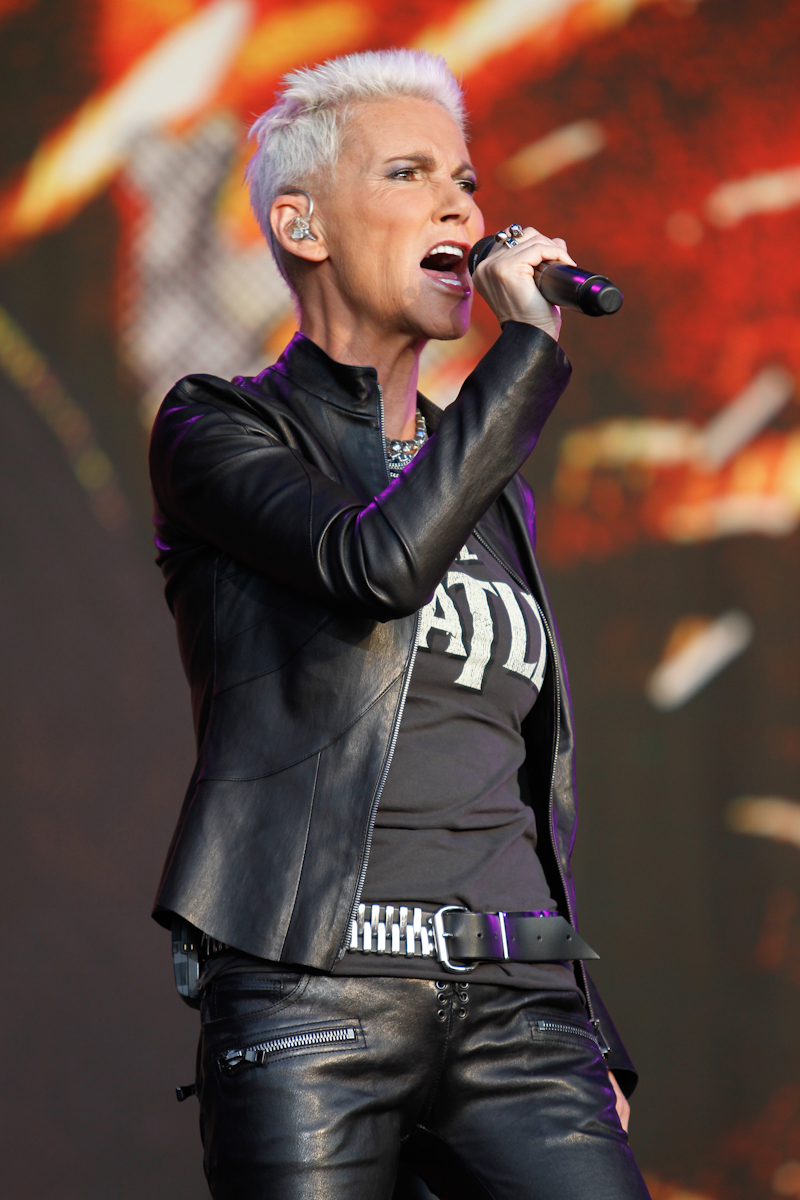
9. Dezember: Marie Fredriksson (2011)
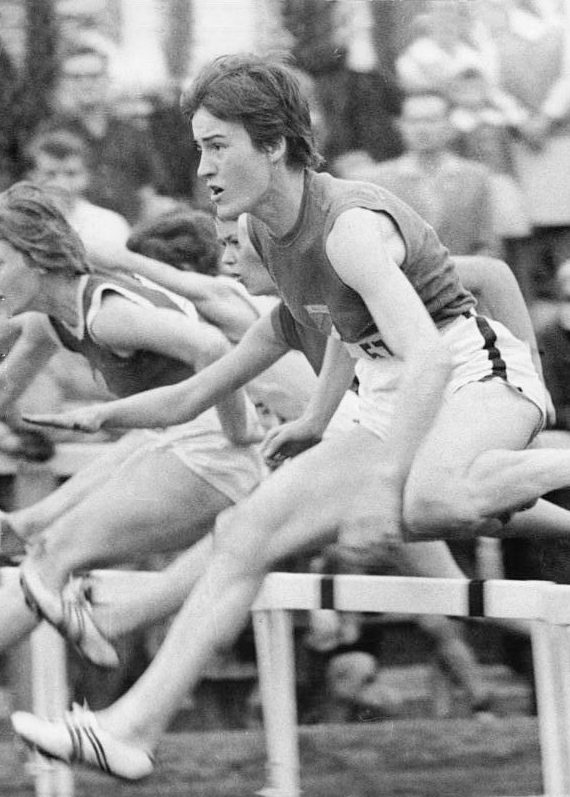
17. Dezember: Karin Balzer (1963)
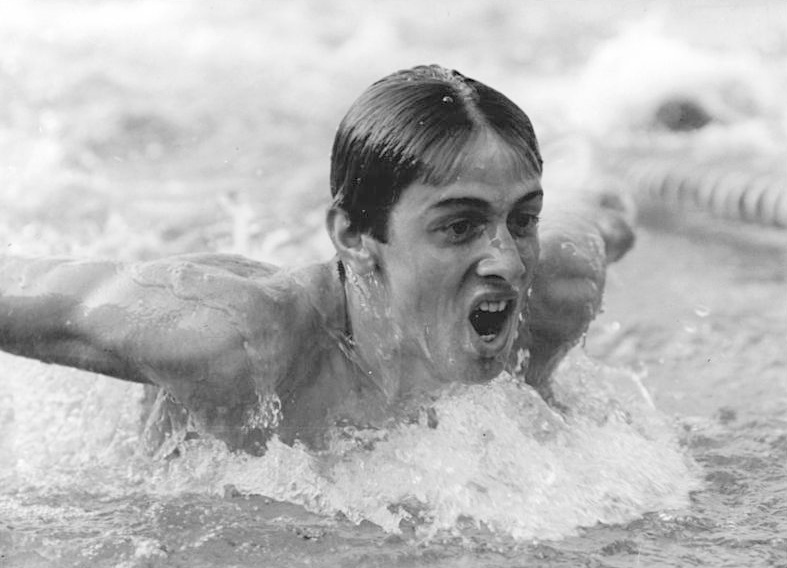
20. Dezember: Roland Matthes (1970)
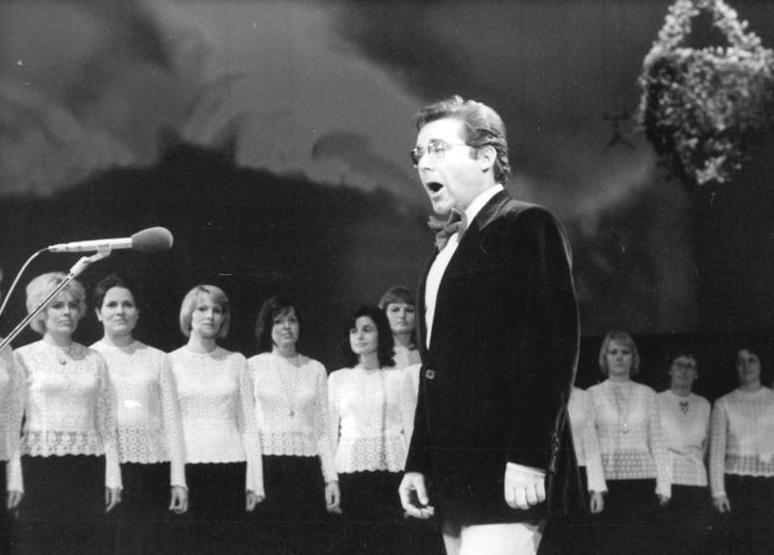
25. Dezember: Peter Schreier (1976)
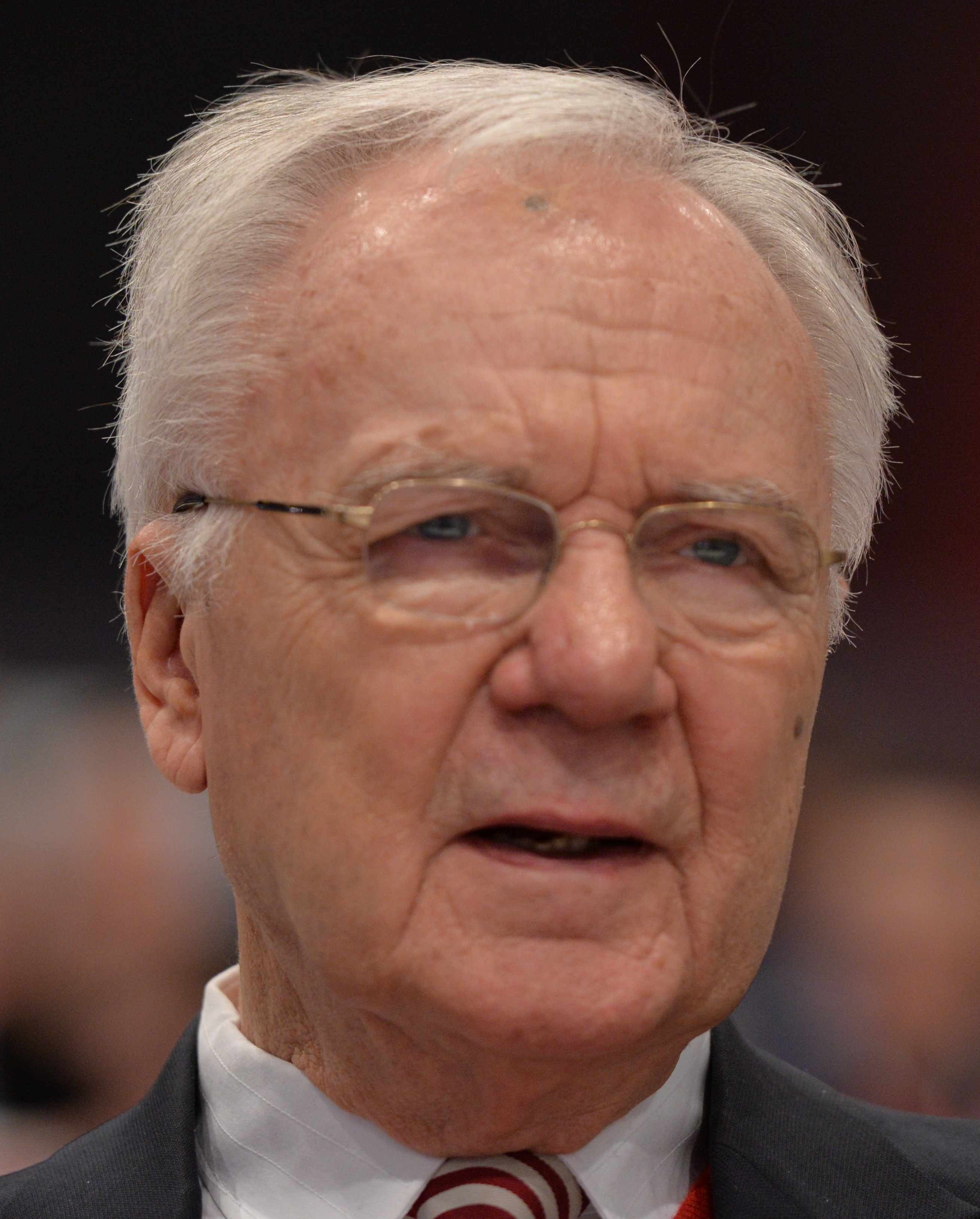
29. Dezember: Manfred Stolpe (2015)
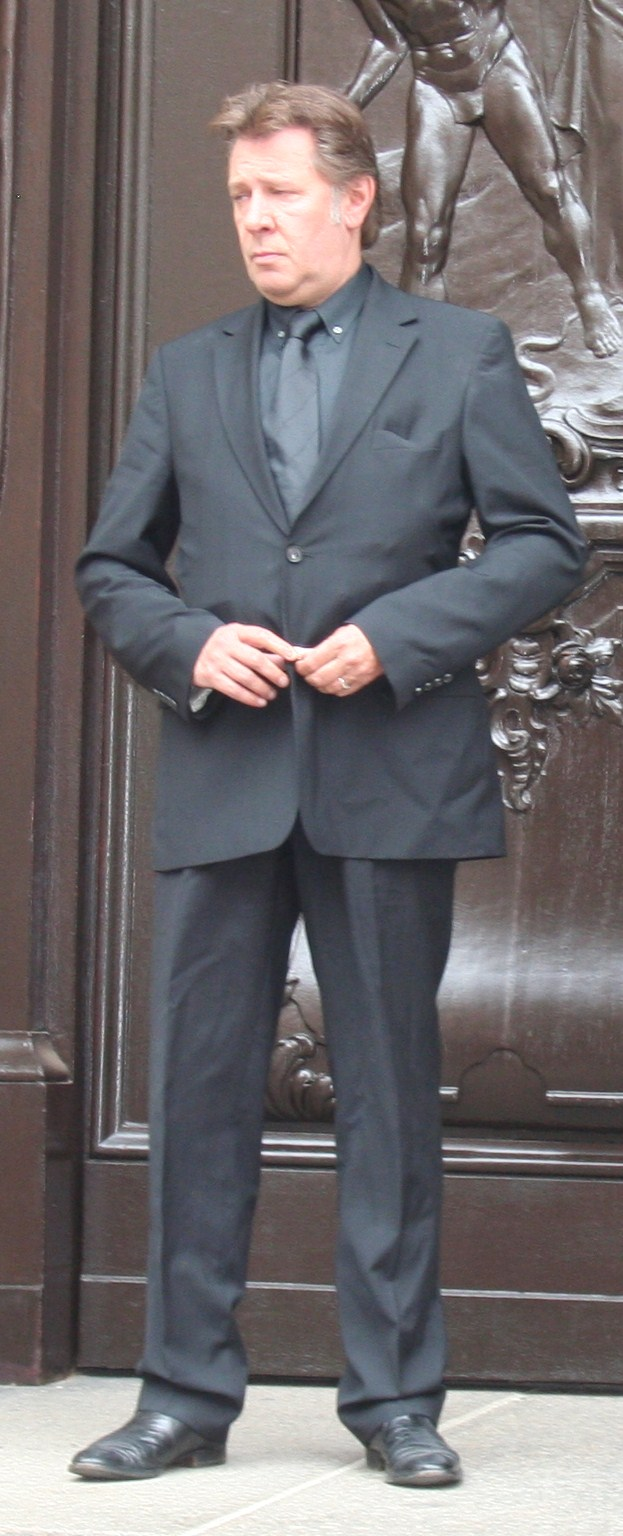
30. Dezember: Jan Fedder (2010)